# Mimizan
Mimizan (en occitan : Mamisan) est une commune du Sud-Ouest de la France, située dans le département des Landes en région Nouvelle-Aquitaine. Elle appartient au pays de Born.
La commune est partagée entre deux pôles aux activités distinctes : Mimizan-Bourg et Mimizan-Plage, cette dernière étant l'une des principales stations balnéaires de la côte d'Argent.

## Géographie

### Localisation
Mimizan est une commune de la côte landaise, située dans le pays de Born, à 87 km au sud-ouest de Bordeaux. Elle fut jadis surnommée la « Perle de la Côte d'Argent ». Le courant de Mimizan, exutoire du lac d'Aureilhan, et les étangs de la Malloueyre sont sur son territoire.
Comme d'autres villes côtières du pays landais, Mimizan est divisée entre d'une part un centre historique (dit Mimizan-Bourg) en retrait de l'océan, et qui constitue le cœur administratif et commercial de la ville, et d'autre part une station balnéaire (dite Mimizan-Plage) qui s'est développée avec l'essor du tourisme. Ces deux parties sont reliées par une route départementale longue de cinq kilomètres et bordée de quartiers résidentiels. L'espace entre les deux, recouvert par la forêt, n'a cessé de se réduire au fil des ans.

### Communes limitrophes
Les communes limitrophes sont Sainte-Eulalie-en-Born, Aureilhan, Bias, Mézos, Saint-Julien-en-Born et Saint-Paul-en-Born.
|                      | Sainte-Eulalie-en-Born | Aureilhan          |
| Océan Atlantique     | Mimizan                | Saint-Paul-en-Born |
| Saint-Julien-en-Born | Bias                   | Mézos              |

### Hydrographie

#### Le courant de Mimizan
Le courant de Mimizan est un fleuve côtier d'environ 7 km qui prend naissance à l'étang d’Aureilhan et se jette dans l'océan Atlantique. Son cours est entièrement inscrit dans la commune. Il sépare Mimizan-Plage et ses 10 km de plage entre le « nord », regroupant l’été la plupart des animations, et le « sud », vaste espace de villégiature. Exutoire du lac d’Aureilhan, le courant de Mimizan est également indirectement le déversoir des lacs du nord des Landes. Les digues de son estuaire sont construites entre 1871 et 1873 pour l'empêcher de dériver. Le pré salé dans son dernier méandre avant l'océan fait l'objet d'un inventaire ZNIEFF de type 1 en 1990.

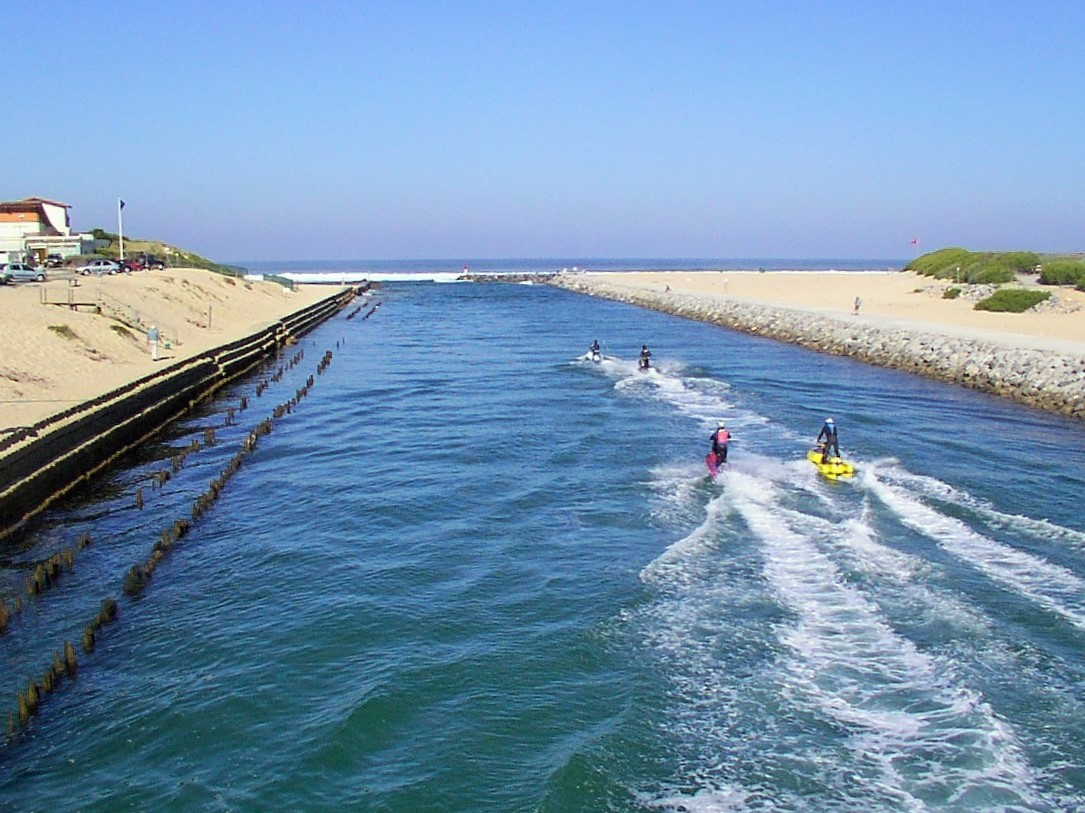
Embouchure du courant de Mimizan à marée haute.
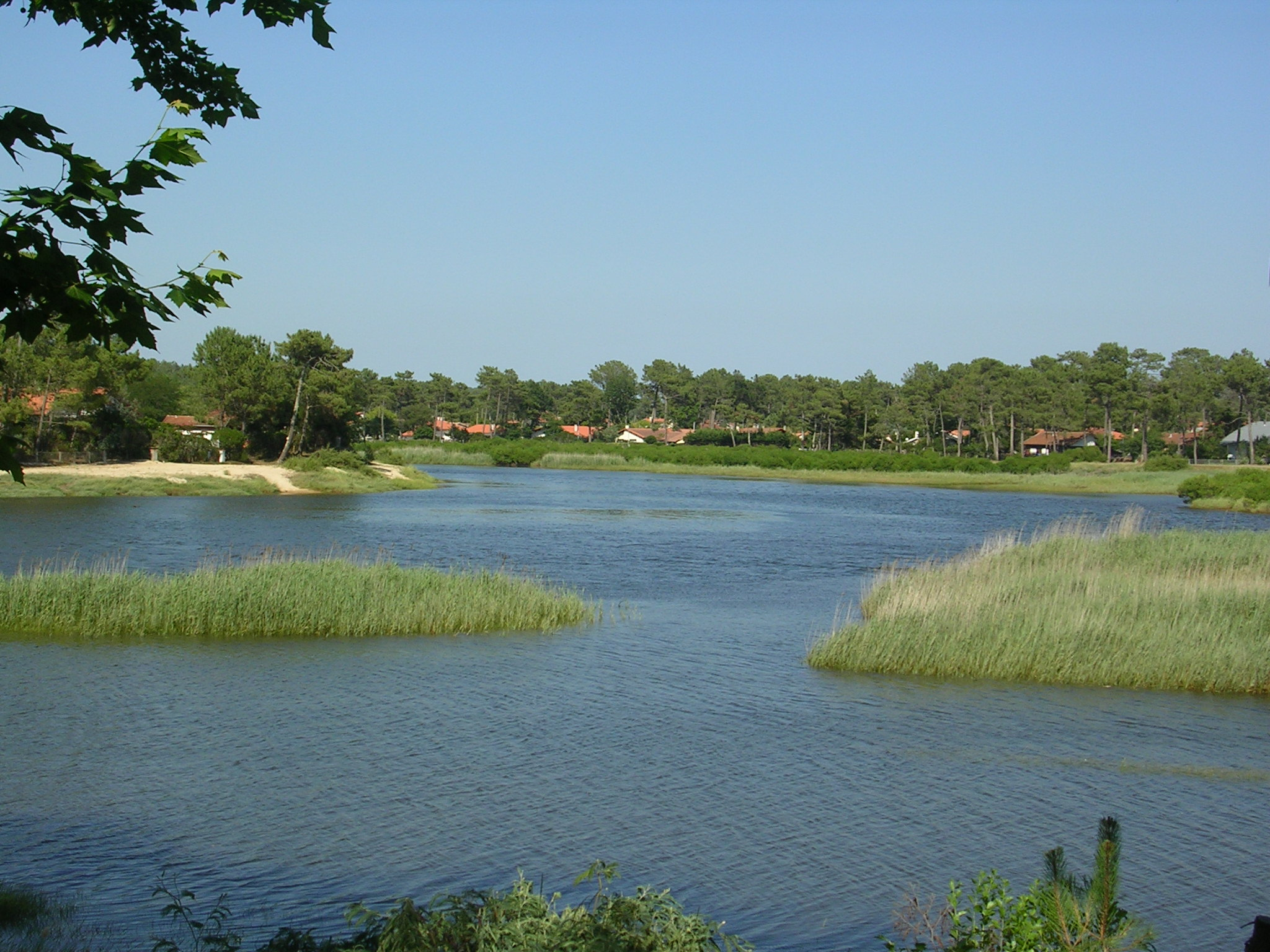
Le pré salé du courant de Mimizan.

#### Autres cours d'eau
- Courant de Sainte-Eulalie, alimentant l'étang d'Aureilhan.
- Ruisseau de Tirelagüe et ses affluents (ruisseau du Bourg, Maoudinat, Archus et Chéou), dont le cours est en tout ou partie inscrit dans la commune. Le Tirelagüe (ou Canal de Ceyrolles sur sa première section) alimente la lagune de Tirelagüe et le lavoir de Bel Air. Il est le dernier affluent du Courant de Mimizan.

### Les plages
Mimizan compte dix kilomètres de plages. Les plages de l'océan sont, du nord au sud :
- au nord du courant : plage Remember[Note 1], plage des Ailes, plage de la Garluche ;
- au sud du courant : plage des Goëlands, plage des Mouettes, plage Sud, plage de Lespecier (à six kilomètres).

Les autres plages sont celles du Courant et du lac d’Aureilhan.

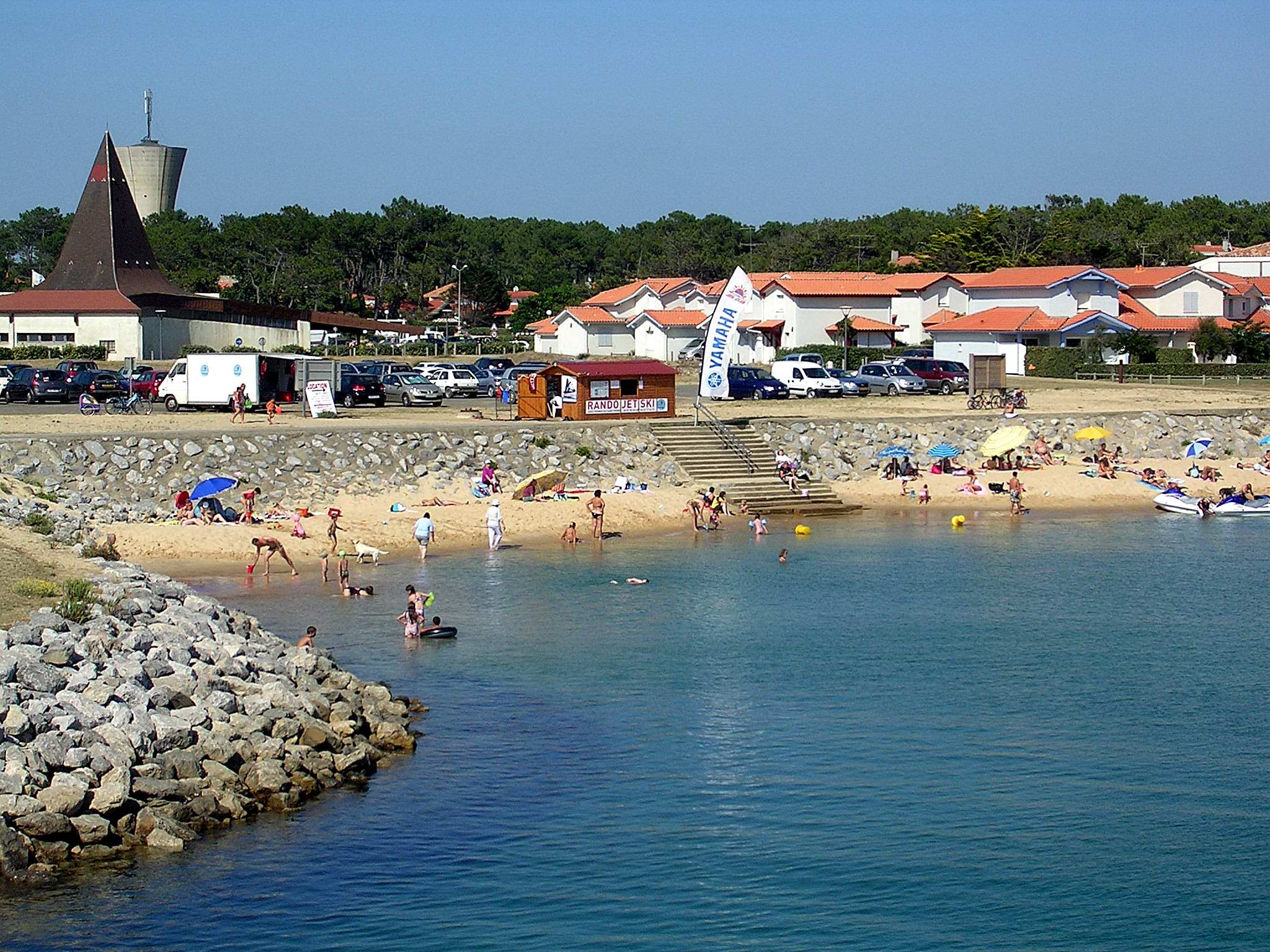
La plage des enfants, sur le courant, devant l'ancien quartier des pêcheurs et l'église Notre-Dame-des-Dunes.
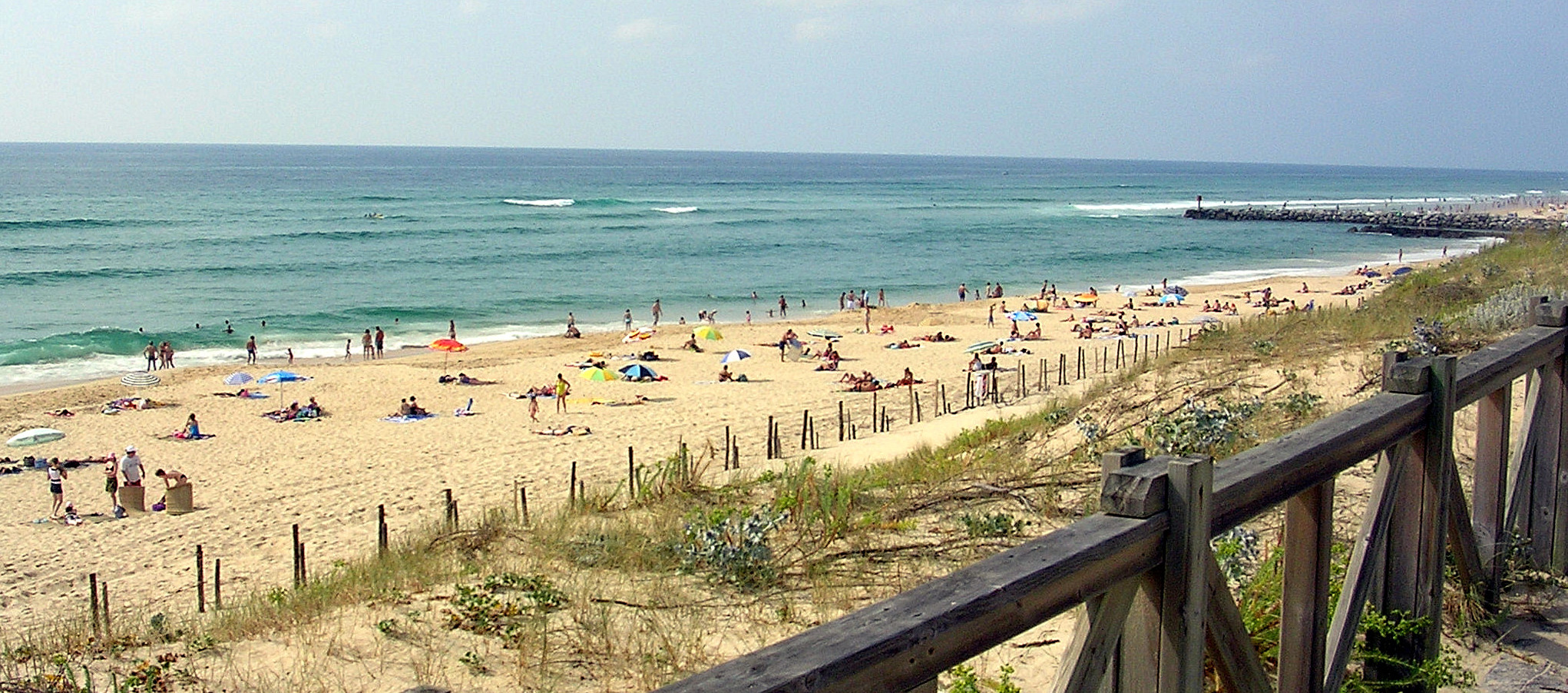
Mimizan, la plage sud.
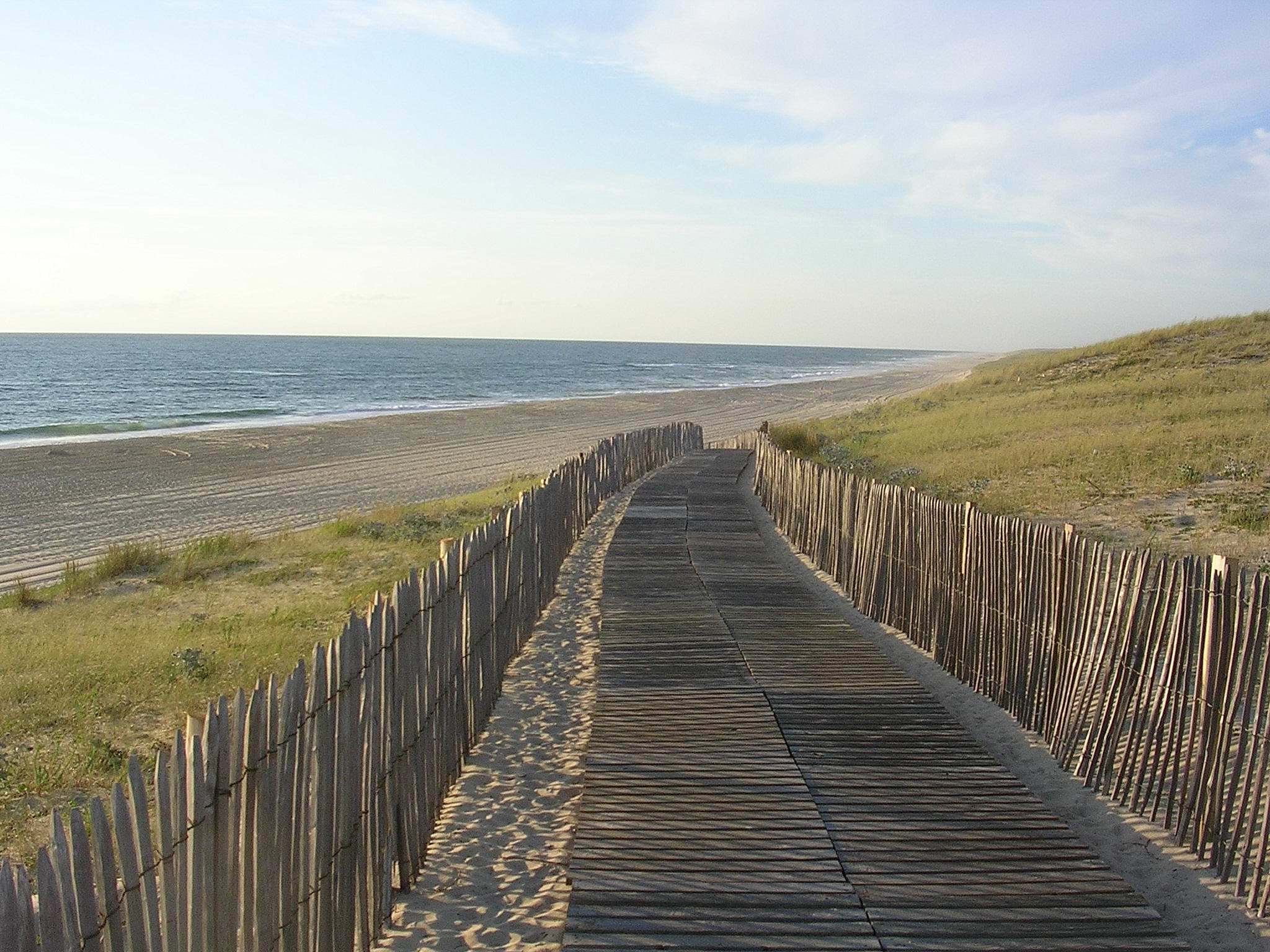
Plage de Lespecier, la plus sauvage de Mimizan, à 6 km au sud de la station.

### Sites naturels
Mimizan possède une forêt domaniale gérée par l'Office national des forêts, la réserve de chasse et de faune sauvage de la Malloueyre et trois sites Natura 2000 (SIC/pSIC) : 
- « Dunes modernes du littoral landais d'Arcachon à Mimizan-Plage »[5] (au nord de la commune) ;
- « Dunes modernes du littoral landais de Mimizan-Plage au Vieux-Boucau »[6], au sud de la commune, intégrant :
  - les étangs de la Malloueyre
  - la lagune de Tirelagüe, étendue d'eau de 3,5 ha située au sud de la commune, à l'arrière du cordon dunaire de Lespecier
- « Zones humides de l'arrière dune du pays de Born »[7] (intégrant l'étang d'Aureilhan).

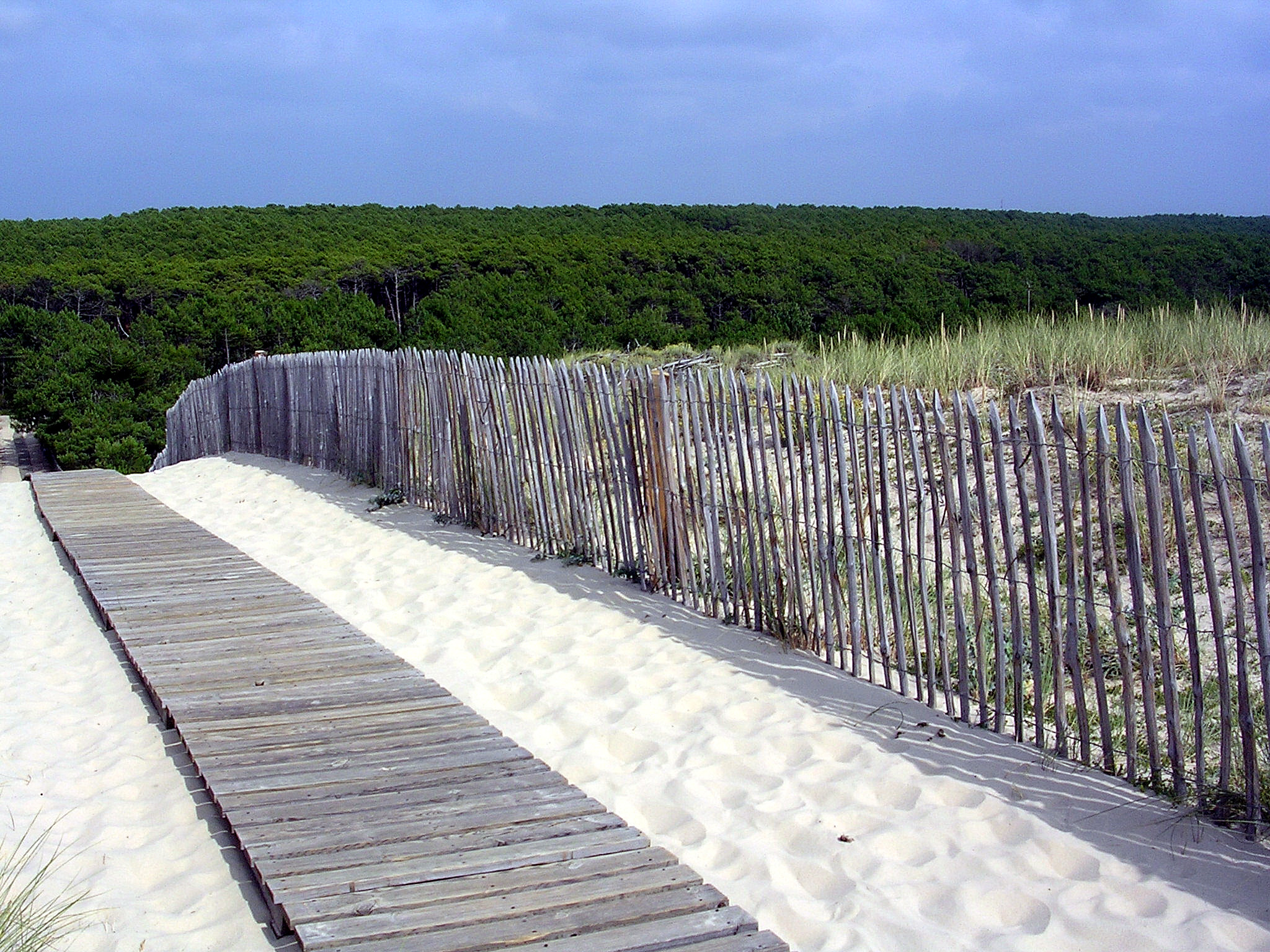
Dune et forêt des Landes du site Natura 2000 « Dunes modernes du littoral landais d'Arcachon à Mimizan-Plage ».
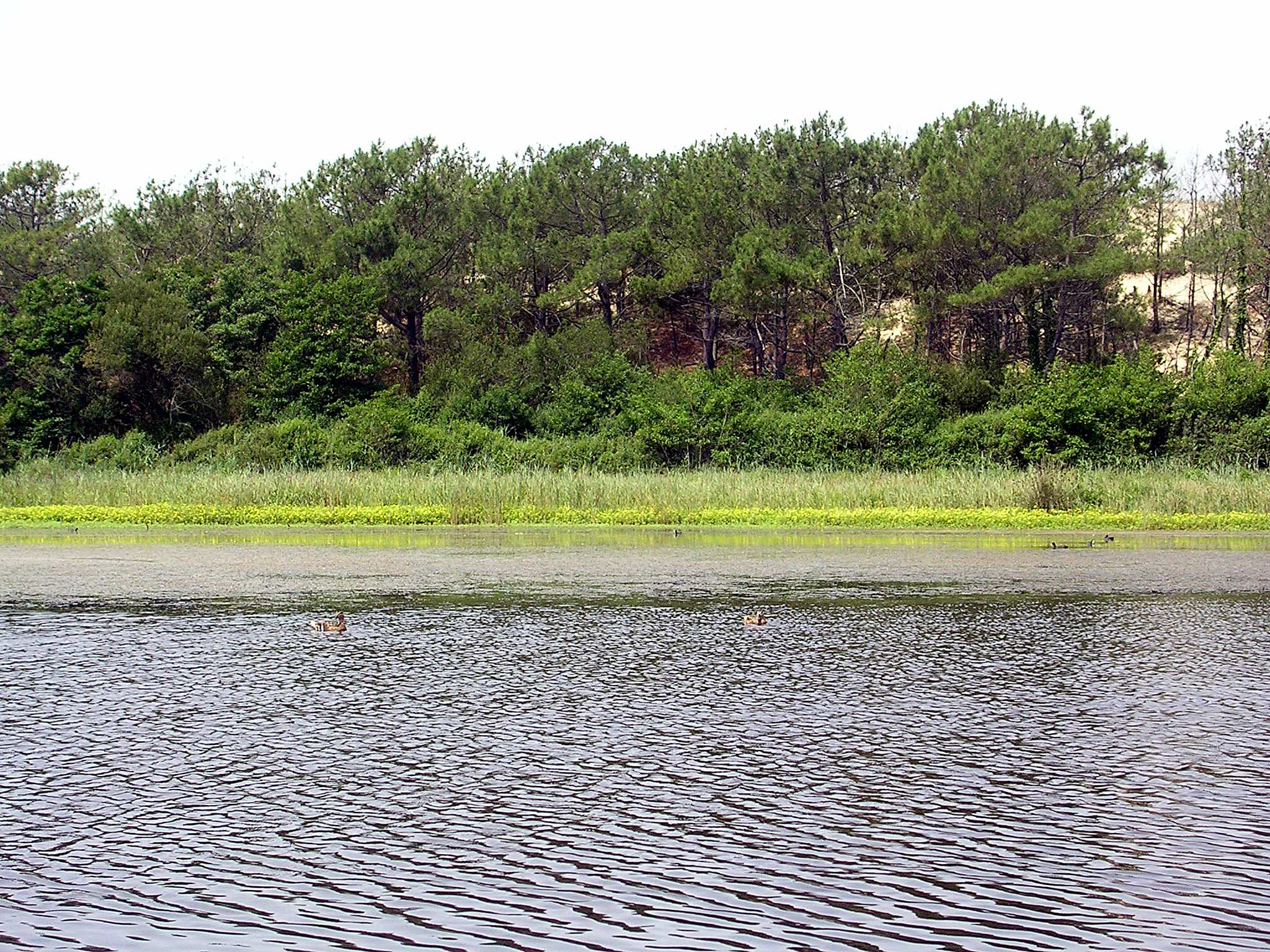
Étang de la Malloueyre, constitutif du site Natura 2000 « Dunes modernes du littoral landais de Mimizan-Plage au Vieux-Boucau ».
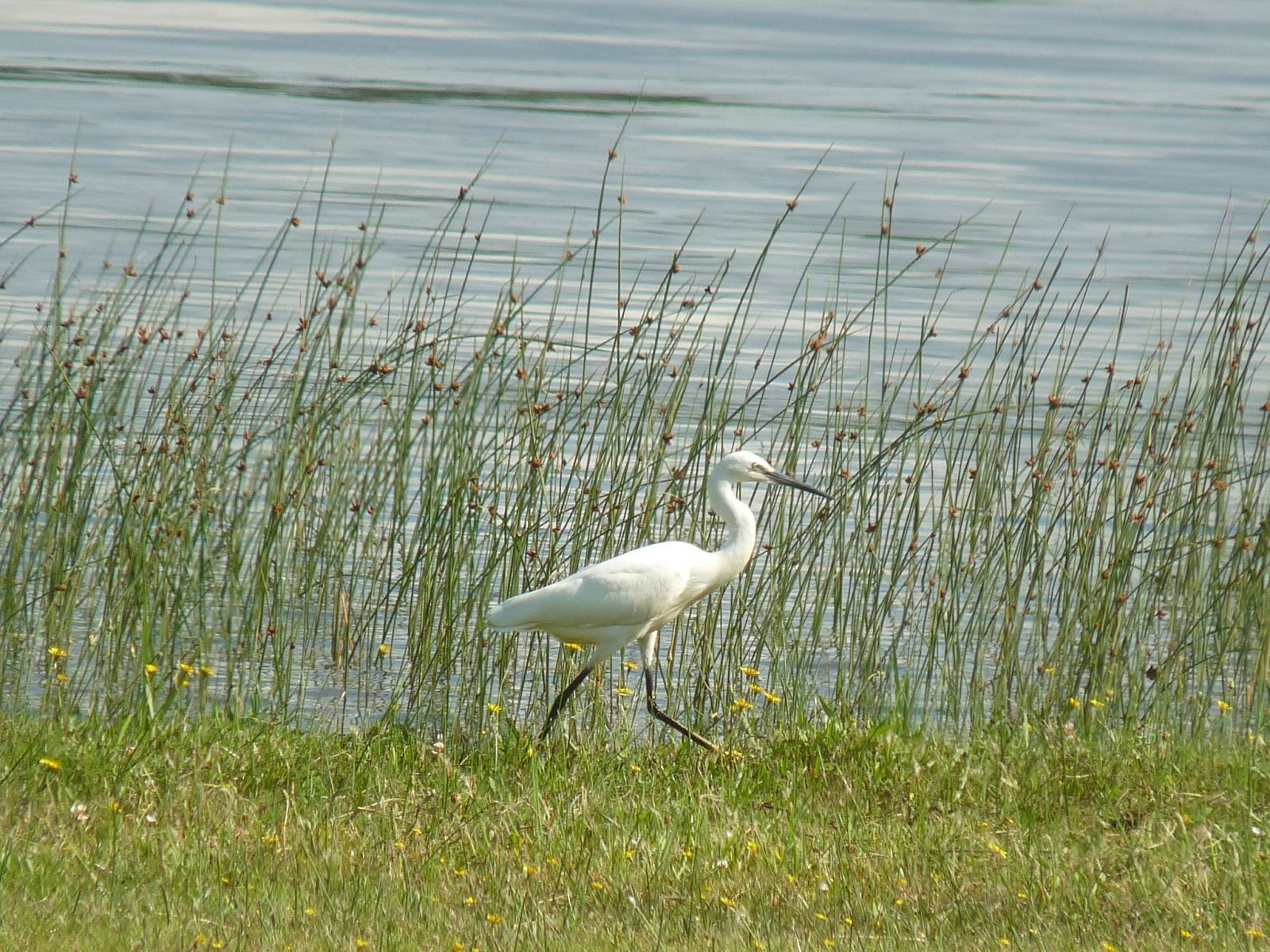
Aigrette près de l'étang d'Aureilhan, constitutif du site Natura 2000 « Zones humides de l'arrière-dune du pays de Born ».
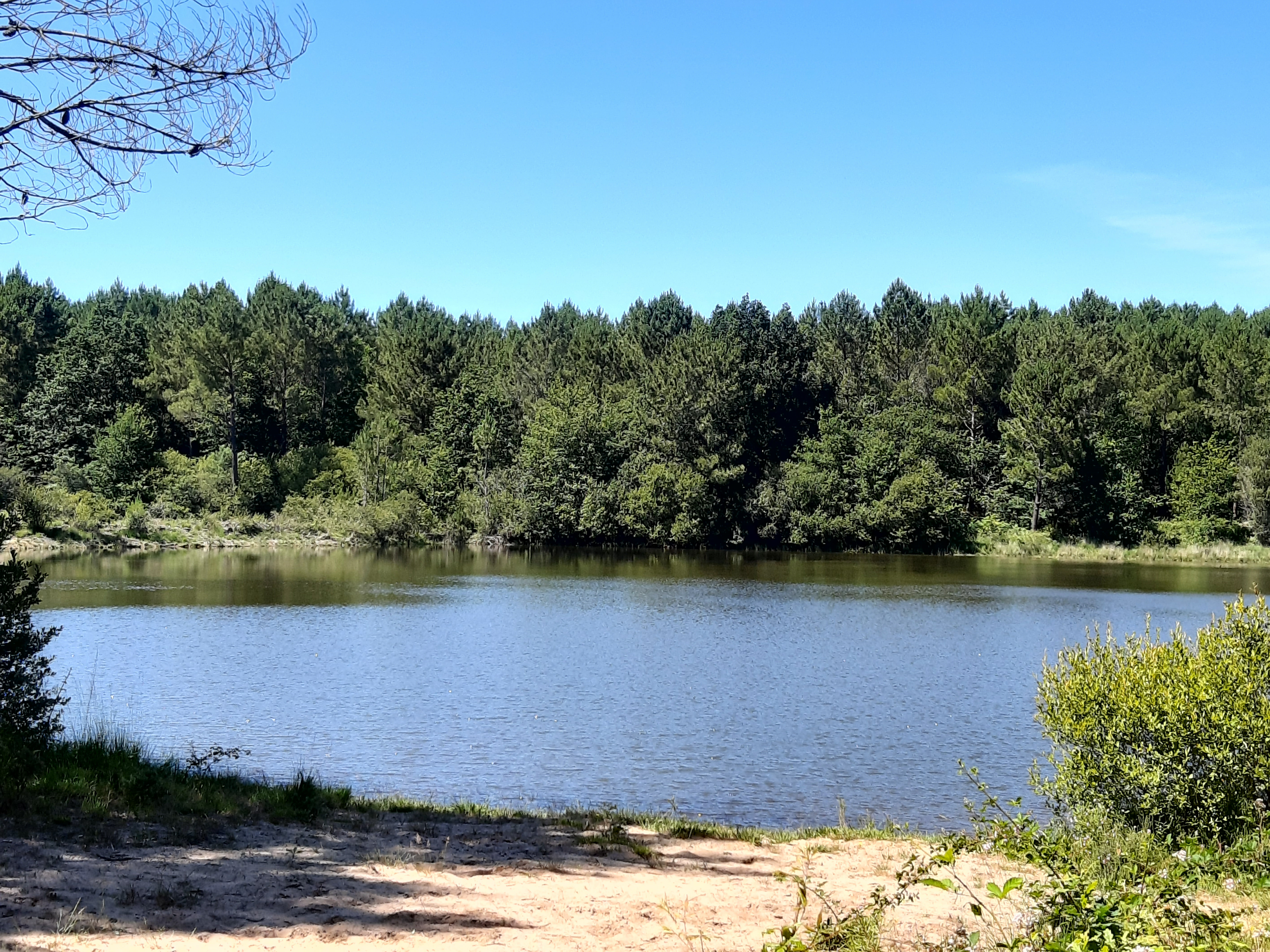
Lagune de Tirelagüe.
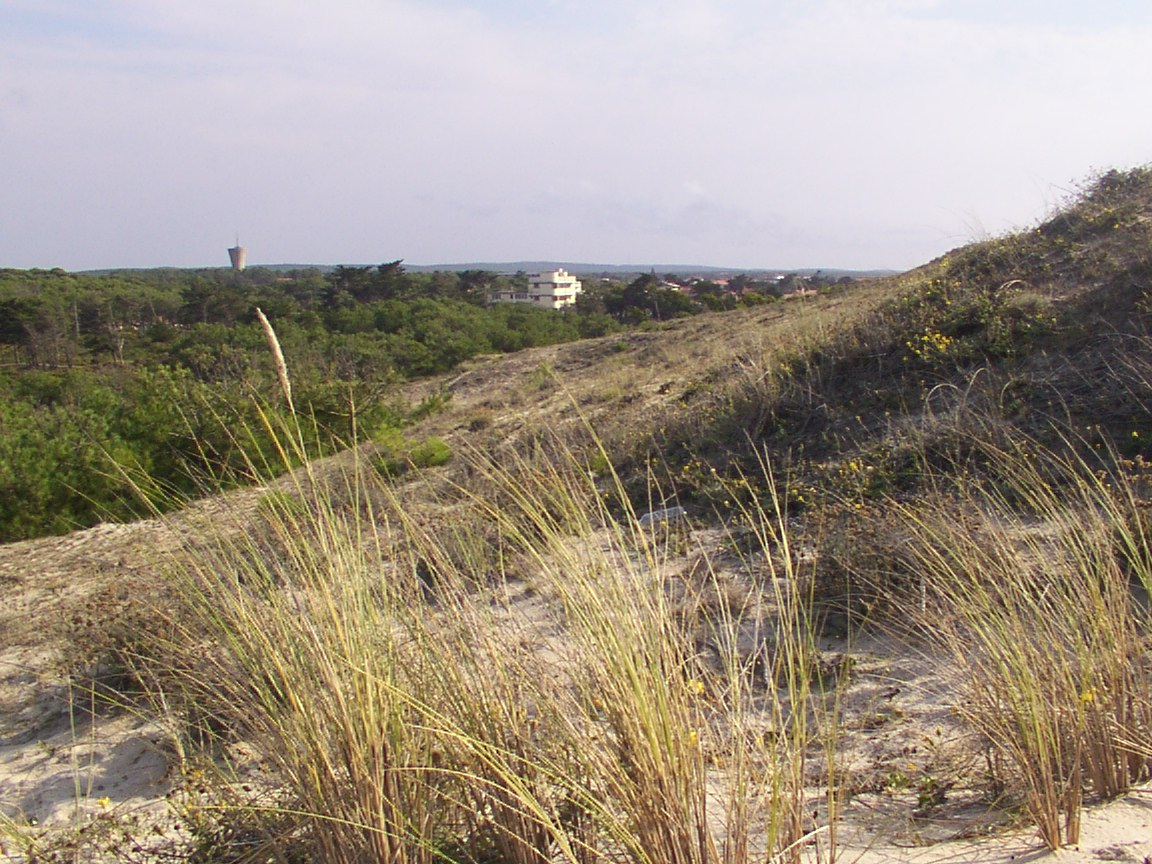
Gourbet (nom local de l'oyat) concourant à la protection des dunes à Mimizan.

### Climat
Pour des articles plus généraux, voir Climat de la Nouvelle-Aquitaine et Climat des Landes.
Historiquement, la commune est exposée à un climat océanique aquitain.  
En 2020, Météo-France publie une typologie des climats de la France métropolitaine dans laquelle la commune est exposée à un climat océanique et est dans la région climatique  Littoral charentais et aquitain, caractérisée par une pluviométrie élevée en automne et en hiver, un bon ensoleillement, des hiver doux (6,5 °C), soumis à la brise de mer.
Pour la période 1971-2000, la température annuelle moyenne est de 13,5 °C, avec une amplitude thermique annuelle de 13,6 °C. Le cumul annuel moyen de précipitations est de 1 138 mm, avec 13 jours de précipitations en janvier et 7,3 jours en juillet. Pour la période 1991-2020, la température moyenne annuelle observée sur la station météorologique la plus proche, située sur la commune de Biscarrosse à 22 km à vol d'oiseau, est de 14,6 °C et le cumul annuel moyen de précipitations est de 851,5 mm,. Pour l'avenir, les paramètres climatiques de la commune estimés pour 2050 selon différents scénarios d’émission de gaz à effet de serre sont consultables sur un site dédié publié par Météo-France en novembre 2022.

## Urbanisme

### Typologie
Au 1er janvier 2024, Mimizan est catégorisée bourg rural, selon la nouvelle grille communale de densité à sept niveaux définie par l'Insee en 2022.
Elle appartient à l'unité urbaine de Mimizan, une unité urbaine monocommunale constituant une ville isolée,. Par ailleurs la commune fait partie de l'aire d'attraction de Mimizan, dont elle est la commune-centre,. Cette aire, qui regroupe 5 communes, est catégorisée dans les aires de moins de 50 000 habitants,.
La commune, bordée par l'océan Atlantique, est également une commune littorale au sens de la loi du 3 janvier 1986, dite loi littoral. Des dispositions spécifiques d’urbanisme s’y appliquent dès lors afin de préserver les espaces naturels, les sites, les paysages et l’équilibre écologique du littoral, tel le principe d'inconstructibilité, en dehors des espaces urbanisés, sur la bande littorale des 100 mètres, ou plus si le plan local d’urbanisme le prévoit.

### Occupation des sols

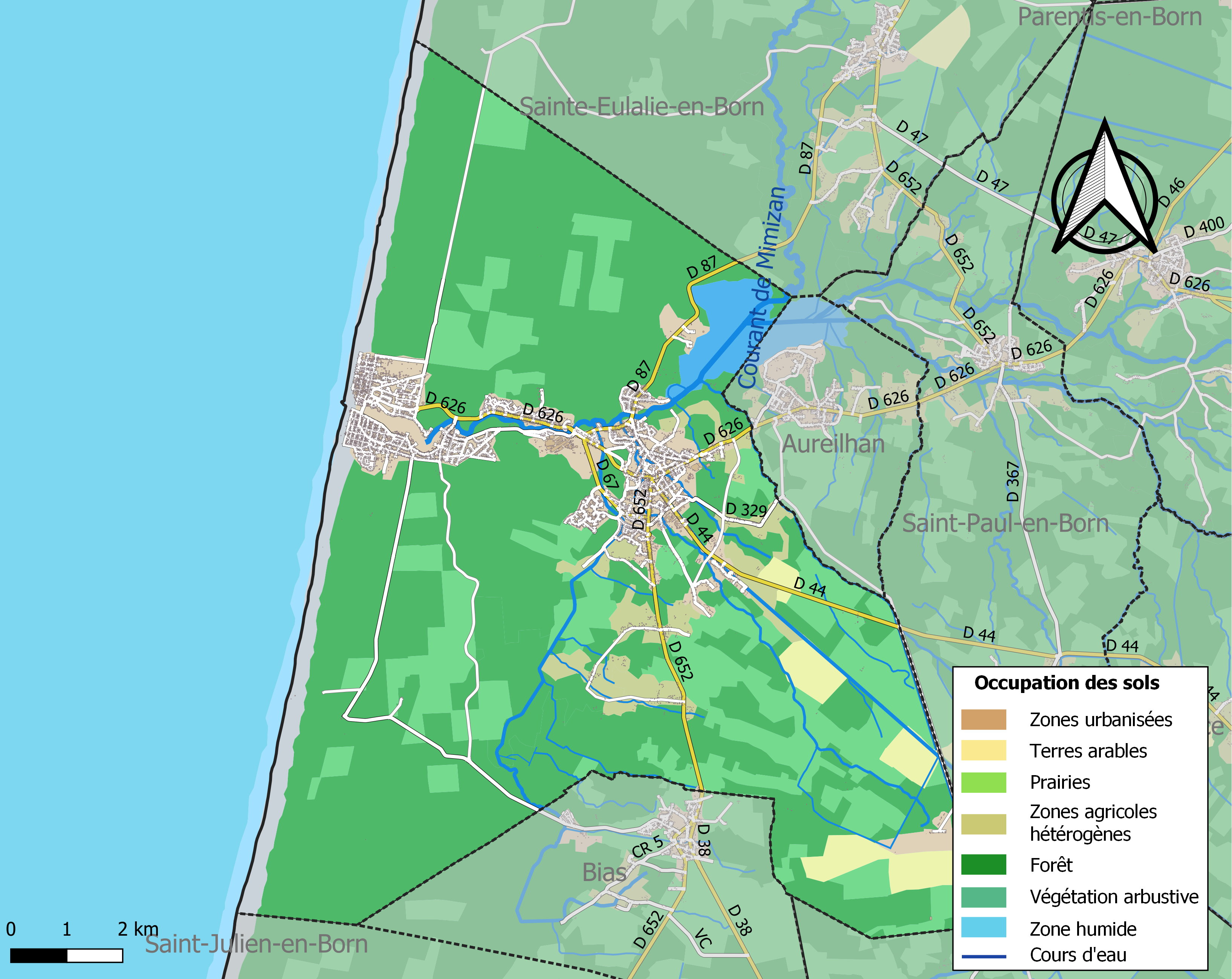
Carte des infrastructures et de l'occupation des sols de la commune en 2018 (CLC).

L'occupation des sols de la commune, telle qu'elle ressort de la base de données européenne d’occupation biophysique des sols Corine Land Cover (CLC), est marquée par l'importance des forêts et milieux semi-naturels (82,3 % en 2018), en diminution par rapport à 1990 (86,9 %). La répartition détaillée en 2018 est la suivante : forêts (59,2 %), milieux à végétation arbustive et/ou herbacée (19,8 %), zones urbanisées (7,1 %), zones agricoles hétérogènes (4 %), espaces ouverts, sans ou avec peu de végétation (3,3 %), terres arables (3,1 %), eaux continentales (1,9 %), espaces verts artificialisés, non agricoles (1,1 %), zones industrielles ou commerciales et réseaux de communication (0,5 %). L'évolution de l’occupation des sols de la commune et de ses infrastructures peut être observée sur les différentes représentations cartographiques du territoire : la carte de Cassini (XVIIIe siècle), la carte d'état-major (1820-1866) et les cartes ou photos aériennes de l'IGN pour la période actuelle (1950 à aujourd'hui).

### Voies de communication et transports

#### Transports en commun
Pendant la période estivale un réseau de navette gratuit dessert Mimizan reliant le bourg et la plage.

#### Voies
| 285 odonymes recensés à Mimizan au 12 janvier 2014 | 285 odonymes recensés à Mimizan au 12 janvier 2014 | 285 odonymes recensés à Mimizan au 12 janvier 2014 | 285 odonymes recensés à Mimizan au 12 janvier 2014 | 285 odonymes recensés à Mimizan au 12 janvier 2014 | 285 odonymes recensés à Mimizan au 12 janvier 2014 | 285 odonymes recensés à Mimizan au 12 janvier 2014 | 285 odonymes recensés à Mimizan au 12 janvier 2014 | 285 odonymes recensés à Mimizan au 12 janvier 2014 | 285 odonymes recensés à Mimizan au 12 janvier 2014 | 285 odonymes recensés à Mimizan au 12 janvier 2014 | 285 odonymes recensés à Mimizan au 12 janvier 2014 | 285 odonymes recensés à Mimizan au 12 janvier 2014 | 285 odonymes recensés à Mimizan au 12 janvier 2014 | 285 odonymes recensés à Mimizan au 12 janvier 2014 | 285 odonymes recensés à Mimizan au 12 janvier 2014 |
| Allée                                              | Avenue                                             | Bld                                                | Chemin                                             | Cité                                               | Impasse                                            | Montée                                             | Parvis                                             | Passage                                            | Place                                              | Promenade                                          | Rd-point                                           | Route                                              | Rue                                                | Autres                                             | Total                                              |
| -------------------------------------------------- | -------------------------------------------------- | -------------------------------------------------- | -------------------------------------------------- | -------------------------------------------------- | -------------------------------------------------- | -------------------------------------------------- | -------------------------------------------------- | -------------------------------------------------- | -------------------------------------------------- | -------------------------------------------------- | -------------------------------------------------- | -------------------------------------------------- | -------------------------------------------------- | -------------------------------------------------- | -------------------------------------------------- |
| 28                                                 | 23                                                 | 2                                                  | 16                                                 | 5                                                  | 26                                                 | 1                                                  | 0                                                  | 1                                                  | 4                                                  | 2                                                  | 1                                                  | 8                                                  | 129                                                | 39                                                 | 285                                                |
| Notes « N »                                        | Notes « N »                                        | 1. 2. 3. 4. 5. 6. 7. 8. 9.                         | 1. 2. 3. 4. 5. 6. 7. 8. 9.                         | 1. 2. 3. 4. 5. 6. 7. 8. 9.                         | 1. 2. 3. 4. 5. 6. 7. 8. 9.                         | 1. 2. 3. 4. 5. 6. 7. 8. 9.                         | 1. 2. 3. 4. 5. 6. 7. 8. 9.                         | 1. 2. 3. 4. 5. 6. 7. 8. 9.                         | 1. 2. 3. 4. 5. 6. 7. 8. 9.                         | 1. 2. 3. 4. 5. 6. 7. 8. 9.                         | 1. 2. 3. 4. 5. 6. 7. 8. 9.                         | 1. 2. 3. 4. 5. 6. 7. 8. 9.                         | 1. 2. 3. 4. 5. 6. 7. 8. 9.                         | 1. 2. 3. 4. 5. 6. 7. 8. 9.                         | 1. 2. 3. 4. 5. 6. 7. 8. 9.                         |
| Sources : rue-ville.info & OpenStreetMap           |                                                    |                                                    |                                                    |                                                    |                                                    |                                                    |                                                    |                                                    |                                                    |                                                    |                                                    |                                                    |                                                    |                                                    |                                                    |

### Risques majeurs
Le territoire de la commune de Mimizan est vulnérable à différents aléas naturels : météorologiques (tempête, orage, neige, grand froid, canicule ou sécheresse), inondations, feux de forêts, mouvements de terrains et séisme (sismicité très faible). Un site publié par le BRGM permet d'évaluer simplement et rapidement les risques d'un bien localisé soit par son adresse soit par le numéro de sa parcelle.
Certaines parties du territoire communal sont susceptibles d’être affectées par le risque d’inondation par submersion marine. La commune a été reconnue en état de catastrophe naturelle au titre des dommages causés par les inondations et coulées de boue survenues en 1988, 1999, 2006, 2009 et 2020 et au titre des inondations par remontée de nappe en 2014 et 2021,.
Mimizan est exposée au risque de feu de forêt. Depuis le 20 avril 2016, les départements de la Gironde, des Landes et de Lot-et-Garonne disposent d’un règlement interdépartemental de protection de la forêt contre les incendies. Ce règlement vise à mieux prévenir les incendies de forêt, à faciliter les interventions des services et à limiter les conséquences, que ce soit par le débroussaillement, la limitation de l’apport du feu ou la réglementation des activités en forêt. Il définit en particulier cinq niveaux de vigilance croissants auxquels sont associés différentes mesures,.
Les mouvements de terrains susceptibles de se produire sur la commune sont un recul du trait de côte et de falaises et des tassements différentiels.

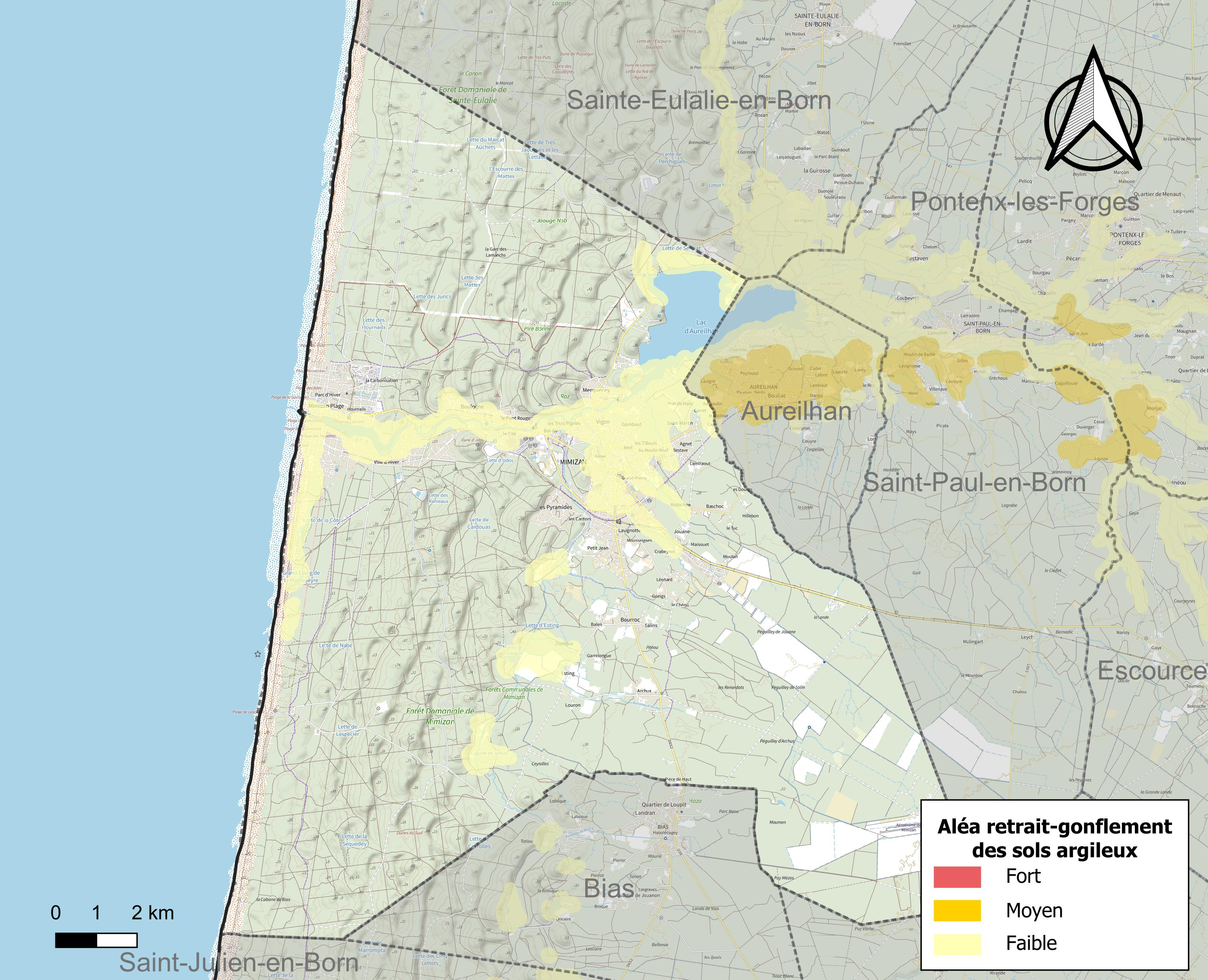
Carte des zones d'aléa retrait-gonflement des sols argileux de Mimizan.

Le retrait-gonflement des sols argileux est susceptible d'engendrer des dommages importants aux bâtiments en cas d’alternance de périodes de sécheresse et de pluie. Aucune partie du territoire de la commune n'est en aléa moyen ou fort (19,2 % au niveau départemental et 48,5 % au niveau national). Sur les 4 948 bâtiments dénombrés sur la commune en 2019, aucun n'est en aléa moyen ou fort, à comparer aux 17 % au niveau départemental et 54 % au niveau national. Une cartographie de l'exposition du territoire national au retrait gonflement des sols argileux est disponible sur le site du BRGM,.
Concernant les mouvements de terrains, la commune a été reconnue en état de catastrophe naturelle au titre des dommages causés par des mouvements de terrain en 1999.

## Toponymie
Le nom de la localité est attesté sous les formes [ecclesia Sanctae Mariae de] Mimisan en 1009 (charte) ; Mimisano ou Mimisani (sans date).
Il s'agit d'un nom de domaine rural gallo-romain en -anum, suffixe latin de propriété répandu dans le midi de la France et qui explique la plupart des terminaisons en -an. Il est précédé du nom de personne latin Mimisius,, dérivé de *Mimus que l'on retrouverait quant à lui dans Mimeure (Côte-d'Or). Mimisius est assez rare dans les inscriptions latines, mais il est bien attesté.
Remarque : la graphie conservatrice Mimisan cache l'évolution de la prononciation locale en « Memisan », puis « Mamisan ».

## Histoire
Jusqu'au VIIe siècle, Mimizan est un des ports maritimes les plus actifs de la côte Atlantique, avant que l'avancée des sables ne modifie la physionomie du littoral entraînant un recul du trait de côte. La plupart des habitants vivent du système agro-pastoral dans les Landes de Gascogne jusqu'au XIXe siècle remplacé peu à peu par le gemmage puis par la papeterie, mais également de la pêche à la pinasse jusqu'au milieu du XXe siècle. À partir de 1880, station balnéaire se développe avec l'essor du tourisme et la création de la Côte d'Argent.

### Protohistoire et époque romaine
Plusieurs tumulus funéraires ont été localisés autour de Mimizan. Ces nécropoles protohistoriques sont généralement constituées d’un ensemble de tumuli espacés de quelques dizaines de mètres. La fouille de l’une entre elles à Louroun a révélé deux tombes à incinérations. Lors du rite funéraire, le corps est brûlé sur un bûcher, les os calcinés sont soigneusement recueillis et placés après lavage dans une urne funéraire en terre cuite. Des offrandes (parures, objets, denrées) sont également brûlées avec le corps. L’urne est ensuite placée dans un tumulus en terre.
Dans l'Antiquité, la tribu des Cocosates peuple le pays de Born. Plusieurs historiens ont longtemps situé à Mimizan l'antique relais routier de Segosa, sur la voie romaine littorale. Nous savons aujourd'hui que ce village gallo-romain était sur le site voisin de Saint-Paul-en-Born, comme l'attestent des fouilles. Le conseil général des Landes l'a officialisé en y implantant un parcours pédagogique.

### Mimizan-Bourg
Avant le VIIe siècle, le secteur qui sera plus tard occupé par le clocher porche de Mimizan est l'un des ports maritimes les plus actifs de la côte Atlantique. Il s'agit d'un port naturel né d'une échancrure de la côte servant d'abri aux petites embarcations de l'époque, dans un secteur où la navigation est dangereuse en raison des rouleaux de l'océan. Il est peu à peu comblé par l'avancée des sables et le centre de gravité du bourg doit être déplacé à partir du XVIIIe siècle.
Vers 1010, des moines détachés de l'abbaye de Saint-Sever s'établissent à Mimizan et fondent un prieuré, qui devient le centre d'une sauveté, lieu d'asile sacré créé par l'Église pour la protection des faibles. La délimitation de cette sauveté est matérialisée par des bornes monumentales (bornes de sauveté), entre sept et neuf selon les sources, en forme de pyramides. Aujourd'hui, seules cinq subsistent et sont inscrites aux monuments historiques et quatre sont encore visibles. Cette sauveté centrée sur le prieuré préfigure les limites de la future commune de Mimizan-Bourg.
Mimizan entre dans le patrimoine de la Maison d'Albret par l'intermédiaire de Mathe d'Albret. Au début de la guerre de Cent Ans, à la fin de 1337 ou au début de 1338, Mathe d'Albret conclut un accord avec le roi d'Angleterre Édouard III, duc d'Aquitaine,. Elle lui cède la garde de ses seigneuries de Gensac, Miremont (lieu probablement situé dans la seigneurie de Gensac), Castelmoron et Montcuq (commune de Pomport) pour la durée de la guerre, en s'en réservant l'usufruit. Elle lui donne les seigneuries de Bergerac (qu'en fait elle ne possède pas) et de Montignac. Elle reçoit en échange les seigneuries de Montendre, Condat (manoir dans la commune actuelle de Libourne), Labouheyre, le pays de Brassenx, la prévôté de Born et de Mimizan, en possession perpétuelle. Cet accord est particulièrement profitable à Bernard Ezi d'Albret, qui, à la mort de sa sœur Mathe est son héritier et récupère ainsi des terres proches de sa seigneurie de Labrit, comme Mimizan,.
Dès le Moyen Âge, la ville devient une étape sur la voie littorale du chemin de Saint-Jacques. La taille et la magnificence de l'ancienne église, dont seul subsiste le clocher porche, montrent l'importance du lieu à cette époque. Le grand clocher, abattu par un orage en 1790, était visible depuis la mer et servait de phare ou d'amer, repère côtier pour faciliter la navigation en mer. De cette époque date le vieux dicton gascon du XIIe siècle :

« Que Diou nou préserbi dou coudic de le balène, dou cantic de le Sirène et dou cloucher de Mamesan »,
(Que Dieu nous préserve du chant de la sirène, de la queue de la baleine et du clocher de Mimizan).
Dans une délibération du 22 floréal an XI du calendrier républicain (12 mai 1803), le conseil municipal exprime sa crainte de voir le village « sur le point d'être enseveli par les sables des dunes qui se forment autour du bourg ». Il saisit l'État pour lui demander de « faire fixer les dunes qui se précipitent d'une manière effrayante dans l'étang de Mimizan et font refluer les eaux sur les terres de l'intérieur et dans le canal appelé Courant. Le sable submergerait alors à la fois les villages de Mimizan, Aureilhan, Saint-Paul et Sainte-Eulalie ». Le cordon dunaire est à partir de là aménagé, d'abord sous la responsabilité de l'administration des Ponts-et-Chaussées puis des Eaux et Forêts, par la pose de planches contre lesquelles les sables s'accumulent et sont stabilisés par l'enracinement d'oyats.
Le chemin de fer arrive à Mimizan-Bourg le 21 juillet 1889.
En 1925, un groupe de sylviculteurs rencontrant des difficultés pour vendre leur bois de petit calibre fonde la papeterie de Mimizan, sur la rive gauche du courant, à mi-chemin entre Mimizan-Bourg et Mimizan-Plage. Elle est la plus ancienne des papeteries du département.

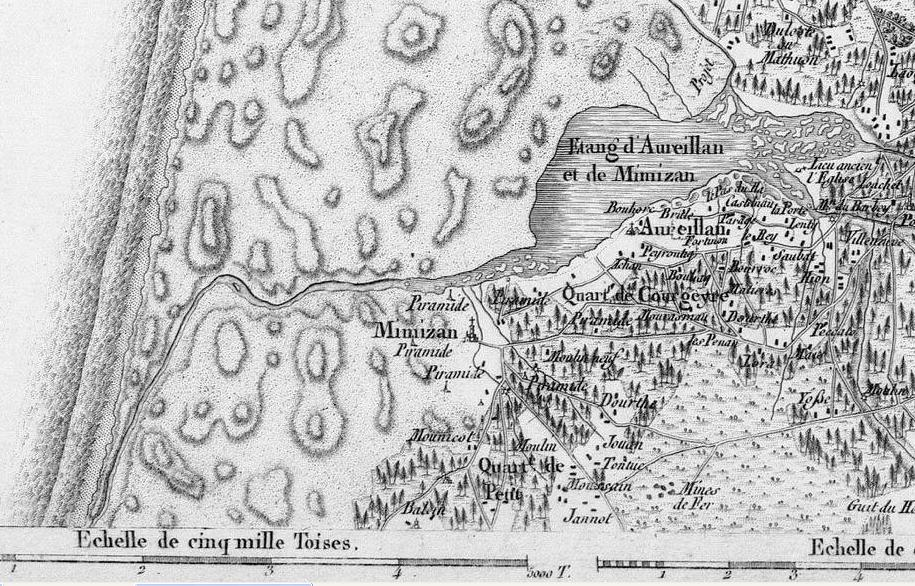
Extrait de la carte de Cassini (feuille n° 137) vers 1780, représentant Mimizan.
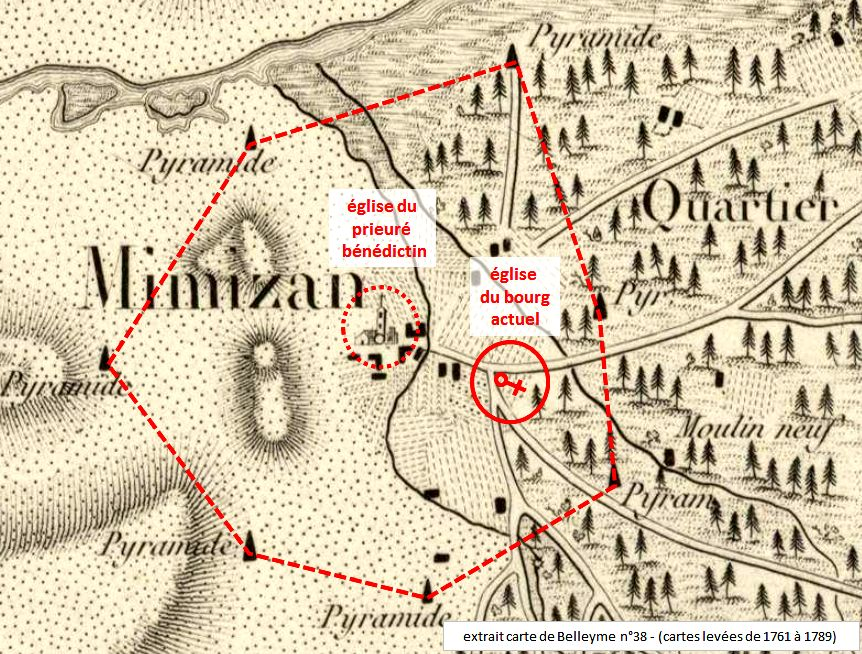
Sauveté de Mimizan (carte de Belleyme).
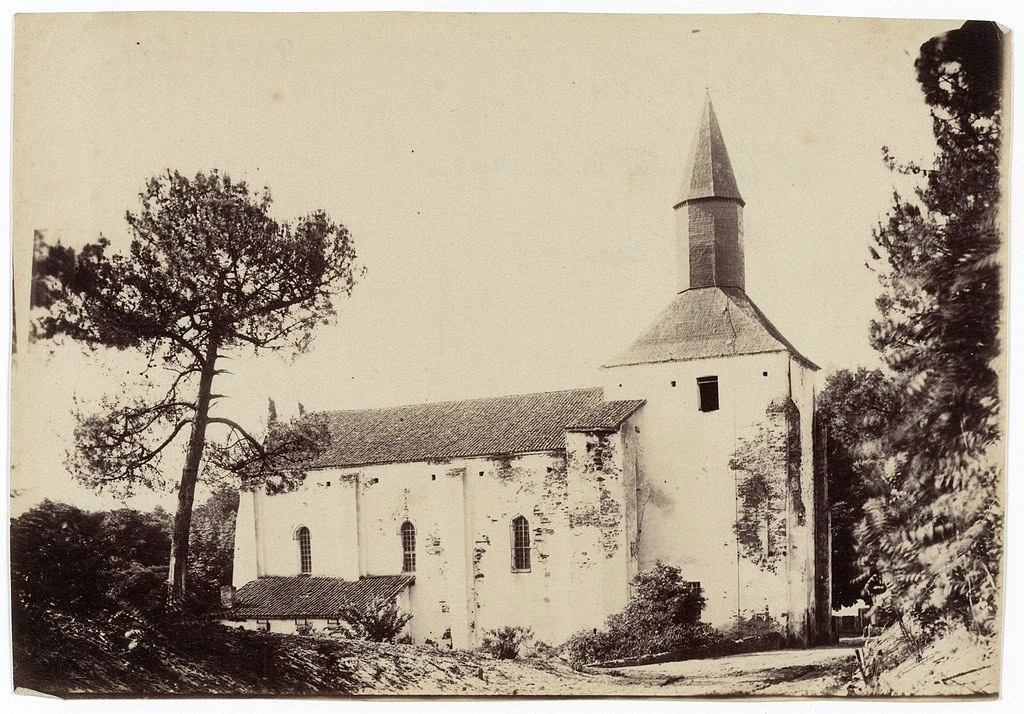
Ancienne église paroissiale (avant destruction partielle-photo de Félix Arnaudin, 1897).
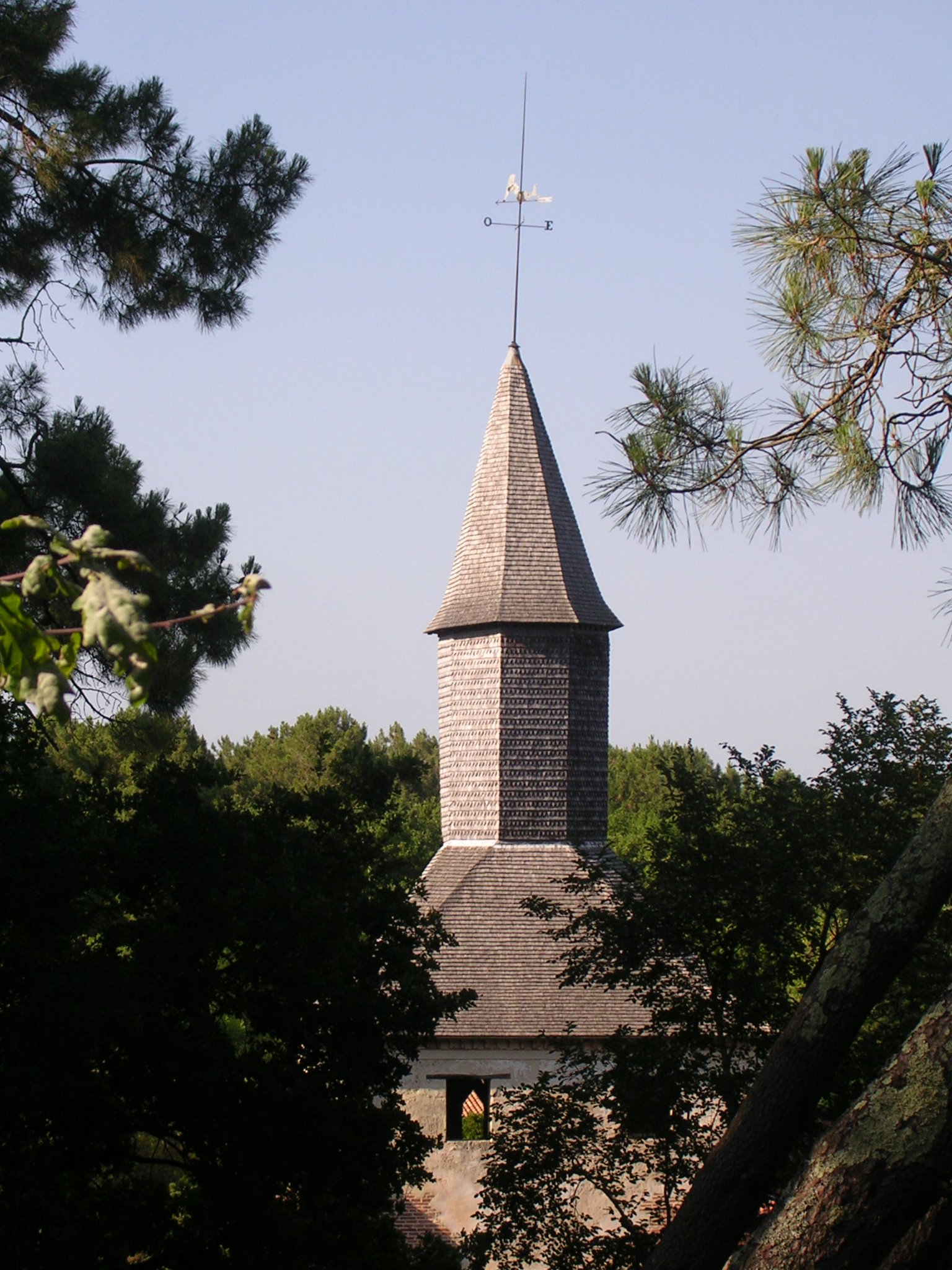
Le clocher porche, vu du tuc d'Udos.

### Mimizan-Plage
Le tourisme balnéaire fait son apparition sur le littoral aquitain dès la fin du XVIIIe siècle et notamment à Biarritz, où les bains de mer deviennent à la mode à partir de 1784. Avec la construction de la villa Eugénie en 1855, la station devient le lieu de rendez-vous de l'aristocratie européenne du Second Empire. La découverte des bienfaits de l'air iodé sur la santé des tuberculeux et le développement du chemin de fer vont constituer autant d'atouts favorisant le développement de la balnéothérapie. Ainsi, en 1823, un établissement de bains de mer ouvre dans ce qui deviendra quelques années plus tard la ville d'Arcachon. La station aménagera à partir des années 1860 le quartier de la Ville d'Hiver, destinée à accueillir une clientèle bourgeoise aisée.

#### Origines

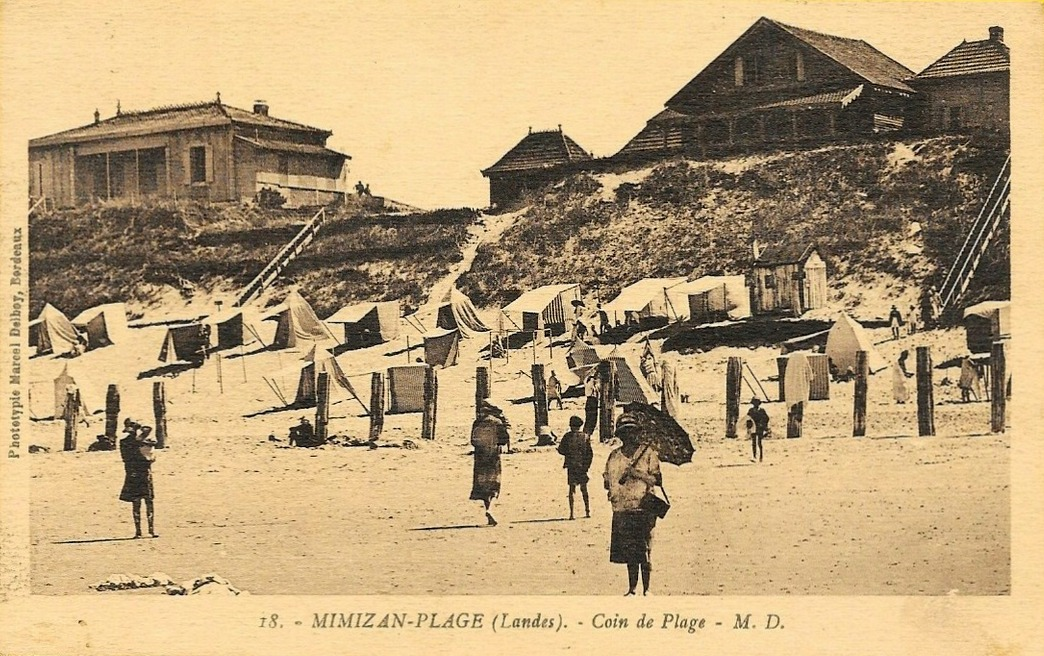
Débuts du tourisme balnéaire à Mimizan-Plage

Profitant de sa situation géographique entre ses deux voisines, Mimizan envisage elle aussi de s'ouvrir au tourisme balnéaire mais doit avant tout maîtriser le Courant, qui dérive naturellement vers le sud. C'est donc côté Nord que sont réalisés les tout premiers aménagements, avant que deux digues encadrant la dernière section du cours d'eau soient réalisées entre 1871 et 1873. « Mimizan-les-Bains » comme on dit alors connaît un essor à partir des années 1880, renforcé par l'arrivée du train (d'abord au Bourg en 1889, puis à la Plage 18 ans plus tard). Côté Plage, hôtels, commerces et résidences secondaires commencent à sortir de terre au nord du Courant. La station est peu à peu fréquentée par les propriétaires fonciers des environs, reconnaissables pour la plupart à leur pantalon en flanelle rouge. La chapelle à la mer est érigée à partir de 1896, et monsieur Ducasse, dit « le Tchoc », est le premier surveillant de la baignade, à compter de 1899. En 1904, la station balnéaire se dote d'un établissement de bains de mer en bois sur la plage Nord qui contribue à sa renommée. Le 20 mars 1905, le journaliste et poète Maurice Martin crée l'expression Côte d'Argent à Mimizan, et fait de cette dernière la « perle de la Côte d'Argent ». Le chemin de fer est prolongé de Mimizan-Bourg à Mimizan-Plage (avec une gare provisoire au Sud) en 1907, puis en 1908 (avec la gare définitive au Nord, après la construction du pont du courant).

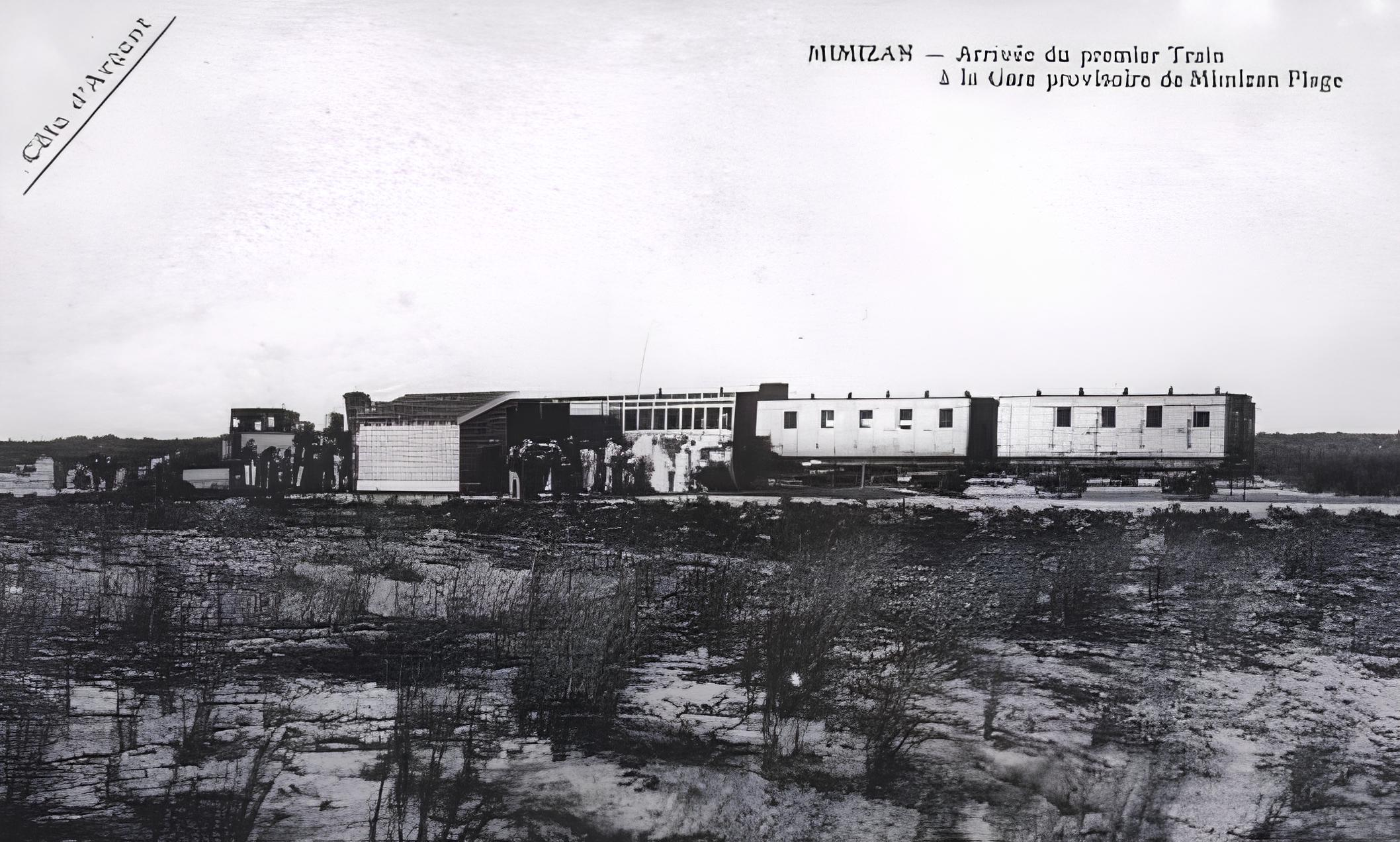
Arrivée du premier train à la gare provisoire de Mimizan-Plage, en 1907.
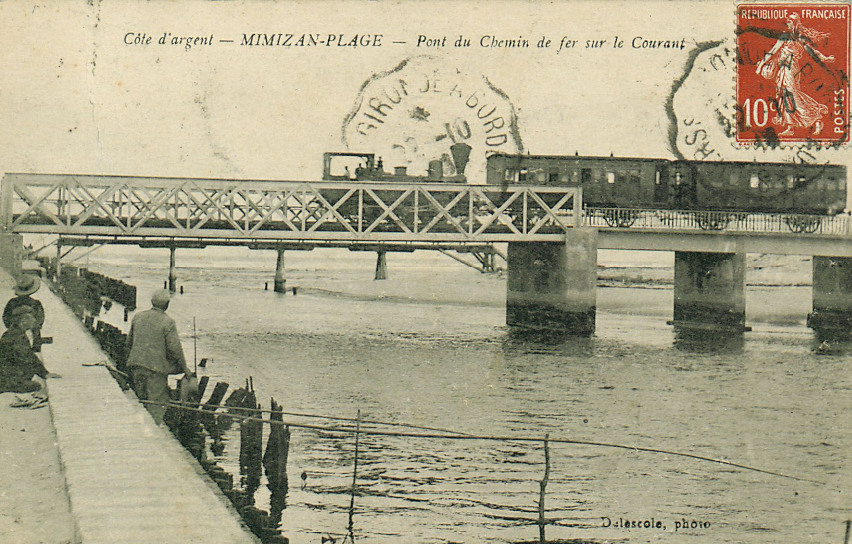
Pont du chemin de fer sur le Courant.
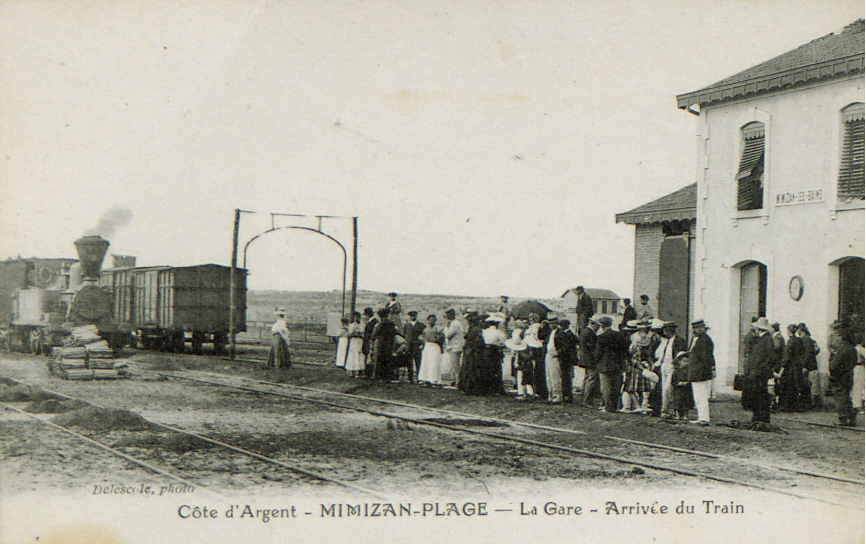
Gare de Mimizan-les-Bains à partir de 1908.

Le 10 juillet 1913, Mimizan devient la première station climatique des Landes. La chambre d'industrie climatique de Mimizan est créée. Ses membres, hôteliers, logeurs, commerçants et saisonniers ont pour rôle de développer la station. Le classement de la ville en station balnéaire est demandé la même année. Le syndicat d'initiative est créé en 1921 en remplacement du Syndicat des Grands Lacs de la Côte d'Argent.
Mimizan-Plage sert de base de repos à l'armée américaine après l'entrée en guerre des États-Unis. Les soldats y trouvent les conditions de leur rétablissement après des mois au front. Ils établissent leur état-major au niveau du 20, rue du Vieux-Marché et respectent le rituel du salut du drapeau tous les matins et tous les soirs. Un régiment forestier d'environ deux cents hommes pallie le manque de main d'œuvre et fournit le bois de pin nécessaire à l'effort de guerre. Certains soldats américains s'établissent à Mimizan et y fondent une famille. En 1918, l'armée française construit des baraquements en bois afin d'établir le camp dit des Sénégalais au lieudit le Vigon. Ce camp est désaffecté en 1920. Des familles, essentiellement de gemmeurs, se portent acquéreur en 1925. Ainsi naît le quartier de Vigon.
L'établissement de bains de mer en bois est détruit en 1922 par une violente tempête. Il est remplacé par un établissement d'hydrothérapie établie au bord du courant et inaugurée le 5 août 1923. Le 9 janvier 1924, un raz-de-marée en démolit l'aile gauche. Dans les années 1930, la commune poursuit l'aménagement du côté Nord, avec l'acquisition de terrains pour y réaliser la place publique et le marché couvert, qui ouvre en 1931. Pour répondre à la forte demande locative avec l'avènement des congés payés dans l'entre-deux-guerres puis de la société des loisirs pendant les Trente Glorieuses, le côté sud se développe à son tour, selon le même principe qu'au Nord : les premières maisons sont construites au plus près de l'océan pour s'enfoncer progressivement à l'intérieur des terres. Les commerces se concentrant au Nord, le Sud restera essentiellement résidentiel, visant la classe moyenne familiale, avec des vagues successives de constructions jusqu'au quartier de Leslurgues.
Aujourd'hui disparu, le quartier des pêcheurs se situait sur la rive Nord du courant, entre l'actuelle église Notre-Dame des Dunes et les arènes de Mimizan. C'était le point de départ de la pêche en mer à bord de pinasses, la pêche à la pibale et la conchyliculture. Activité traditionnelle, la pêche a coexisté avec le tourisme émergeant avant de disparaître dans la deuxième moitié du XXe siècle.

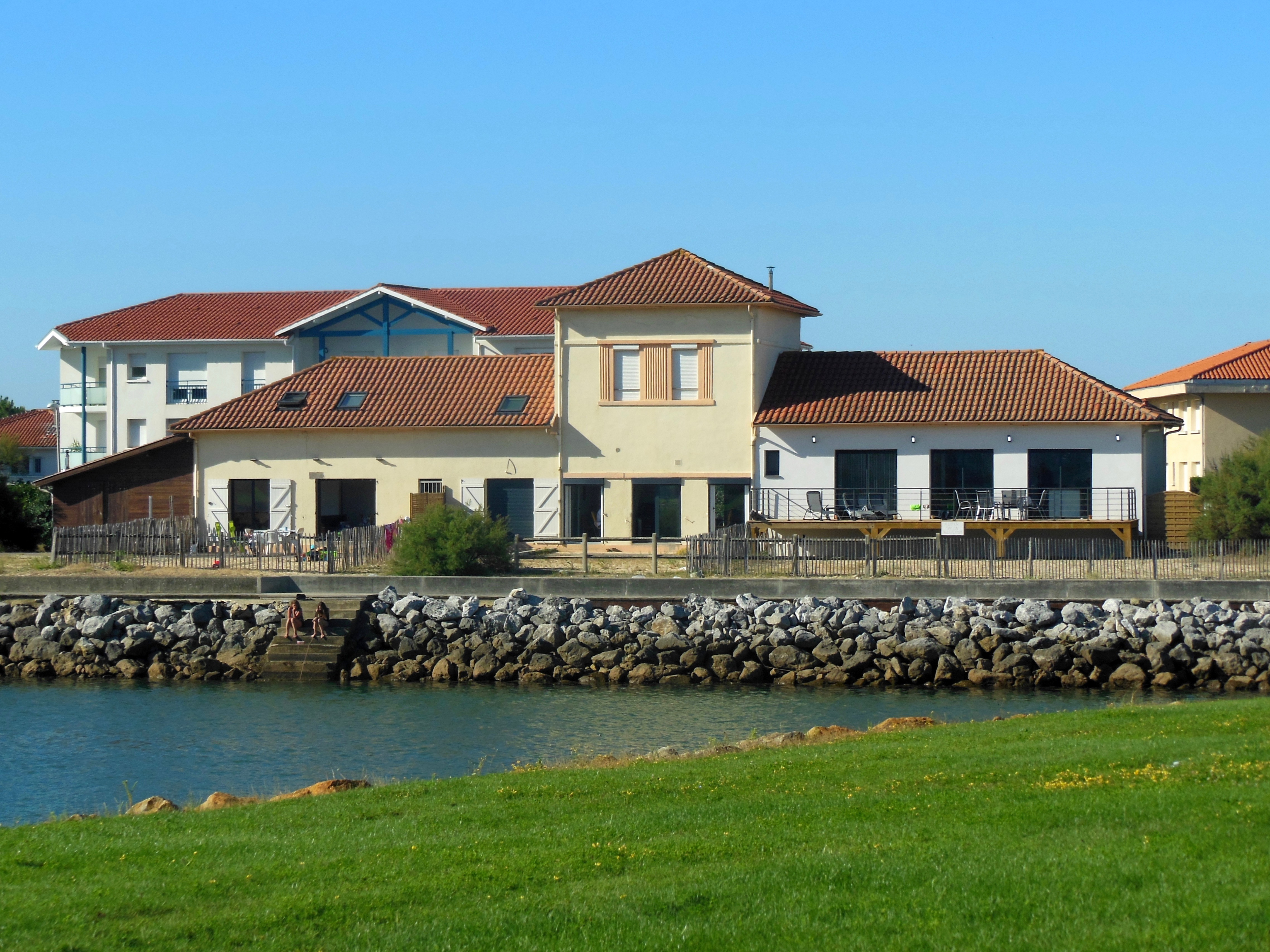
Hydrothérapie de Mimizan, ouverte en 1923.
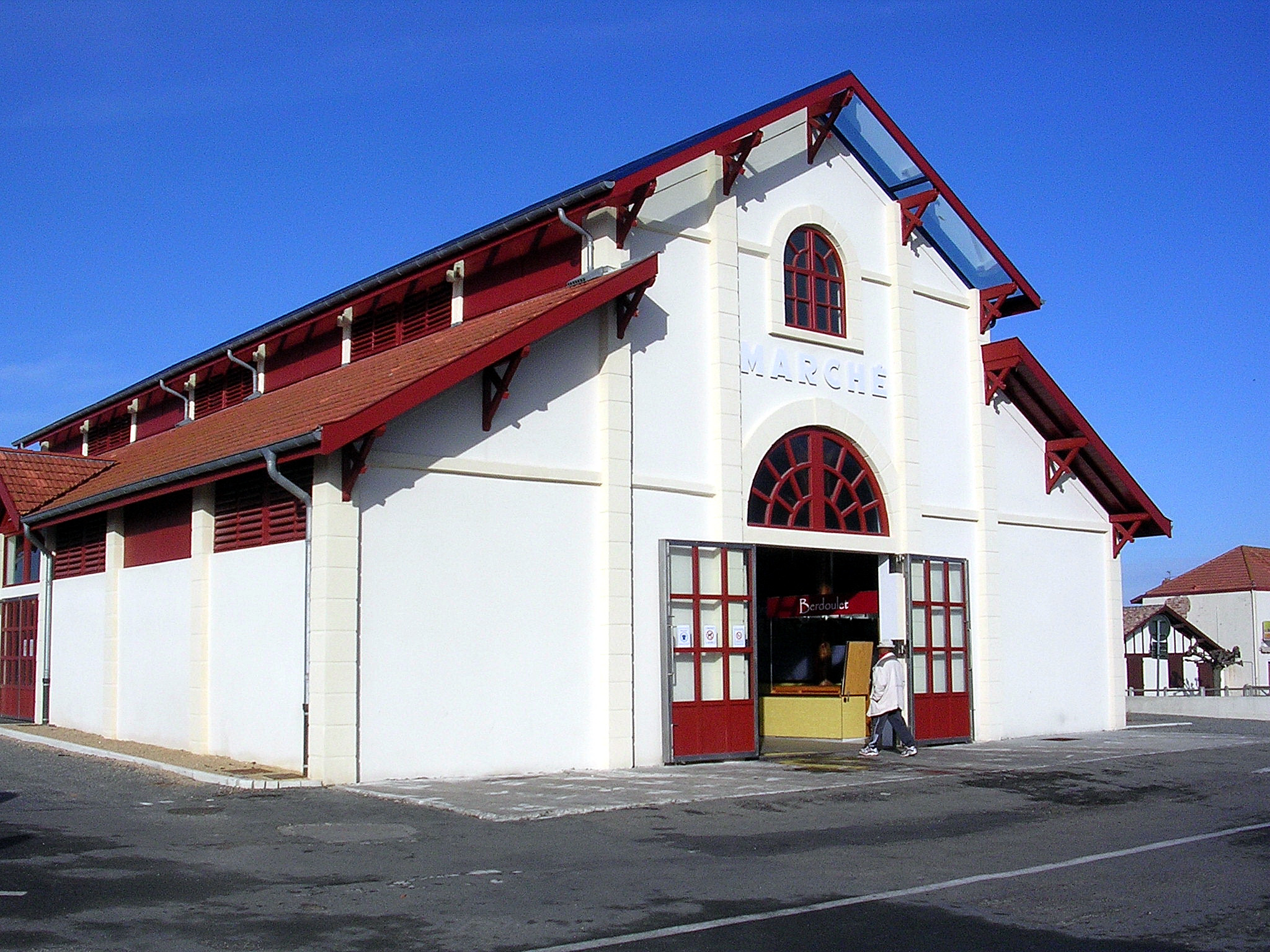
Le marché couvert, ouvert en 1931.
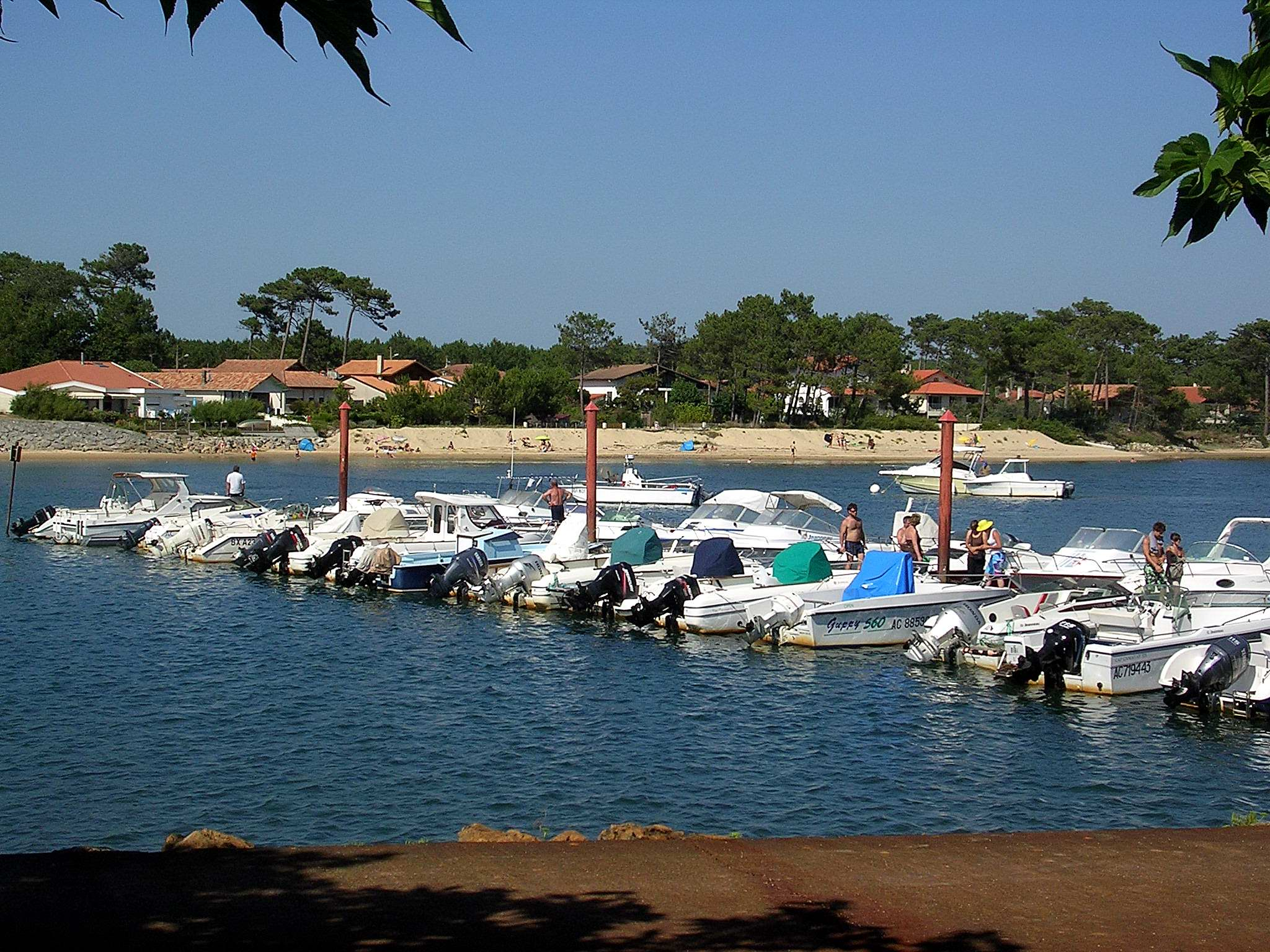
Ponton du port de plaisance sur le courant.
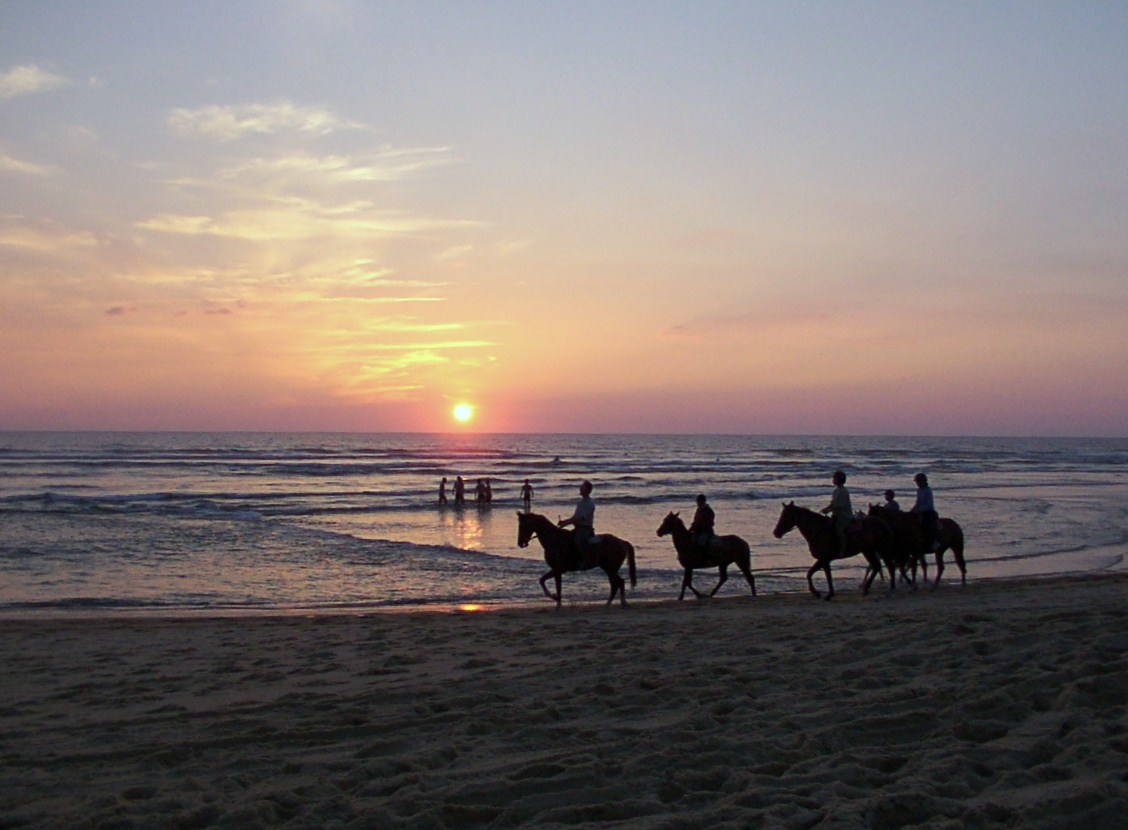
Équitation sur la plage nord au coucher de soleil.

#### Événements

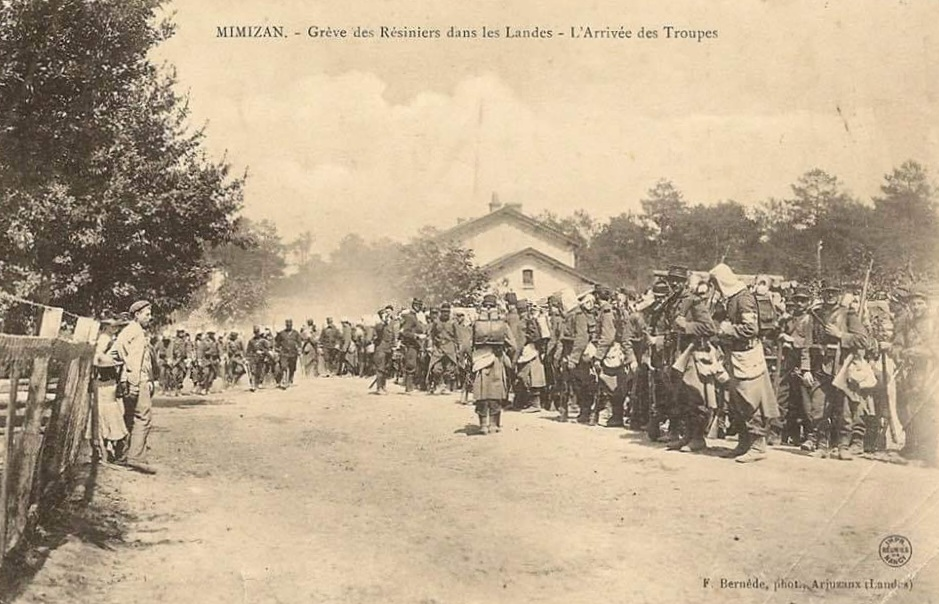
Arrivée de la troupe à Mimizan lors de la grève des résiniers de 1906-1907

En août 1912, Lady Grosvenor, la tante du duc de Westminster, qui a fait construire le château Woolsack l'année précédente, introduit la mode du camping à Mimizan, sur les bords du lac d'Aureilhan. Le camping rencontrera un succès populaire après la deuxième guerre mondiale. De 1924 à 1930, la créatrice de mode Coco Chanel est une invitée régulière du duc de Westminster au château, tandis que ses couturières, les « cousettes », sont logées à la colonie du Pylône.
Le 16 juin 1929, les aviateurs Jean Assollant, René Lefèvre et Armand Lotti, partis d'Old Orchard Beach aux États-Unis à bord de l'« Oiseau Canari », effectuent un atterrissage forcé sur la plage nord. Ils deviennent ainsi les premiers Français à relier par avion l'Amérique à l'Europe. Le monument des Ailes témoigne de cet évènement. Il est inauguré le 21 juin 1931.
Le 2 décembre 1976, une tempête sur le golfe de Gascogne entraîne, à quelques heures d'intervalle, l'échouement sur la plage de Lespecier du cargo grec Virgo en provenance de Bayonne, puis du pétrolier grec Appolonian Wave, 700 mètres plus au sud. L'intervention des hélicoptères de la base aérienne de Cazaux est nécessaire pour secourir l'équipage. Le sinistre ne provoque aucune marée noire, la cale du pétrolier étant vide.

### Le chemin de fer
De 1889 à 1960, Mimizan est desservie par une ligne de chemin de fer du réseau des Voies ferrées des Landes. La ligne, inaugurée le 21 juillet 1889, relie Labouheyre à Mimizan-Bourg, en passant tour à tour par Pontenx-les-Forges, Saint-Paul-en-Born et Aureilhan. Pour répondre à l'augmentation du nombre de voyageurs et de personnes venant chercher un emploi, quelques hôtels voient le jour : hôtels Magnes, Duvignac, Duprat, Taris. Grâce au chemin de fer, Mimizan voit sa population s'accroître pour atteindre 1300 habitants en 1900.
En raison de l'essor du tourisme balnéaire, les élus demandent d'étendre cette ligne vers Mimizan-les-Bains, comme on dit alors. En effet, se rendre du bourg à la plage n'est alors pas chose aisée : il faut emprunter une route simplement empierrée sur 7 km et franchir le pont rouge, édifié en 1879, permettant le passage des véhicules hippomobiles.
À la fin du XIXe siècle, le franchissement de l'embouchure du courant se fait grâce à l'aide d'un passeur, nommé Saint-Martin. Celui-ci aide les rares touristes à traverser en barque ou sur son dos. En 1895, on envisage de construire un pont métallique sur l'embouchure du courant pour le passage du train, mais le devis est trop élevé. Une solution provisoire est adoptée : en 1901, une passerelle en bois pour piétons est construite. Elle sera détruite en 1908. Le 28 mai 1903, le projet définitif de l'extension de la voie vers la plage est adopté par le conseil municipal. Les voies n'empruntent que des terrains communaux et suivent le tracé suivant :
- rue de la Marée
- lette de Cadette
- passage de la Pyramide
- lette d'Udos
- lette de Leslurgues[Note 5], pour aboutir au pied de la dune du Sud

Plusieurs haltes et arrêts ponctuent le chemin :
- une halte à Bel-Air, aujourd'hui dans l'enceinte de la papeterie ;
- un arrêt à Leslurgues (quartier du club de tennis) ;
- un arrêt provisoire baptisé Mimizan-Plage (côté sud) en 1907 ;
- la construction du pont du courant en 1907, à la fois pont ferré et routier ;
- l'édification de la gare à Mimizan-les-Bains (côté nord) en 1908

La mise en service du tronçon entre Mimizan-Bourg et Mimizan-Plage démarre le 28 juillet 1907. Le pont métallique est construit la même année, permettant d'accéder à partir de 1908 à la gare de Mimizan-les-Bains et favorisant le développement du trafic voyageurs. Des trains d'excursion s'ajoutent en 1934-1935. Un autorail assure notamment un service direct avec Mont-de-Marsan les dimanches d'été. Le 1er avril 1960 marque la fin du transport de voyageurs. Des services routiers de remplacement sont assurés sur certains trajets par la RDTL.
Une autre voie ferrée relie Mimizan-Plage à Biscarrosse entre 1909 et 1962. L'inauguration a lieu le 26 avril 1909. Le parcours de 23 km traverse une zone quasi désertique de la côte landaise, selon un tracé sinueux et présentant de fortes déclivités. Les haltes de Naouas, Jaougot et des Lamanch's sont au milieu de nulle part. Le trafic voyageur cesse le 15 septembre 1939 au début de la Seconde guerre mondiale pour ne jamais reprendre. Le trafic marchandises prend fin le 1er juillet 1962. Cette ligne gardera une faible activité économique et ne sera jamais rentable. Avec la création du Centre d'Essai des Landes, la voie ferrée est déposée et les rails et traverses vendus.

### Seconde Guerre mondiale
Pendant les quatre années de son occupation, du 28 juin 1940 au 24 août 1944, Mimizan accueille un camp militaire de la Kriegsmarine qui sert de centre d'instruction et de repos à l'armée allemande. Le littoral de la commune intègre également le dispositif de fortification des côtes du Mur de l'Atlantique.

#### Vie militaire

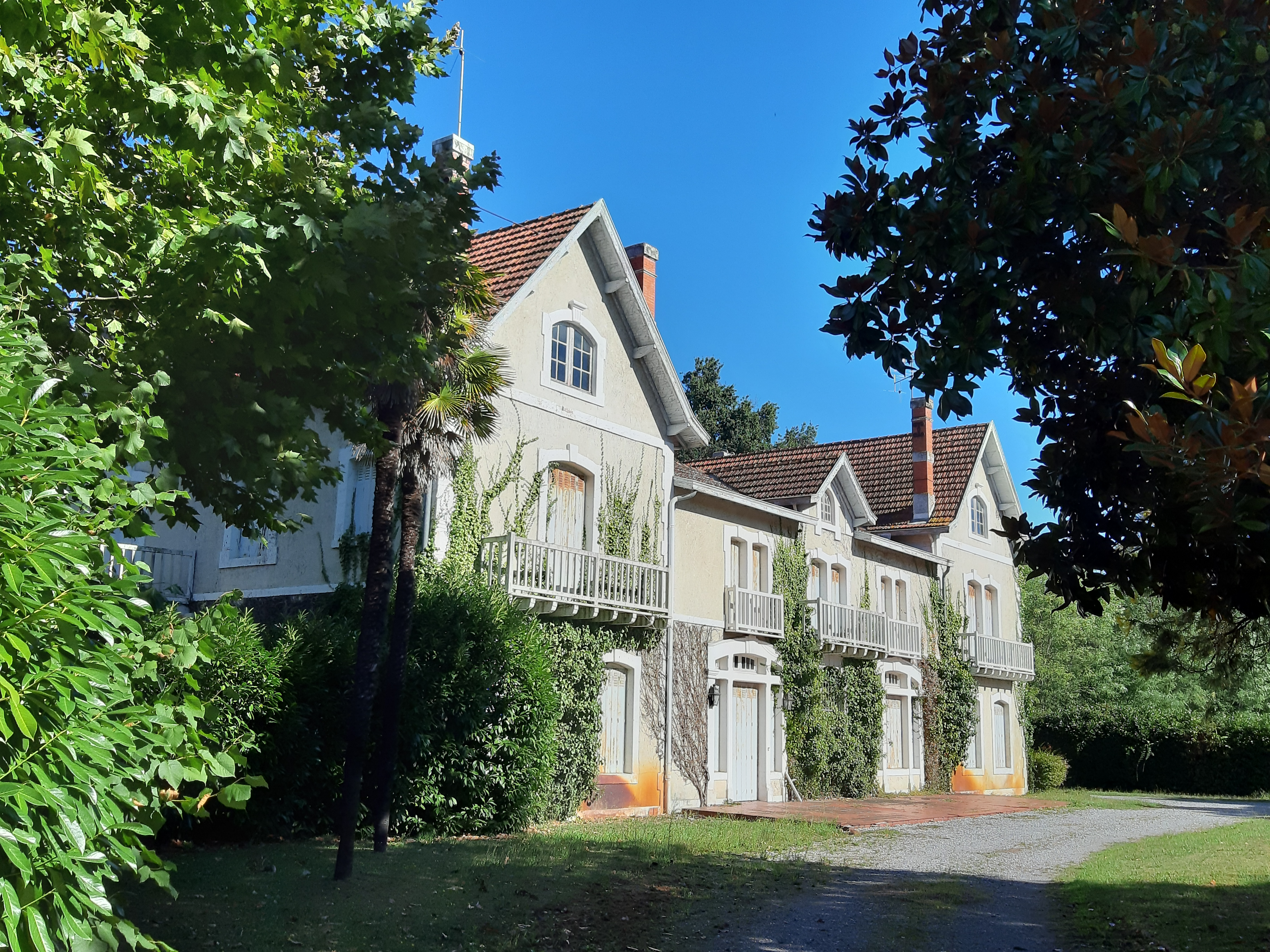
Kommandantur de Mimizan-Bourg, installée dans la maison appartenant à l'époque à M. de Parseval.

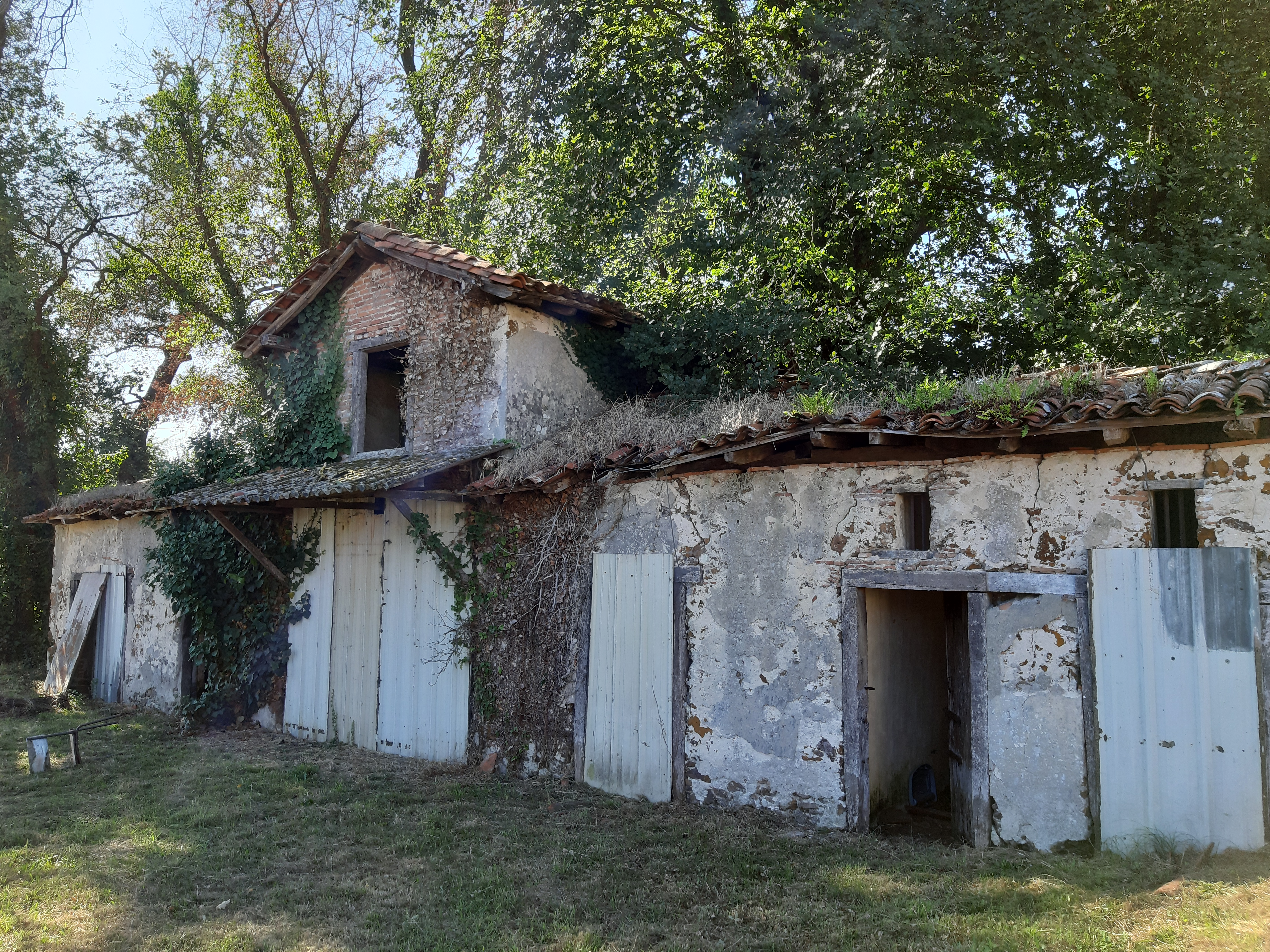
Ancienne prison municipale de Mimizan-Bourg, située à l'arrière de l'ancienne mairie édifiée en 1834.

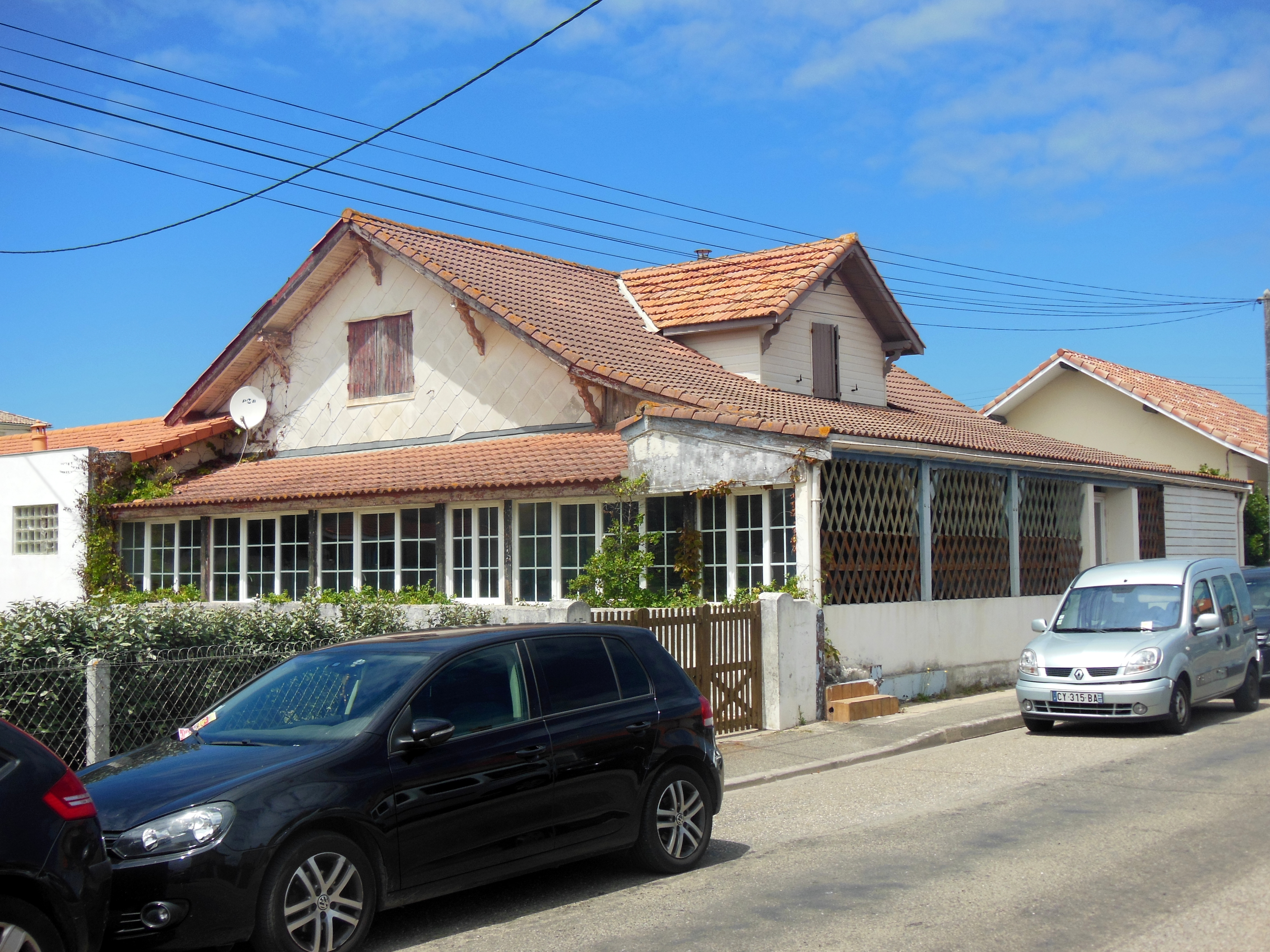
Maison sise 19, rue du Vieux-Marché. Ancienne épicerie reconvertie en maison de tolérance pendant l'occupation allemande. C'est également le cas de la maison sise 27, rue de Bel-Air.

Dans les jours qui suivent la déclaration de guerre, l'armée française fait son apparition à Mimizan. Un petit contingent s'installe dans la salle des fêtes d'où partent des patrouilles qui surveillent les gares du bourg et de Bel-Air, par crainte de la cinquième colonne que l'on croit voir partout dès le début de la drôle de guerre.
Après la défaite française et la signature de l'armistice du 22 juin 1940, l'armée d'occupation allemande arrive à Mimizan, le 28 juin 1940. Le premier contingent pénétrant dans la commune est chargé de maintenir l'ordre et de préparer l'arrivée du reste des troupes. Il est constitué de soldats d'élite appartenant à la 7e armée, ayant mené victorieusement la bataille de France. Des motards en side-cars ouvrent le cortège, vêtus d'un long imperméable couleur vert de gris, le visage noir de poussière, les yeux protégés par d'épaisses lunettes et la tête par un casque frappé d'une tête de mort. Le soldat occupant la place du passager dans le side-car braque sa mitrailleuse sur toute cible susceptible de représenter un danger. Des camions suivent, chargés de fantassins armés d'un fusil entre les jambes. Les voitures des officiers ferment la marche. Ces derniers vont à la rencontre du maire de la commune, qui les reçoit à la mairie avec quelques conseillers. L’interprète communique les ordres de l'occupant concernant la mise à disposition de bâtiments, terrains et logements. La Kommandantur s'installe ainsi dans une grande et belle demeure en forme de U à 100 mètres à l'Est du clocher-porche. L'intendance, la cantine et le dépôt de provisions occupent la grande maison carrée plus au sud sur la même parcelle longeant la rue de l'Abbaye qui servait jadis de dortoir aux moines du prieuré. De l'autre côté de la rue se trouvent la mairie, le tribunal et une prison. Les officiers supérieurs et leurs ordonnances sont logés au château de Woolsack, les officiers dans des villégiatures comme la villa La Parisienne. Le commandant prend ses quartiers au 17, avenue du Parc-d'Hiver, gardée par de nombreux soldats, le chemin entre le pont des Trounques et cette maison étant quant à lui entièrement miné. Les sous-officiers sont hébergés chez l'habitant. Au total, 82 maisons habitées et 12 maisons libres sont réquisitionnées, la plupart à Mimizan-Plage. Le reste de la troupe occupe l'école de Mimizan-Bourg. Une kommandantur annexe s'installe à Mimizan-Plage dans la maison située 2, rue des Motteux.
Le 9 mars 1941, les soldats d'élite de la 7e armée quittent Mimizan pour rejoindre le front de l'Est, laissant derrière eux des bâtiments parfois saccagés. Ils sont relevés par des soldats moins brutaux. Mimizan est le point de départ de l'Opération Joséphine B : dans la nuit du 11 au 12 mai 1941, un commando parachutiste de la 1re Compagnie d'Infanterie de l'Air touche terre près de l'Oustalet, à proximité de l'actuel aérodrome de Mimizan. Il est composé de l'adjudant Jean Forman, du sergent-chef André Varnier et du sergent Raymond Cabard, qui rejoignent à partir de là Pessac pour y commettre une action de sabotage contre la centrale électrique de Haut-Lévêque, alimentant les positions stratégiques de Bordeaux et des environs, notamment la base aérienne de Mérignac et la base sous-marine de Bordeaux. 

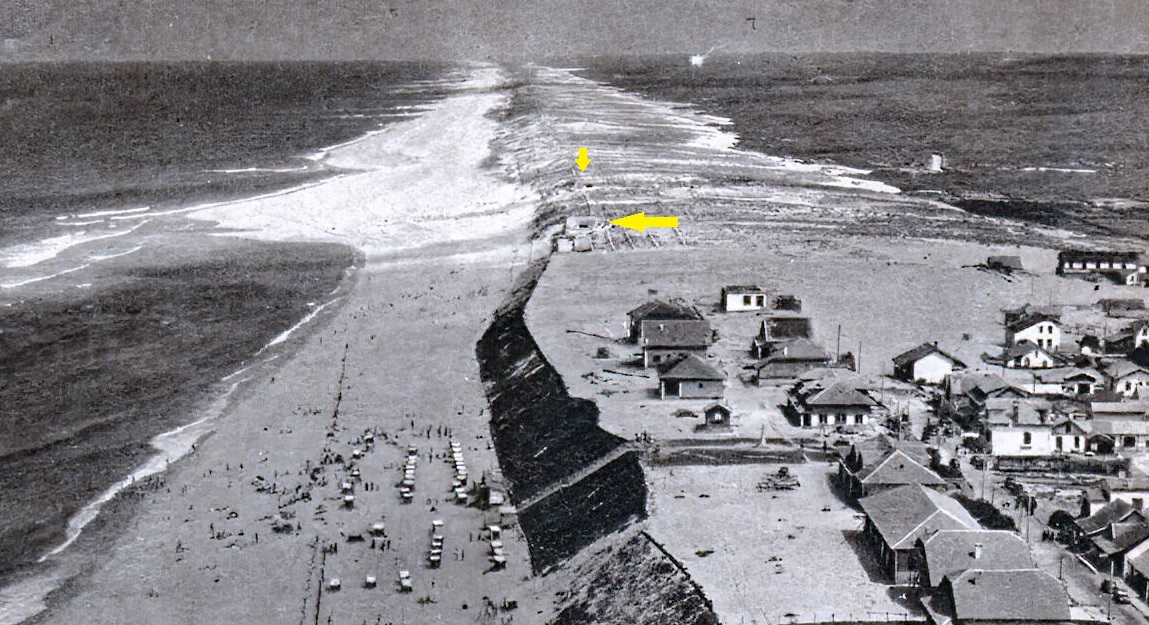
Les 2 casemates au nord de Mimizan plage

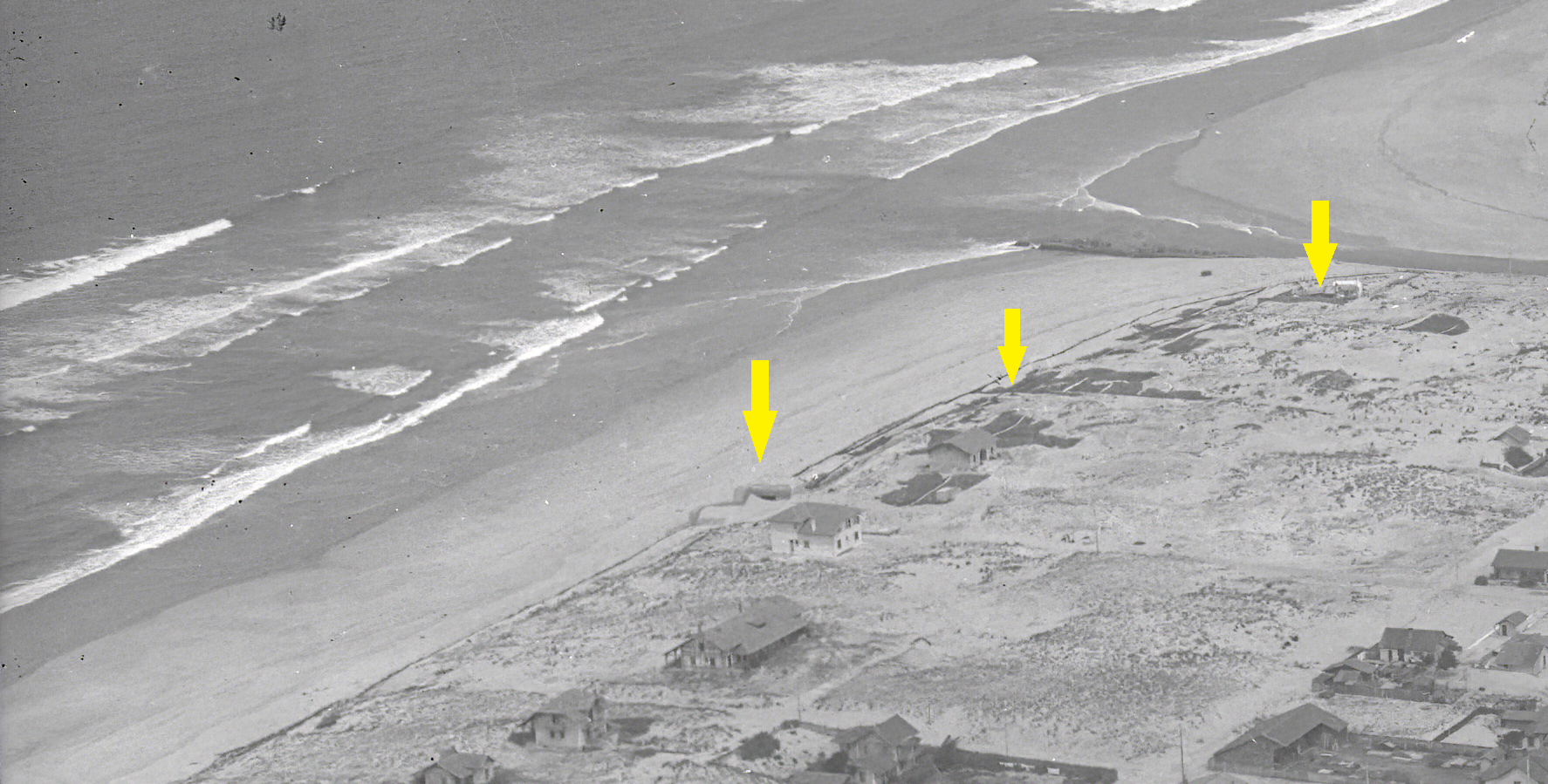
Les 2 casemates et la plateforme octogonale positionnées au sud du courant dans les années 60.

En décembre 1941, le haut commandement allemand décide de renforcer le dispositif de défense du littoral. La construction des premiers blockhaus à Mimizan est accélérée après le débarquement de Dieppe en août 1942. Les travaux sont exécutés par environ 80 prisonniers de guerre russes enrôlés de force dans l'armée allemande et séjournant dans la colonie du Pylône et par des prisonniers des troupes coloniales françaises capturés après la défaite de mai-juin 1940, détenus au stalag 195 puis cantonnés entre la rue des Trois-Pignes et l'avenue de la Plage. Les prisonniers de guerre sont également chargés de travaux forestiers et d'aménager les pistes et routes en béton permettant à l'occupant de circuler sur les dunes.Entre-temps, la région du littoral passe sous commandement de la 1re armée, le 22 mai 1942. Le 11 novembre 1942, la zone libre est à son tour occupée, entraînant un redéploiement des troupes. Mimizan voit ainsi arriver la 159e division d'infanterie, qui installe son poste de commandement à Escource et occupe le littoral de Contis à Montalivet. À partir de la fin 1943, une campagne d'intoxication anglaise, visant à faire croire à un débarquement allié dans le Nord des Landes, crée une certaine fébrilité chez l'occupant jusqu'à juin 1944.
Pour la protection du littoral autour de Mimizan, plusieurs points d'appuis sont construits. Au nord de la plage Remember, un point d'appui comprenant 2 casemates de flanquement pour canon de campagne sont construites (une orientée vers le nord et l'autre vers le sud). Côté sud du courant, un autre point d'appui constitué de 2 casemates similaires (orientées nord), une plateforme octogonale en bord de dune et un abri/soute à l'arrière sont installés proches de l'entrée du courant, au niveau de la plage des Goélands.Cette zone était entourée d'un fil de fer barbelé. Au sud de cette position s'étendait le terrain d'entraînement de l'école de la Kriegsmarine. Installé sur la dune, il était composé sans sa partie nord de deux reproductions de sous-marins en béton équipés d'un sous sol, 3 cuves bétonnées pour canons anti-aériens, un radar de détection pour avions et en son centre d'une grande piste bétonnée parallèle à la plage sur laquelle étaient installés une dizaine de canons anti-aériens légers. Plusieurs abris et des soutes à munitions bétonnées sont aussi construites en arrière de la dune. Dans sa partie sud, 2 casemates de flanquement pour canon de campagne (orientées sud) protégeaient la partie sud du terrain et la plage. Des restes de soutes à munition/abris sont encore visibles aujourdhui dans cette zone, en arrière de la dune. 
Le camp militaire de la Kriegsmarine accueille entre 400 et 500 jeunes recrues et les forme à l'utilisation des instruments de détection et aux armes anti-aériennes. Il accueille aussi des soldats placés en repos après les âpres combats sur le Front de l'Est. Durant cette période, jusqu'à cinq maisons de tolérance se livrent à la prostitution majoritairement avec les soldats allemands à Mimizan.

#### Vie civile

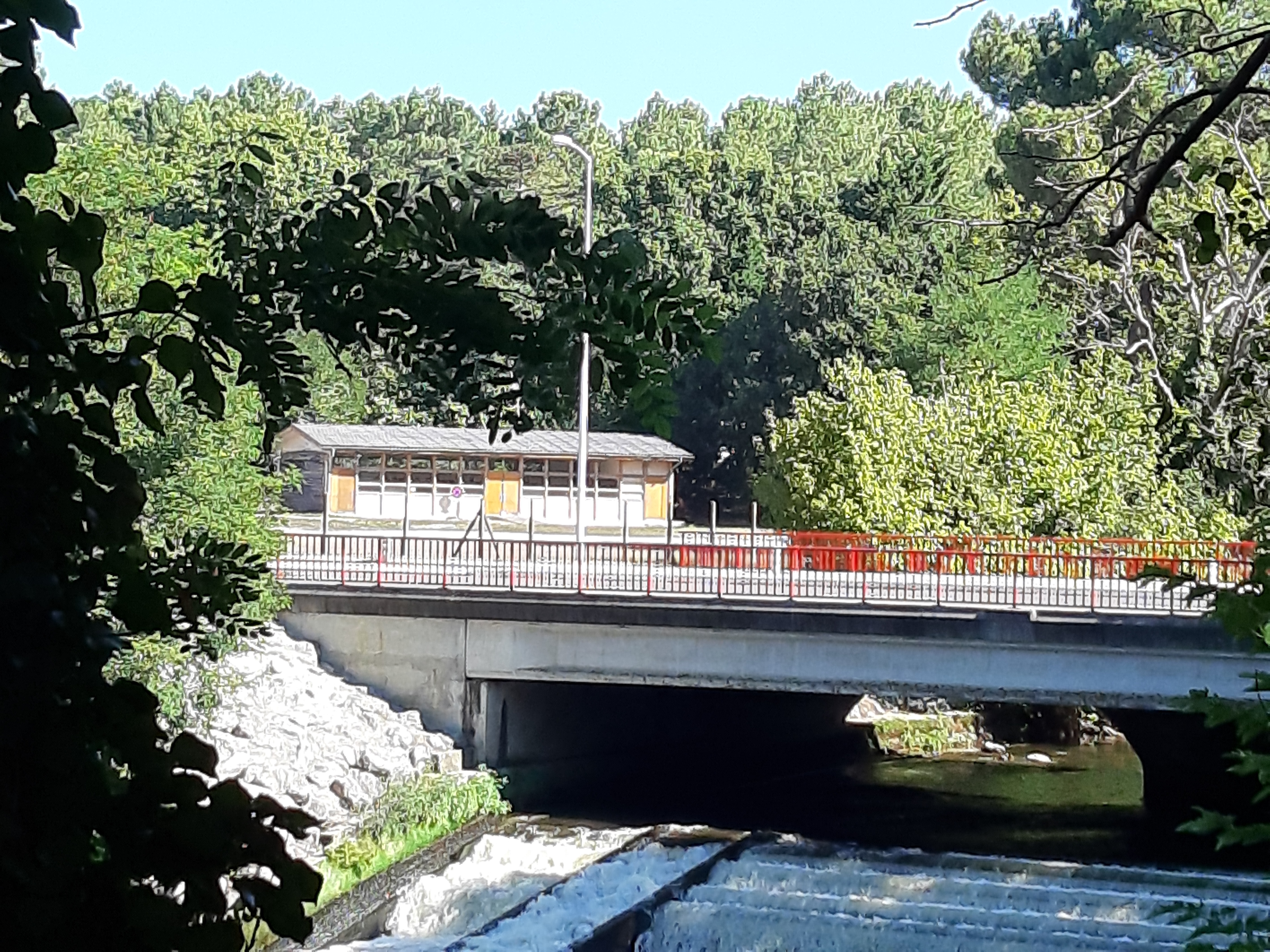
Pont rouge sur le courant, point de contrôle allemand pour l'accès à Mimizan-Plage.

Dès le 15 juin 1939, le maire de Mimizan reçoit des instructions de la Préfecture des Landes pour créer une commission d'accueil de réfugiés éventuels en cas de nécessité. Le dimanche 3 septembre 1939, jour de l'entrée en guerre de la France, le maire convoque dans l'urgence un conseil municipal pour évoquer les effets immédiats sur Mimizan (mobilisation du seul médecin de la commune et d'un grand nombre de résiniers, créant une pénurie de main d'œuvre) et les différentes mesures à envisager. Il annonce la venue imminente d'un contingent de réfugiés issus de l'évacuation des civils de l'Est de la France qu'il va falloir accueillir et loger, essentiellement dans les résidences secondaires vacantes qu'il s'apprête à réquisitionner.
Le prix des denrées de première nécessité augmente peu à peu. Le maire décide la création le 28 avril 1940 d'une commission de surveillance des prix, constituée de lui-même et de quatre conseillers municipaux. Malgré ses efforts pour freiner les abus, cette commission n'arrivera à endiguer ni l'inflation ni le marché noir. Le ravitaillement des populations civiles devient de plus en plus problématique. Aussi un recensement est-il effectué le 15 mai 1940 afin de distribuer une carte d'alimentation aux 2800 habitants auxquels s'ajoutent 863 réfugiés dénombrés, parmi lesquels le général russe Anton Dénikine et sa femme Xenia Dénikine.
Les Mimizannais assistent impuissants à l'arrivée du premier contingent allemand le 28 juin 1940, date qui marque le début de l'occupation de la commune. La zone côtière des Landes voit son heure locale réglée sur l'heure allemande dès le 3 juillet 1940. Le couvre-feu est instauré à Mimizan de 23h30 à 3h00 du matin (à partir du 7 juillet 1944, avec la rupture du front consécutive au débarquement en Normandie et l'avancée des Alliés, l'heure de début du couvre-feu sera avancée à 21h00). Durant l'été 1940, les civils de la zone occupée doivent remettre aux autorités leurs armes, vestiges de la première guerre mondiale ou plus généralement, fusils de chasse. À partir d'octobre 1940, chaque foyer de Mimizan est tenu de donner à l'occupant deux paires de draps. La papeterie est contrainte de fournir quant à elle des dérivés entrant dans la fabrication de la poudre. Le pont rouge sur le courant est le point de passage obligatoire pour se rendre à Mimizan-Plage. Il ferme le soir pour rouvrir le lendemain matin à 5 h 30. Les soldats allemands y contrôlent les autorisations de passage. La pêche est sévèrement réglementée. Les accès à la plage sont minés, la pêche y est donc strictement interdite. Le pont du courant est le seul endroit d'où on peut encore pêcher à la ligne et devient à cet égard très fréquenté. Concernant la pêche en mer, une autorisation délivrée par la kommandantur est obligatoire. Elle est accordée moyennant le versement d'une redevance de 10 % des prises, qui sont néanmoins payées aux pêcheurs. La présence des bateaux de pêche devant les blockhaus est strictement défendue, ces derniers n’hésitant pas à ouvrir le feu pour faire respecter l'interdiction.

#### Fin de l'Occupation
Le retrait des troupes allemandes de Mimizan s'échelonne sur trois semaines, du 4 au 24 août 1944. Le commandant de la place de Mimizan est le premier à partir, dès le 4 août 1944. À cette occasion, ses officiers lui offrent un repas d'adieu et un défilé en ville, au cours duquel le commandant parade sur un phaéton, entouré de 12 officiers à cheval. Dès le lendemain, la plupart des marins et artilleurs de la côte lui emboîtent le pas, dans l'ordre et la discipline. Le 16 août, un ordre de réquisition de tous les deux-roues est lancé pour pallier le manque de moyens de transport des troupes restantes. La retraite commence à tourner à la débâcle. Le 17 août, l'arrière-garde fait sauter les blockhaus, dépôts de munitions, camions et la génératrice fournie par la papeterie. Les derniers soldats allemands quittent définitivement Mimizan-Plage et gagnent Mimizan-Bourg, toujours dans l'ordre et en chantant, même si le cœur n'y est plus. Sur la place de l'Église, deux cars réquisitionnés chargent tous ceux qui parviennent à trouver une place. Les tout derniers soldats, désœuvrés et découragés, quittent Mimizan-Bourg le 24 août 1944.
Au bilan, on relève peu d'actes de guerre à Mimizan. Le mur de l'Atlantique dans le sud-ouest de la France, en raison de son éloignement de l'Angleterre, ne représente pas un enjeu stratégique du système défensif allemand et les militaires présents dans la commune sont majoritairement de vieux réservistes, des soldats étrangers, des troupes à l'entraînement ou des blessés en convalescence. Un attentat a bien lieu contre une sentinelle le 8 février 1943. Il ne sera pas suivi de représailles. Le seul fait de guerre est un avion allemand participant à un exercice de tirs antiaériens au-dessus de la plage en mars 1944 et surpris par un appareil anglais qui l'abat au-dessus de la forêt après une courte poursuite. Si les faits de guerre sont restés quasi inexistants à Mimizan, on dénombre toutefois de nombreux décès de soldats allemands, soit par suicide (une dizaine) mais beaucoup plus par noyade, les militaires se laissant piéger par les courants de baïne dont ils ignorent l'existence et les mécanismes.
Après leur départ, les occupants laissent Mimizan-Plage dans un triste état : les villas édifiées tout au long du cordon dunaire du Nord et du Sud ont été rasées pour permettre la construction des blockhaus et rendre Mimizan visible depuis les naviresde guerre au large (elles seront reconstruites grâce aux dommages de guerre versées par l'Allemagne vaincue), les plages et la forêt sont minées, encombrées de rangées de barbelés, de pieux surnommés « asperges de Rommel », de blockhaus. Le cordon dunaire malmené souffre du manque d'entretien. Après le 8 mai 1945, l'ancien camp militaire allemand de la Kriegsmarine à Mimizan sert de camp d'internement de prisonniers de guerre allemands, affectés aux opérations sensibles de déminage et de déblaiement. La station se remet ainsi peu à peu. En 1947, ce même camp est investi par le Centre de Formation Militaire de la Marine Nationale, chargé de l'entraînement de commandos devant aller combattre à la guerre d'Indochine. L'arrivée de ce centre de formation revitalise Mimizan pour un temps, jusqu'à son départ vers le nouveau centre de Hourtin, le 16 octobre 1950. Après le départ de la Marine Nationale, l'ancien camp militaire est transformé en terrain de camping, qui prend le nom de Marina. La démolition des blockhaus, tombés sur la plage au fil du temps, intervient entre la fin des années 1980 et le début des années 1990 à la dynamite et au bulldozer.

## Héraldique
| Blason | Blasonnement : D'azur au clocher-porche d'argent accosté de deux pins d'or fûtés aussi d'argent, le tout posé sur une terrasse isolée du même, au chef cousu de gueules chargé d'un léopard aussi d'or. Sa devise : Ad silvam et ad mare, crescam (Vers la forêt et vers la mer, je grandirai) |

## Population et société

### Démographie

#### Évolution démographique
L'évolution du nombre d'habitants est connue à travers les recensements de la population effectués dans la commune depuis 1793. Pour les communes de moins de 10 000 habitants, une enquête de recensement portant sur toute la population est réalisée tous les cinq ans, les populations de référence des années intermédiaires étant quant à elles estimées par interpolation ou extrapolation. Pour la commune, le premier recensement exhaustif entrant dans le cadre du nouveau dispositif a été réalisé en 2004.

En 2022, la commune comptait 7 449 habitants, en évolution de +7,93 % par rapport à 2016 (Landes : +5,78 %, France hors Mayotte : +2,11 %).
| 1793 | 1800 | 1806 | 1821 | 1831 | 1836 | 1841 | 1846 | 1851 |
| ---- | ---- | ---- | ---- | ---- | ---- | ---- | ---- | ---- |
| 457  | 413  | 479  | 555  | 703  | 811  | 852  | 883  | 920  |

| 1856 | 1861  | 1866  | 1872  | 1876  | 1881  | 1886  | 1891  | 1896  |
| ---- | ----- | ----- | ----- | ----- | ----- | ----- | ----- | ----- |
| 914  | 1 008 | 1 107 | 1 208 | 1 136 | 1 129 | 1 150 | 1 221 | 1 303 |

| 1901  | 1906  | 1911  | 1921  | 1926  | 1931  | 1936  | 1946  | 1954  |
| ----- | ----- | ----- | ----- | ----- | ----- | ----- | ----- | ----- |
| 1 413 | 1 701 | 1 929 | 2 061 | 2 506 | 2 760 | 2 771 | 5 529 | 3 901 |

| 1962  | 1968  | 1975  | 1982  | 1990  | 1999  | 2004  | 2006  | 2009  |
| ----- | ----- | ----- | ----- | ----- | ----- | ----- | ----- | ----- |
| 4 830 | 6 502 | 7 511 | 7 409 | 6 710 | 6 864 | 6 605 | 6 707 | 7 000 |

| 2014  | 2019  | 2022  | - | - | - | - | - | - |
| ----- | ----- | ----- | - | - | - | - | - | - |
| 6 923 | 7 255 | 7 449 | - | - | - | - | - | - |

#### Pyramide des âges
La population de la commune est relativement âgée.
En 2018, le taux de personnes d'un âge inférieur à 30 ans s'élève à 22,5 %, soit en dessous de la moyenne départementale (29,2 %). À l'inverse, le taux de personnes d'âge supérieur à 60 ans est de 43,1 % la même année, alors qu'il est de 32,1 % au niveau départemental.
En 2018, la commune comptait 3 404 hommes pour 3 733 femmes, soit un taux de 52,3 % de femmes, légèrement supérieur au taux départemental (51,52 %).
Les pyramides des âges de la commune et du département s'établissent comme suit.
| Hommes | Classe d’âge | Femmes |
| ------ | ------------ | ------ |
| 1,2    | 90 ou +      | 3,6    |
| 13,3   | 75-89 ans    | 16,5   |
| 24,9   | 60-74 ans    | 26,4   |
| 22,1   | 45-59 ans    | 19,7   |
| 13,9   | 30-44 ans    | 13,2   |
| 12,7   | 15-29 ans    | 9,6    |
| 11,9   | 0-14 ans     | 11,0   |

| Hommes | Classe d’âge | Femmes |
| ------ | ------------ | ------ |
| 0,9    | 90 ou +      | 2,3    |
| 9      | 75-89 ans    | 11,5   |
| 20,6   | 60-74 ans    | 21,6   |
| 21,5   | 45-59 ans    | 20,7   |
| 17,4   | 30-44 ans    | 17,1   |
| 14,2   | 15-29 ans    | 12,1   |
| 16,4   | 0-14 ans     | 14,6   |

## Économie

### Exploitation forestière
- Production de pâte à papier (Gascogne Papier, anciennement Papeteries de Gascogne).
- Production de sacs papier et plastique (Gascogne Sacs, anciennement Gascogne Emballage).
- Ces deux sociétés font partie du groupe Gascogne.
- Exploitation forestière, scieries, production de parquets et lambris (Verniland, Plantier).

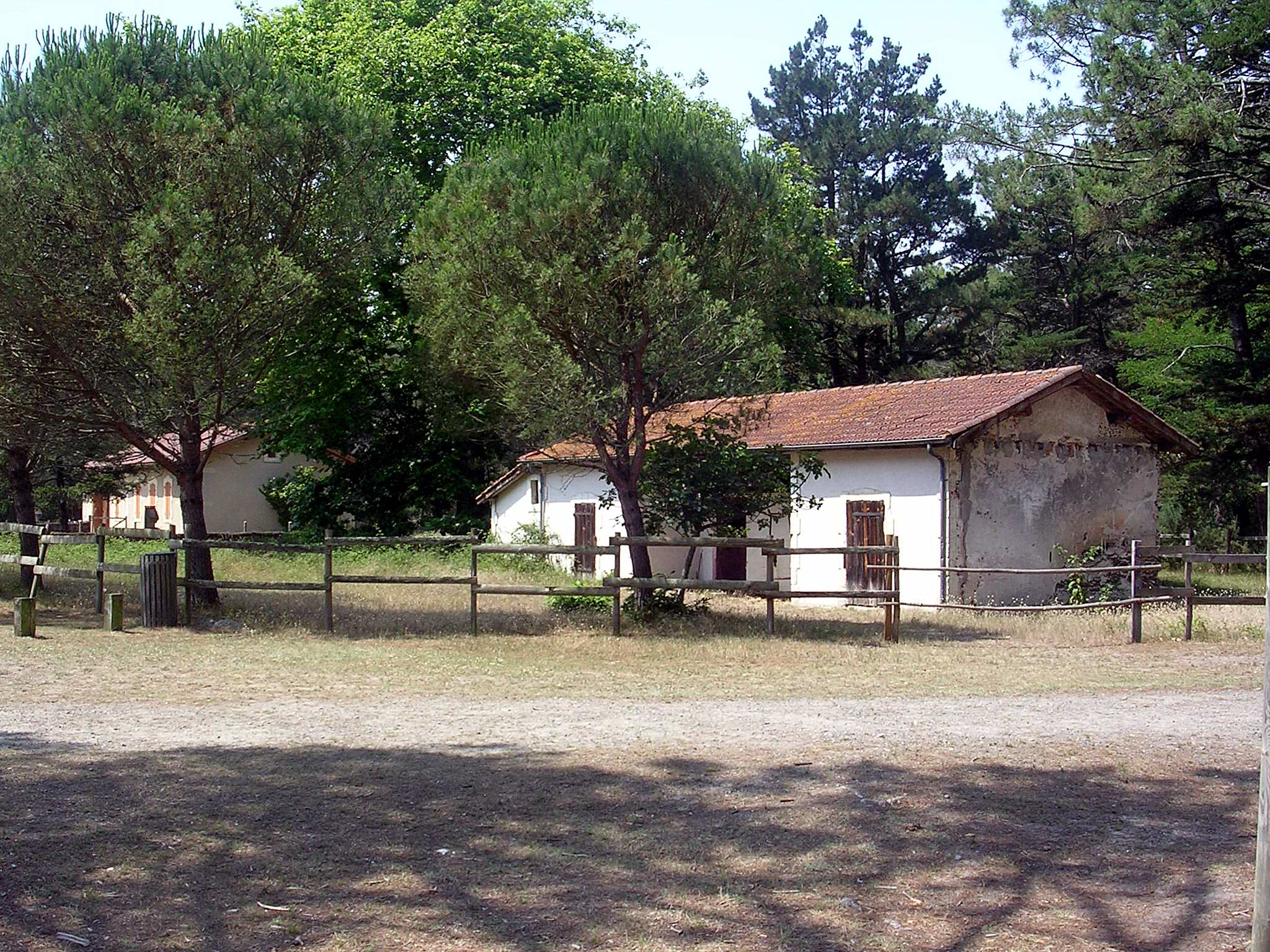
Maison forestière de Leslurgues et son écurie, construites en 1864 par l'Etat français pour loger les premiers forestiers cultivant la forêt domaniale de Mimizan et leurs chevaux[72].
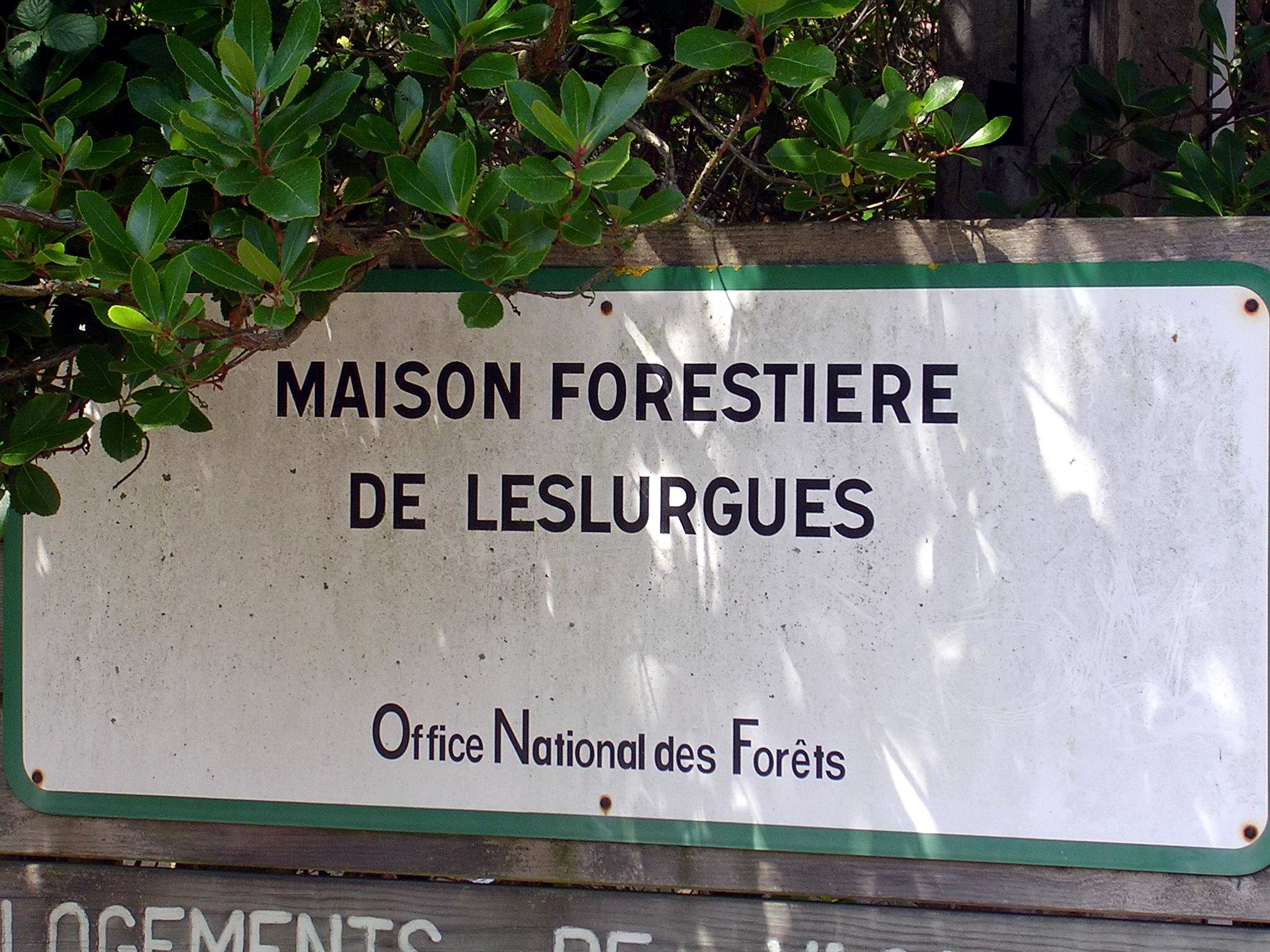
Panneau de la maison forestière de Leslurgues, ONF.
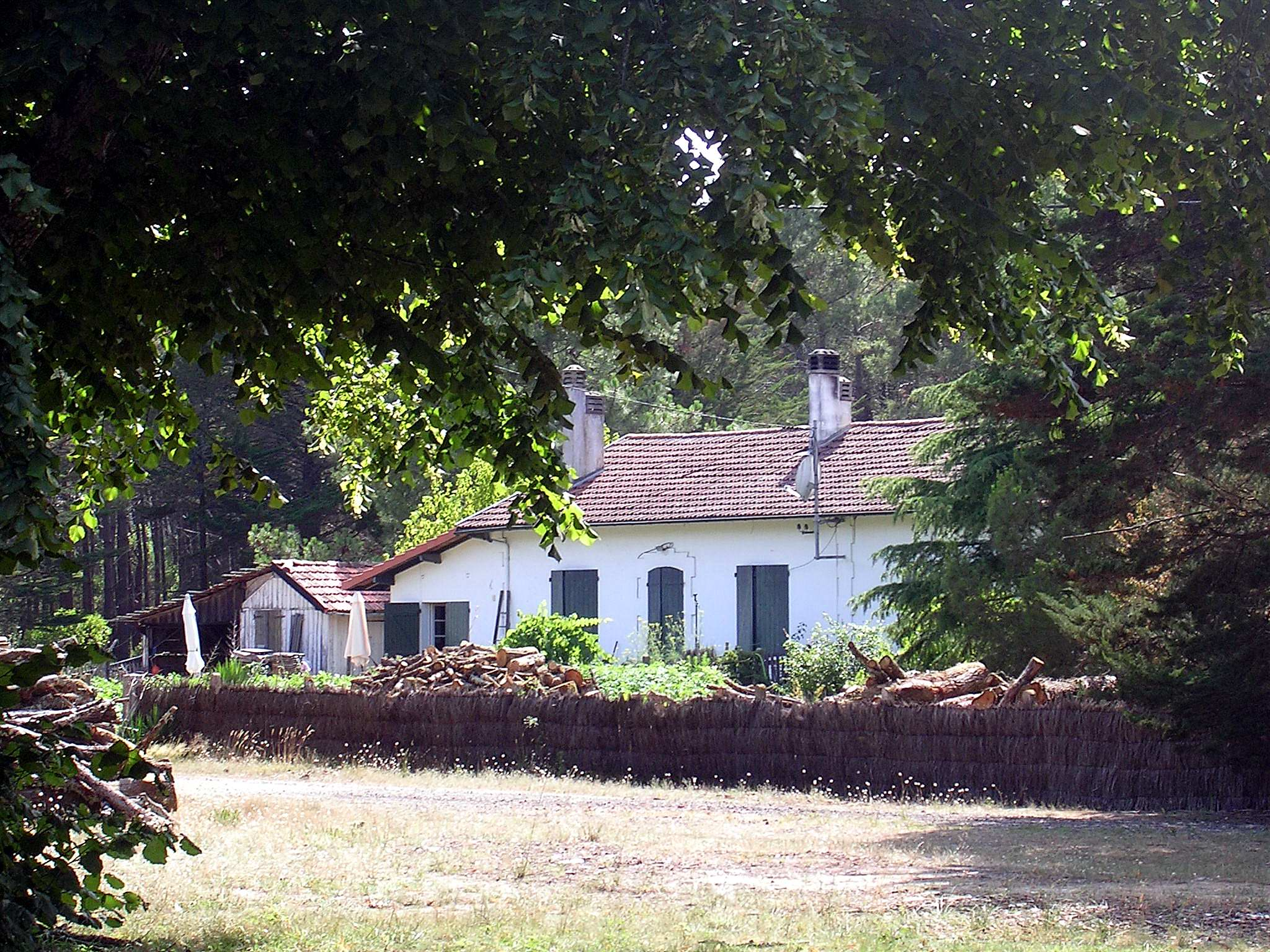
Maison forestière de Lespecier.
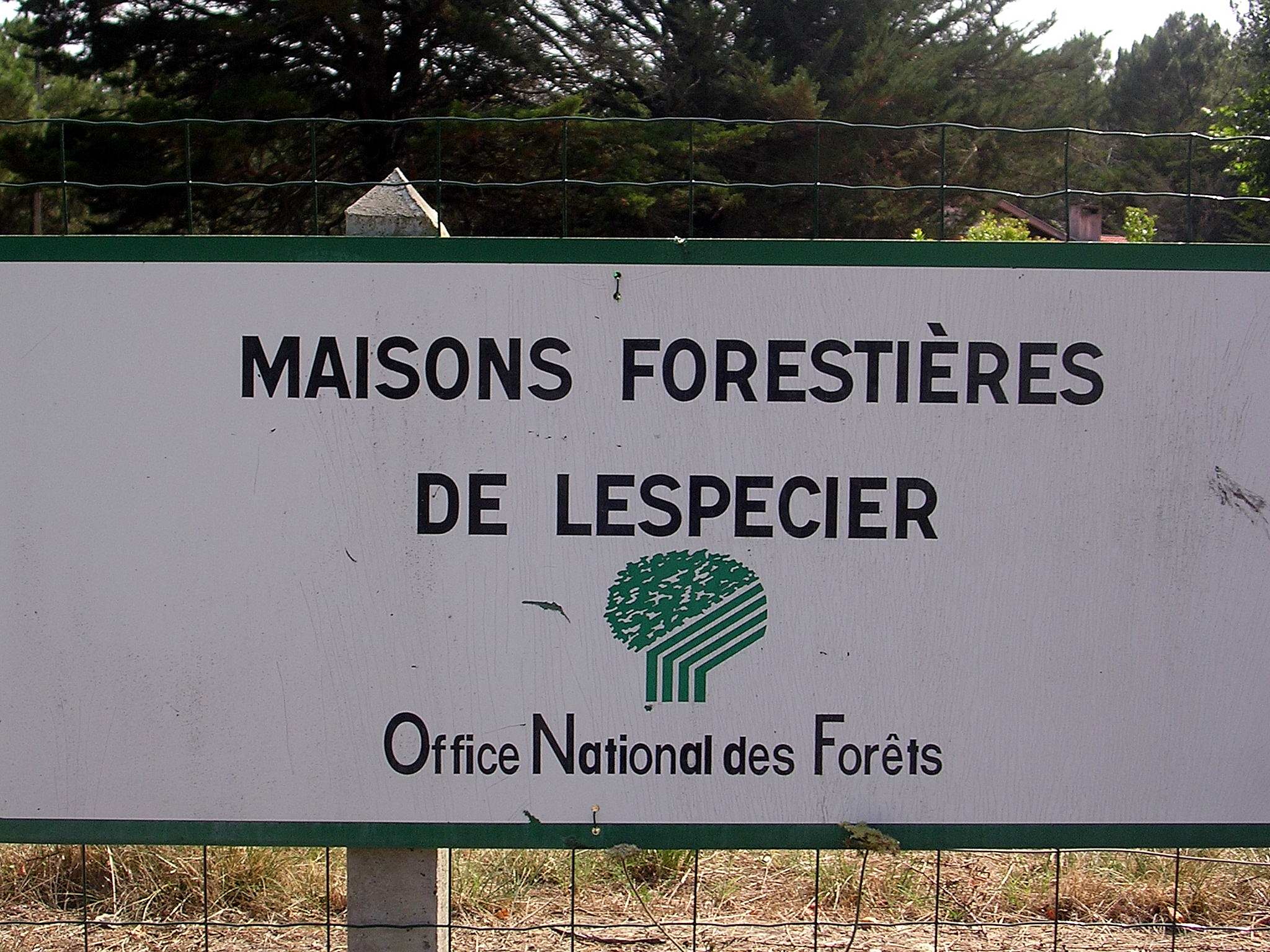
Panneau des maisons forestières de Lespecier, ONF.
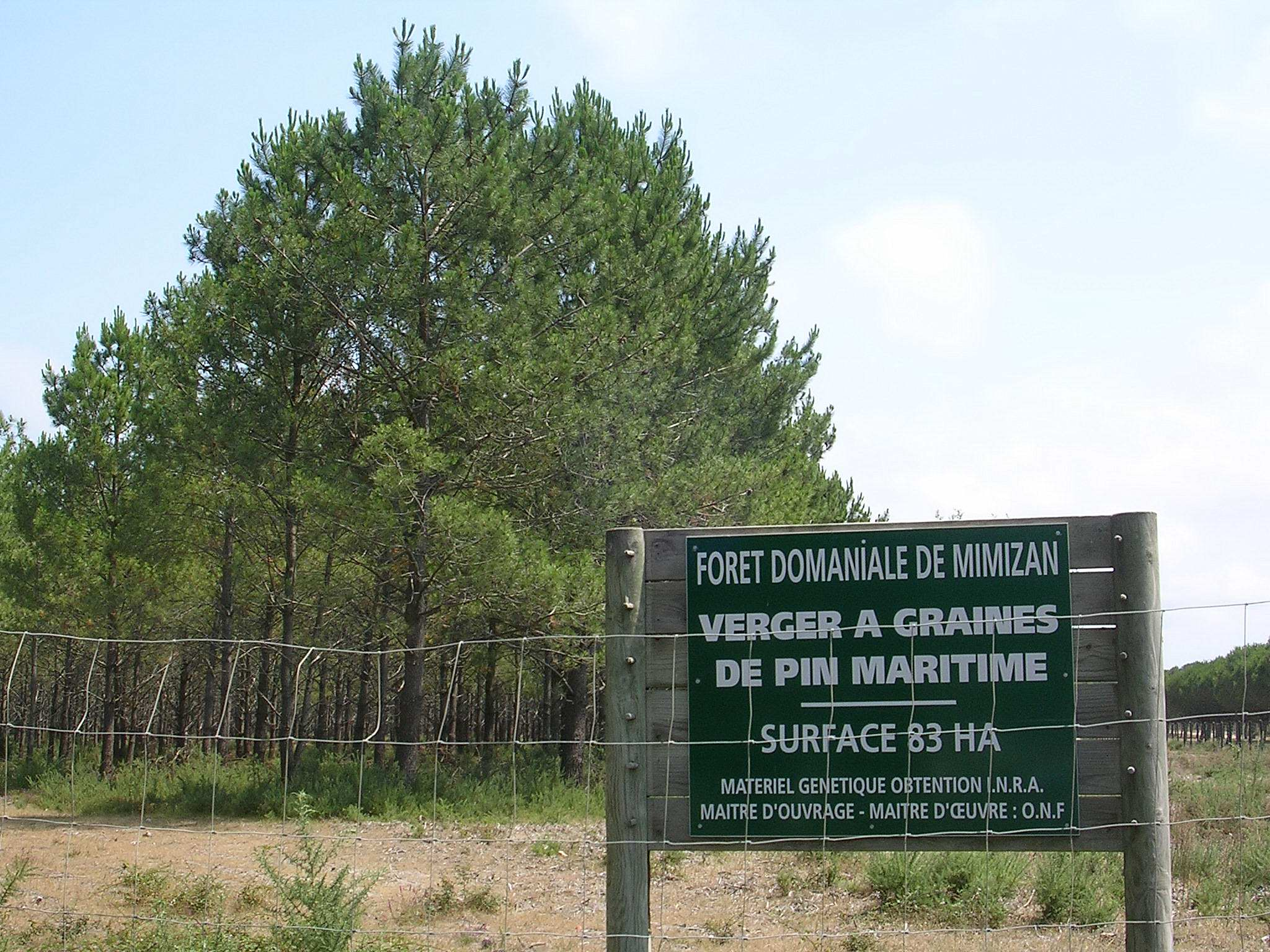
Verger à graines de 83 ha de pins maritimes de la forêt domaniale de Mimizan, gérée par l'ONF.
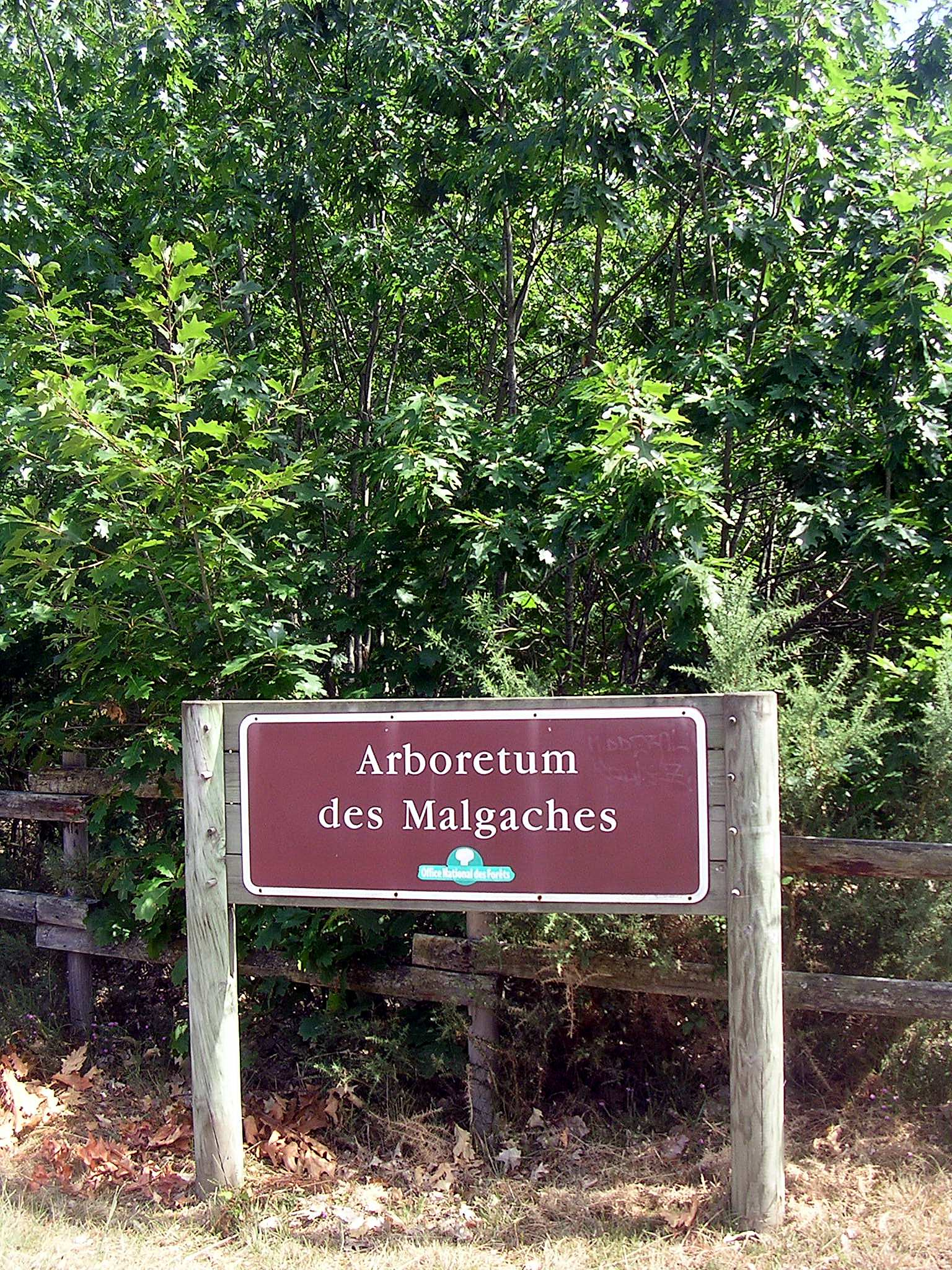
Arboretum des Malgaches, géré par l'ONF.
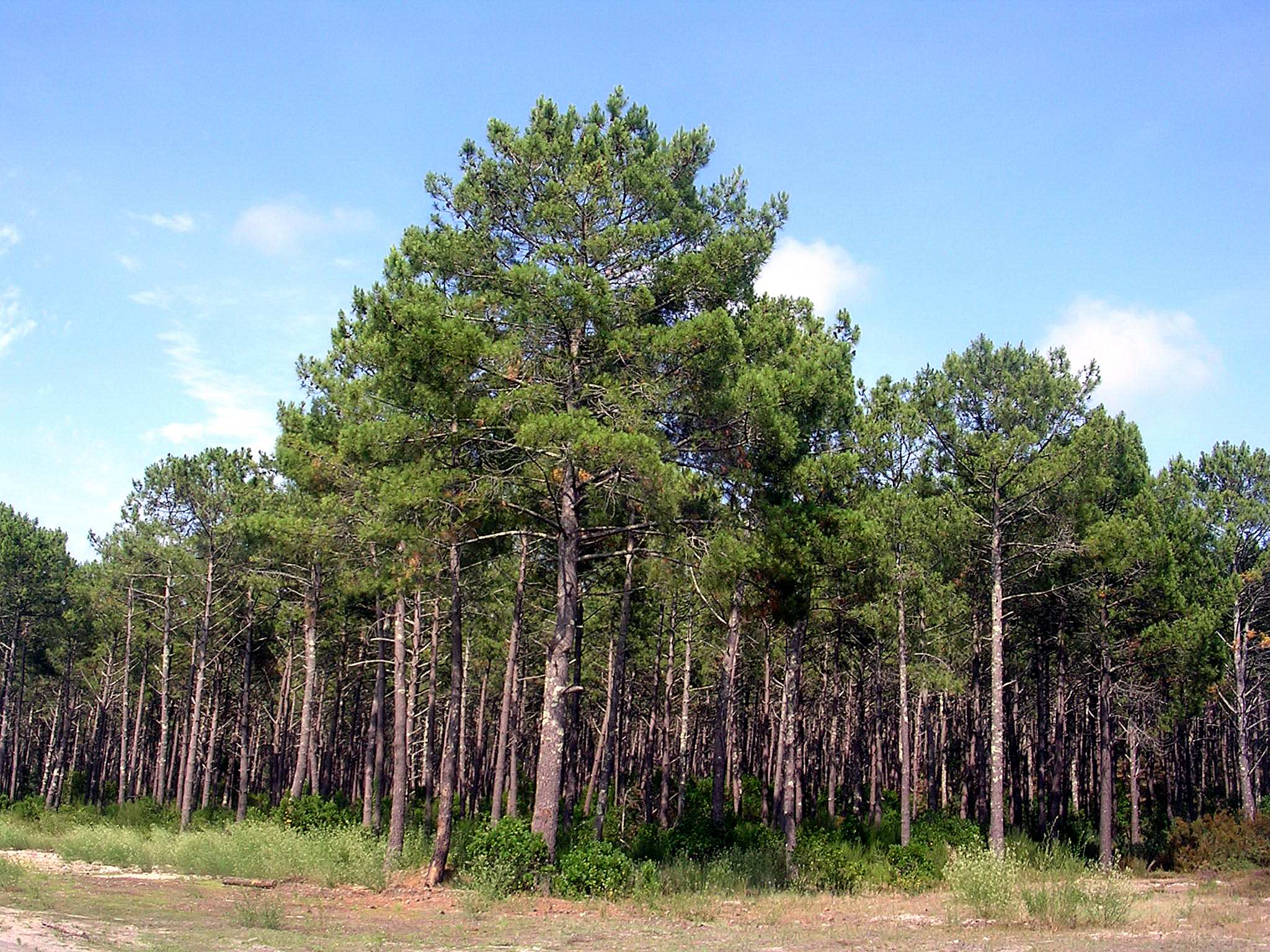
Forêt domaniale de Mimizan à Lespecier.
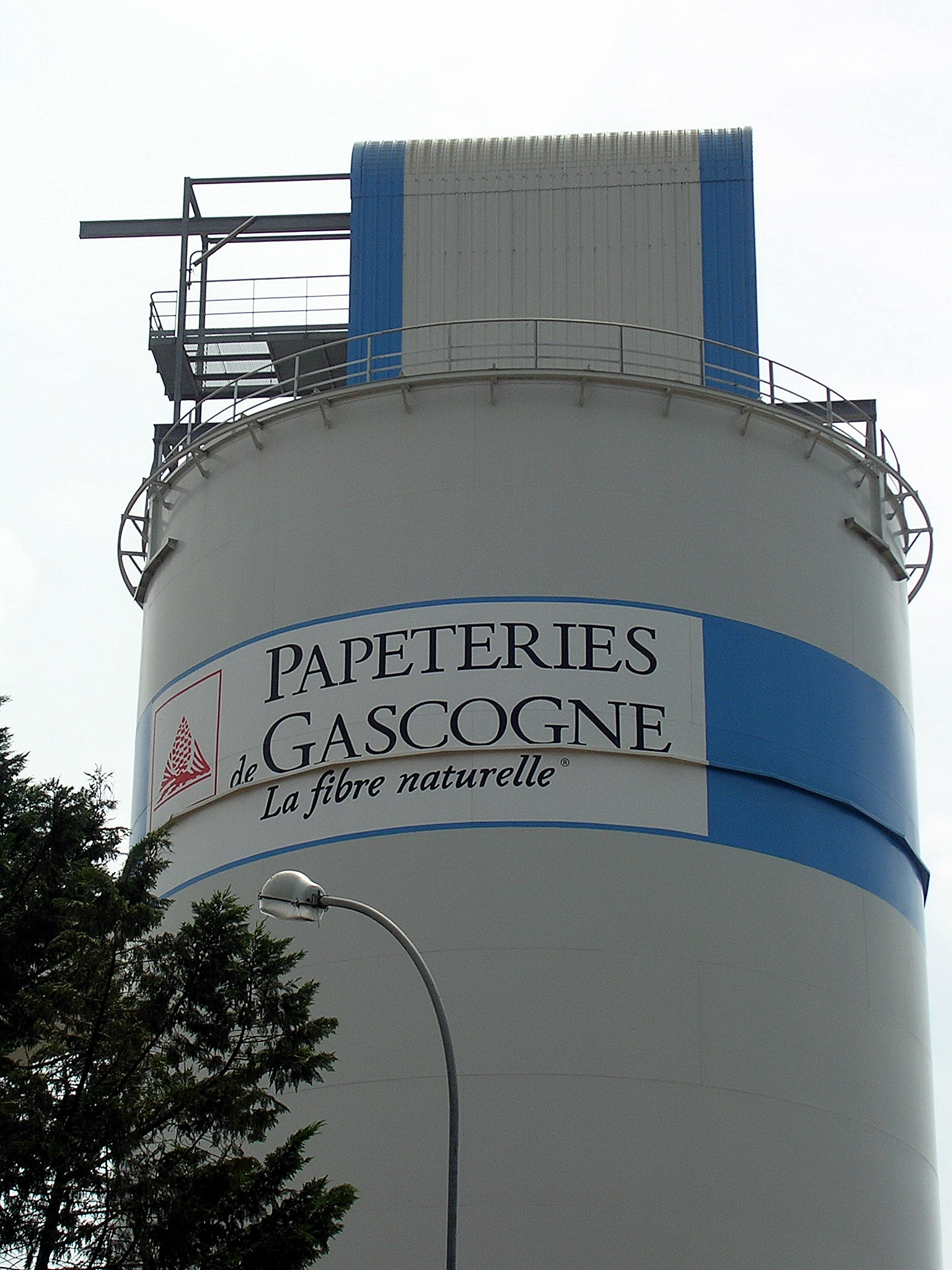
Papeterie.
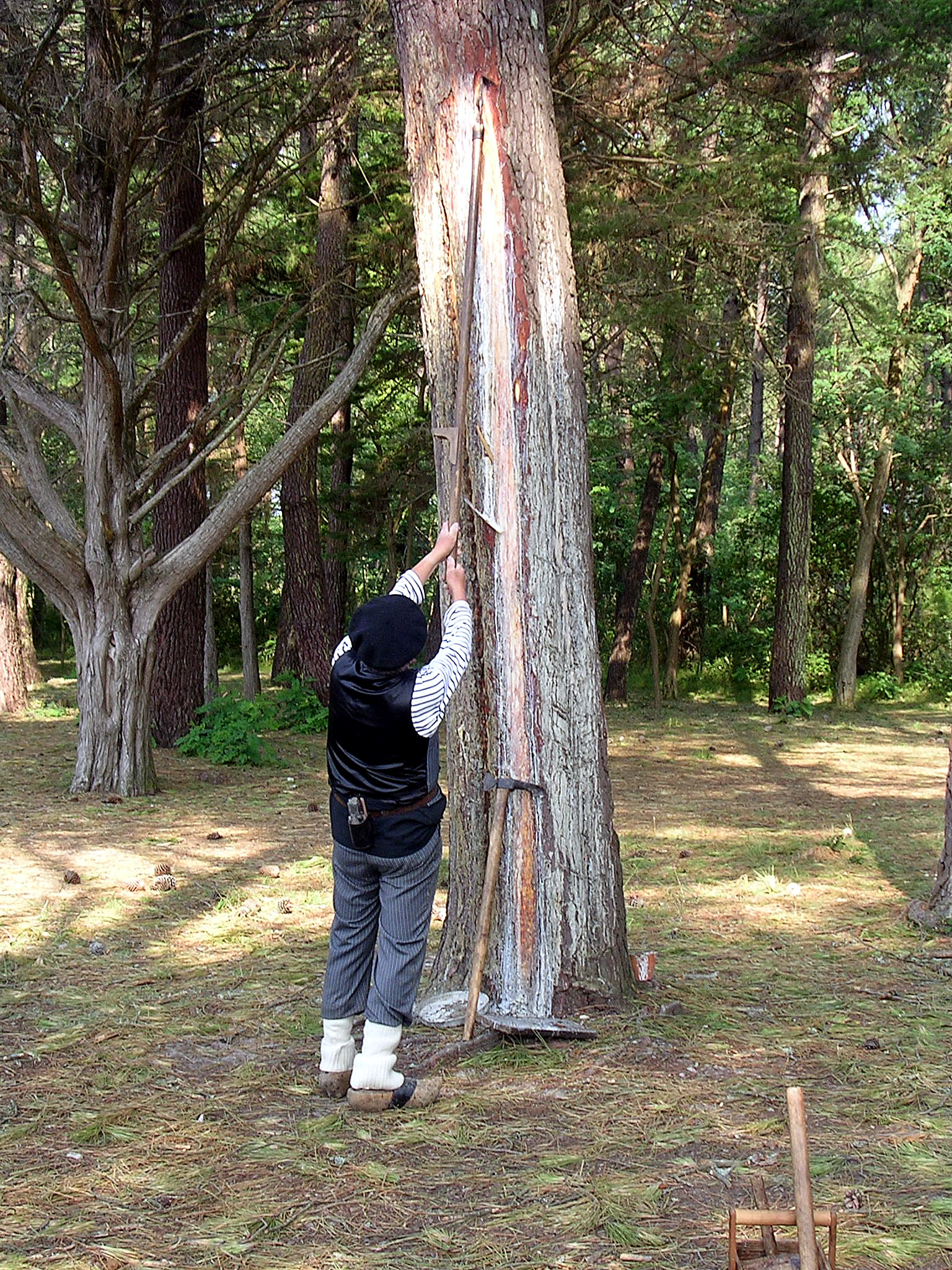
Démonstration de gemmage à la maison forestière de Leslurgues.
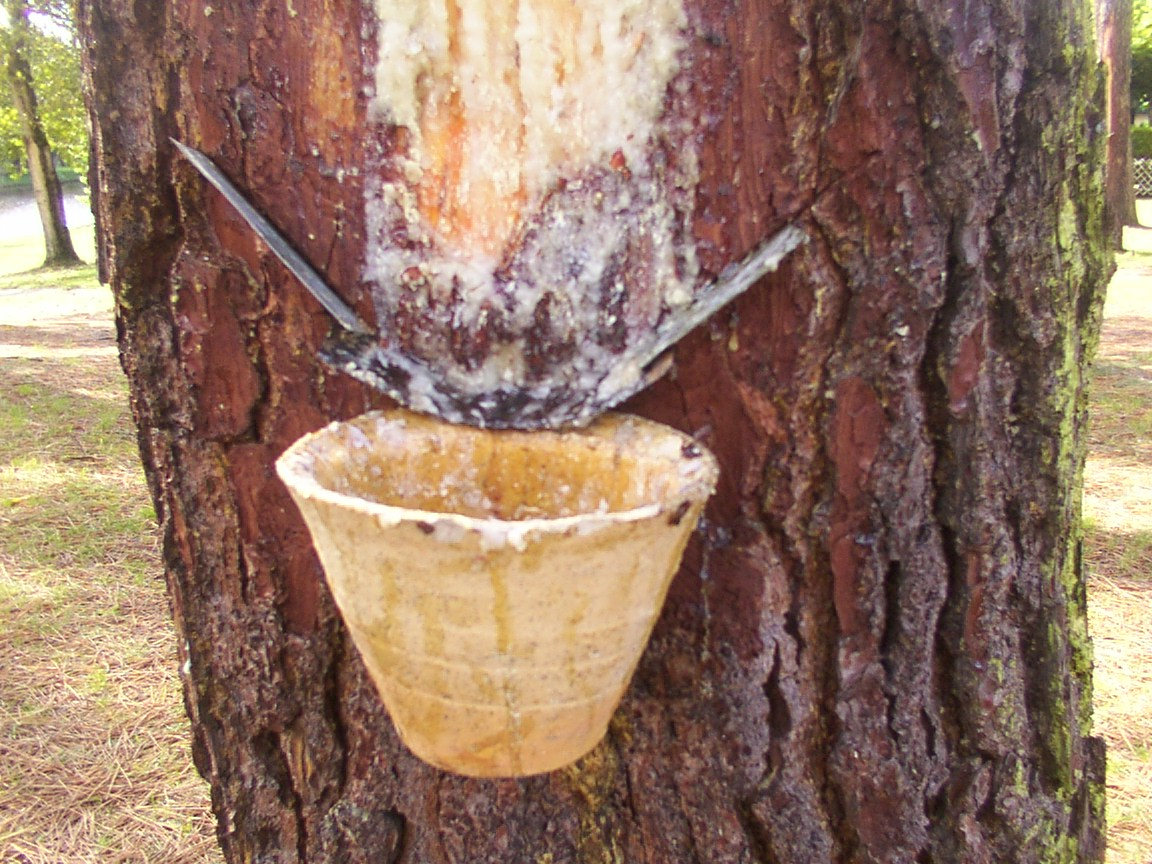
La care et le pot de résine à la maison forestière de Leslurgues.
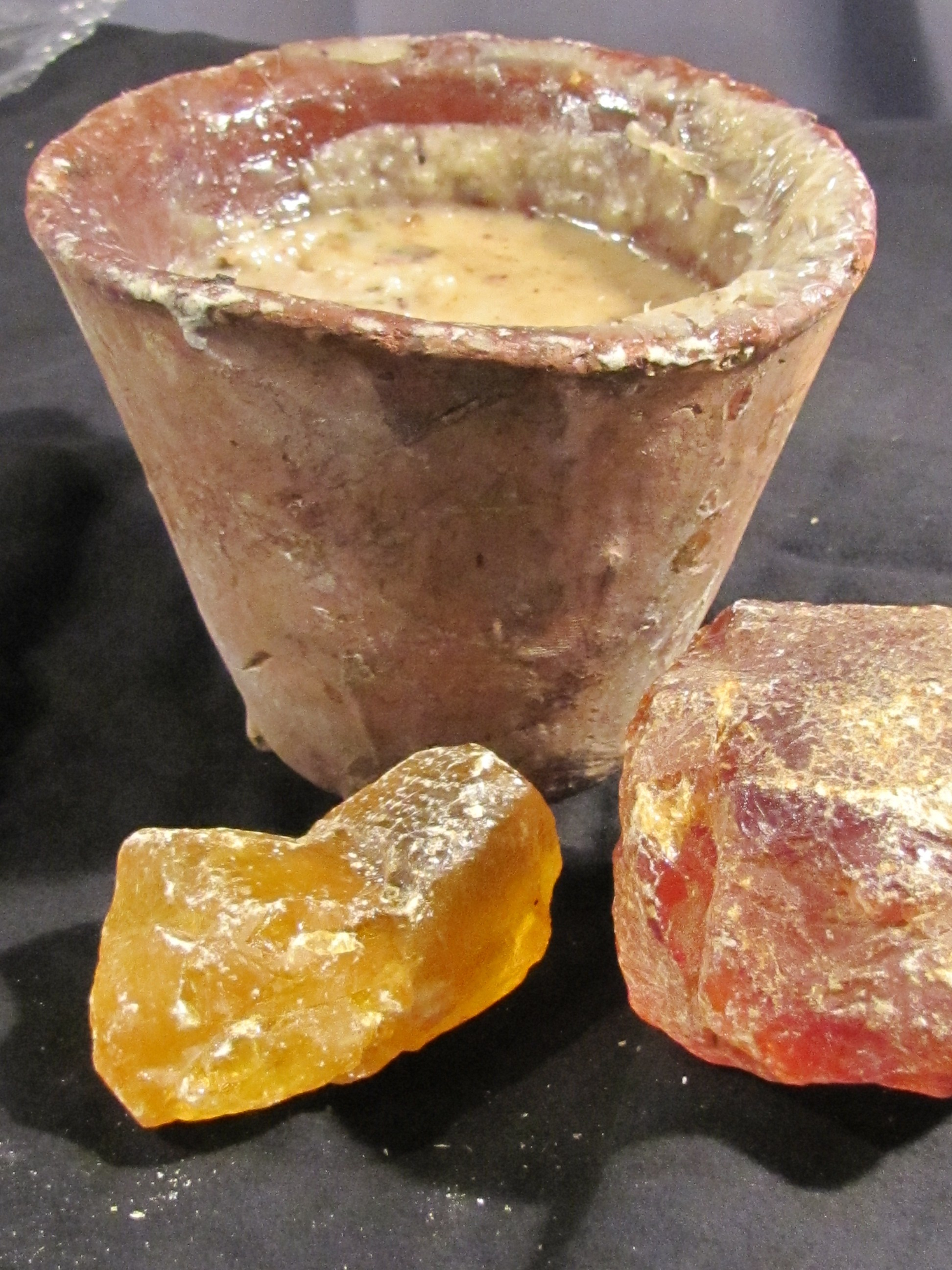
Pot de résine et colophane.

### Tourisme
La création de la station balnéaire de Mimizan-Plage permet de valoriser à partir des années 1880 un littoral jusque-là sous-exploité, hormis une activité de pêche établie sur l'embouchure du courant. Les premiers commerces, hôtels et villas s'établissent à l'arrière du cordon dunaire, au plus près des plages et des gares qui seront érigées quelques années plus tard.
Casino
Un premier établissement de jeu ouvre à Mimizan-Plage dans les toutes dernières années du XIXe siècle. La rue donnant sur son entrée principale prend le nom de rue du Casino. Tout comme le Sporting Casino d'Hossegor qui ouvrira quelques années plus tard, le casino de Mimizan offre la possibilité à sa clientèle fortunée de jouer au tennis, sur les cours attenant donnant sur la rue du Vieux-Marché. Ce casino ferme définitivement fin 2018 pour laisser la place au Stelsia Casino Mimizan, inauguré le 2 février 2019 et appartenant au groupe groupe Philippe-Ginestet.
Camping
Pour les vacanciers occasionnels ou moins fortunés, le camping constitue un moyen de s'offrir quelques jours de vacances en bord de mer. Introduit à Mimizan par la tante du duc de Westminter en 1912, cette pratique trouve ses premiers adeptes qui plantent leur tente en dehors de tout aménagement prévu à cet effet, notamment sur un tuc au bord du Courant à l'emplacement des arènes actuelles, ou dans le sous-bois à l'extrémité de la rue de la Poste, dans le prolongement de la colonie du Pylône. C'est sur ce dernier site qu'ouvrira le premier camping municipal de Mimizan après la Seconde Guerre mondiale, avant d'être déplacé quelques décennies plus tard à son emplacement actuel, plus en retrait du trait de côte. Deux autres terrains de camping sont établis dans la commune, un sur les bords du lac d'Aureilhan près du château Woolsack, l'autre occupant l'ancien site de la marine de guerre allemande pendant la Seconde Guerre mondiale.
Randonnée
La commune est traversée par le sentier de grande randonnée 8

### Autres

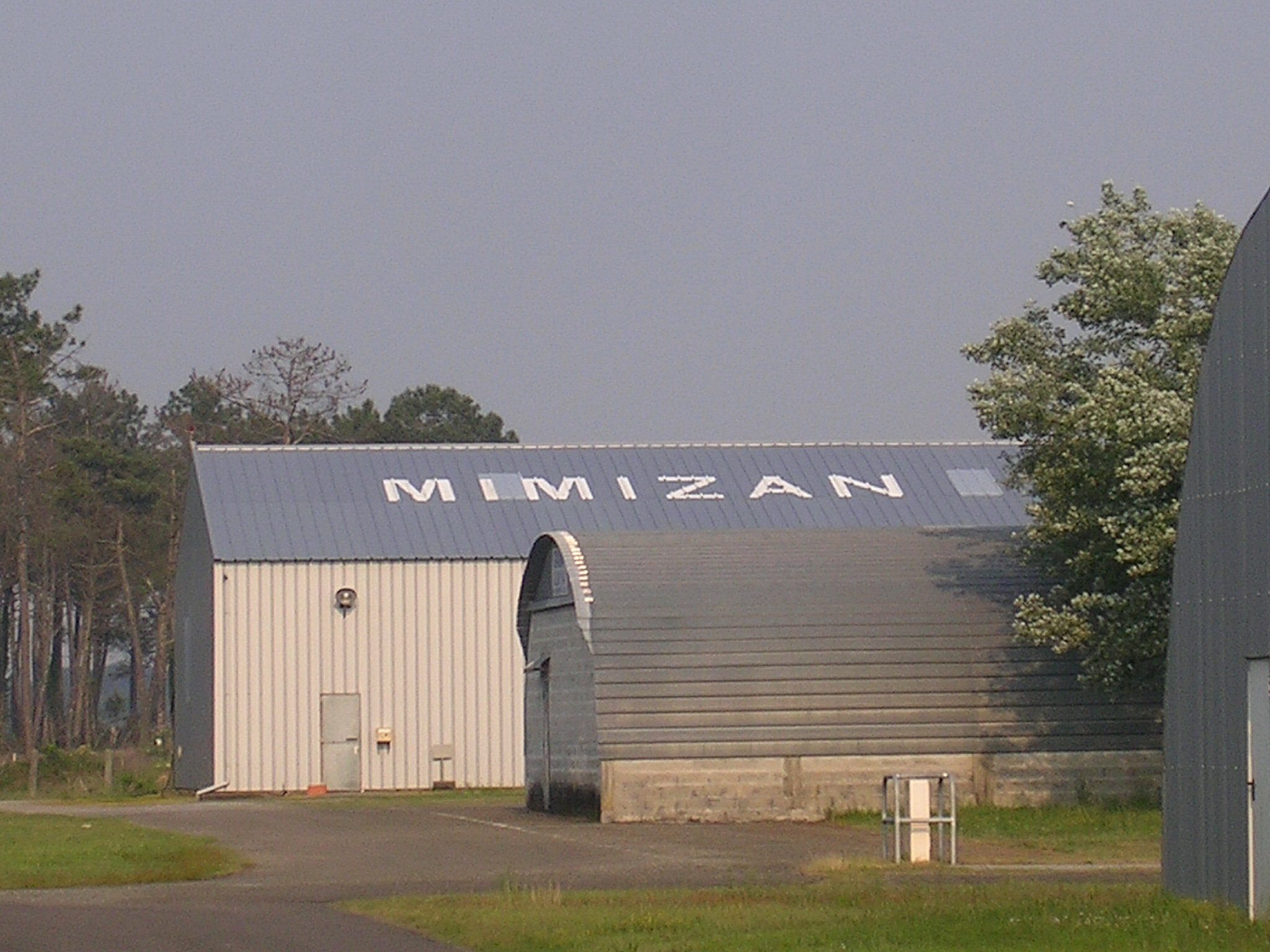
Aérodrome de Mimizan.

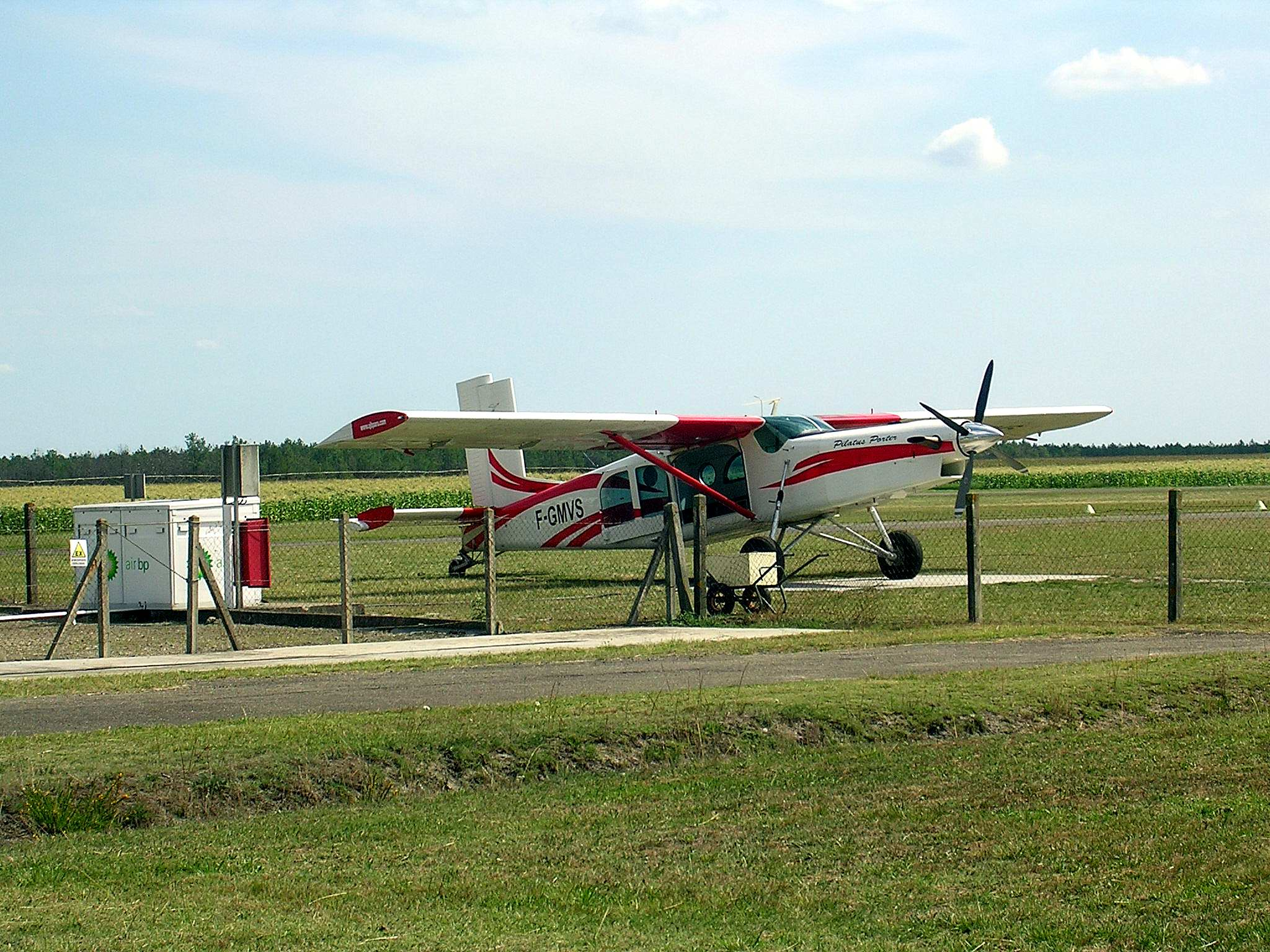
Aérodrome de Mimizan.

- Parc d'activités du Born : terrain destiné à accueillir tous types d'activités, artisanales et industrielles.
- Aérodrome de Mimizan : sa création a été autorisée par arrêté du 12 août 1969[73] et son ouverture à la circulation aérienne publique (CAP) par arrêté du 17 juin 1970[74]. Il porte le nom d’Aérodrome Assolant-Lefèvre-Lotti, commémorant ainsi l’atterrissage forcé de l'Oiseau Canari à Mimizan en 1929.

Le territoire de la commune de Mimizan se situe dans le périmètre des Indications géographiques protégées suivantes :
- « Asperge des Sables des Landes »[75]
- « Bœuf de Bazas »[76]
- « Canard à foie gras du Sud-Ouest »[77]
- « Jambon de Bayonne »[78] (zone de production des porcs)
- « Volailles de Gascogne »[79]
- « Volailles des Landes »[80]

## Jumelage

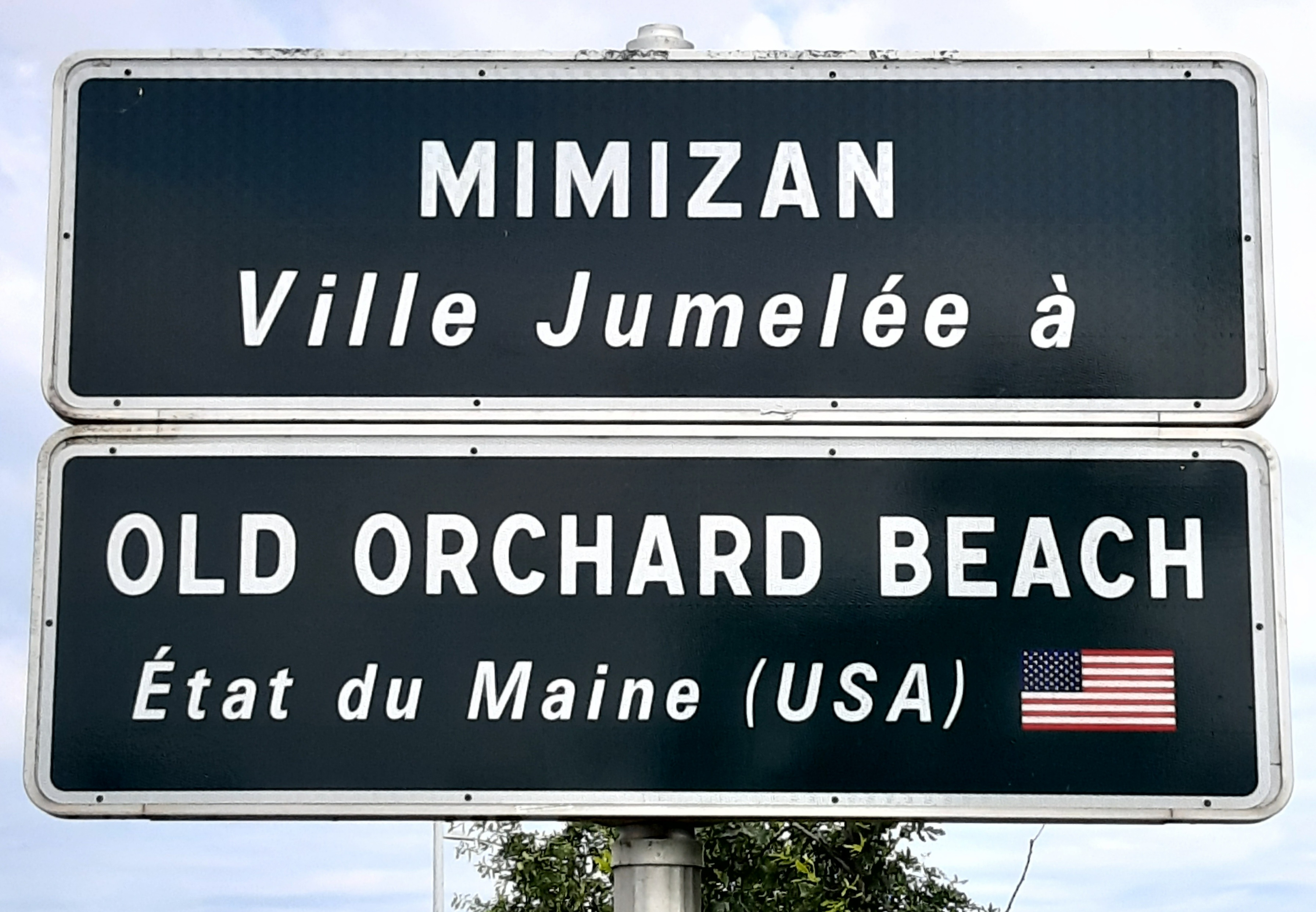
Panneau d'entrée de ville de Mimizan, jumelage avec Old Orchard Beach (Maine, USA)

Old Orchard Beach (États-Unis) depuis le 16 juin 1989, pour célébrer le soixantième anniversaire de la première traversée française sans escale de l’Atlantique Nord dans le sens ouest-est, réalisée à bord de l'Oiseau Canari, parti d'Old Orchard Beach le 13 juin 1929 et atterri à Mimizan le 16 juin 1929.

## Lieux et monuments

### Musées
- Maison du patrimoine de Mimizan
- Musée du clocher-porche

### Patrimoine religieux
Mimizan-Bourg
- Clocher-porche de l'ancienne église prieurale de Mimizan, (XIe-XIIIe s.), classé par les monuments historiques partiellement en 1903 et entièrement en 1990[82], classé au patrimoine mondial de l'humanité par l'Unesco en 2000 au titre des chemins de Saint-Jacques-de-Compostelle en France
- Église Notre-Dame-de-l'Assomption (1887-1891)

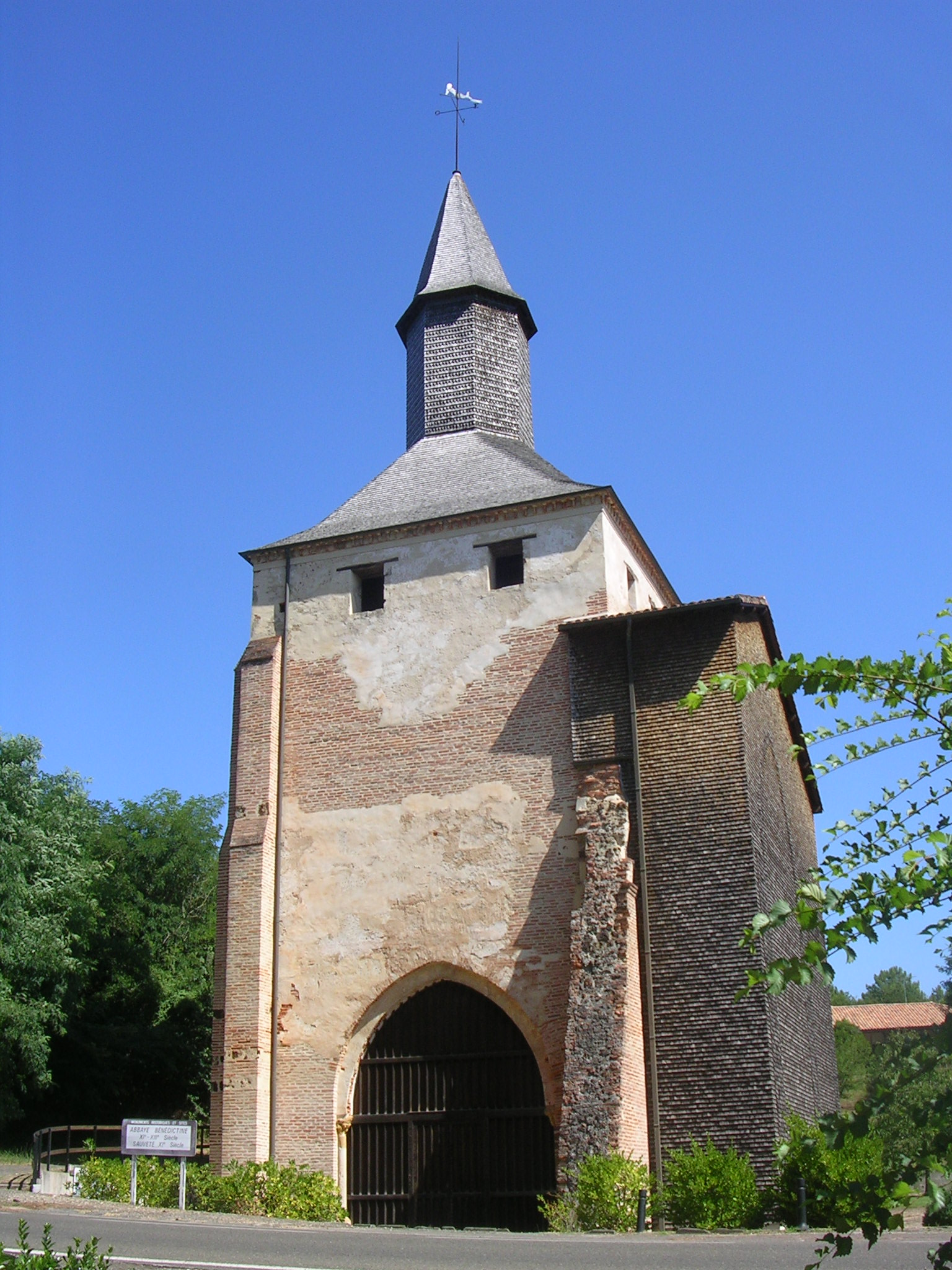
Clocher porche de Mimizan.
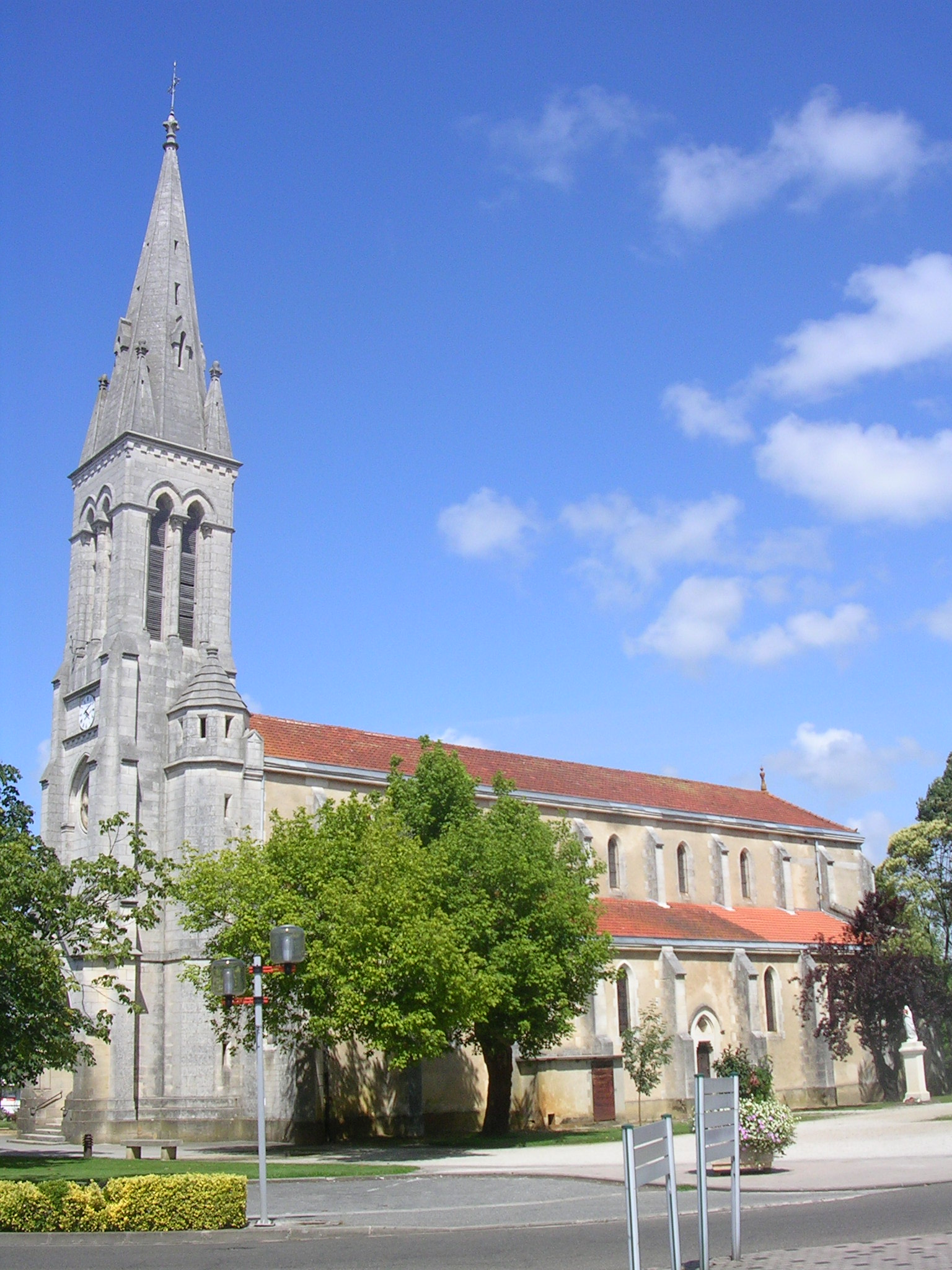
Notre-Dame du Bourg.

Mimizan-Plage
- Église Notre-Dame-des-Dunes (1967-1968)
- Chapelle à la mer, ancienne chapelle en bois (1896)
- Source Notre-Dame, réputée soigner la « couleuvre », appellation populaire de la diarrhée des enfants, et les maladies des yeux[83]. Petit monument en garluche orné de statues de la Vierge à qui elle est dédiée et d'un crucifix, cette fontaine est édifiée en 1967 le long du courant près de la papeterie, au pied du tuc d'Udos, en un lieu qui commémore l'endroit où une femme fut guérie d'une maladie de peau vers 1907[84].

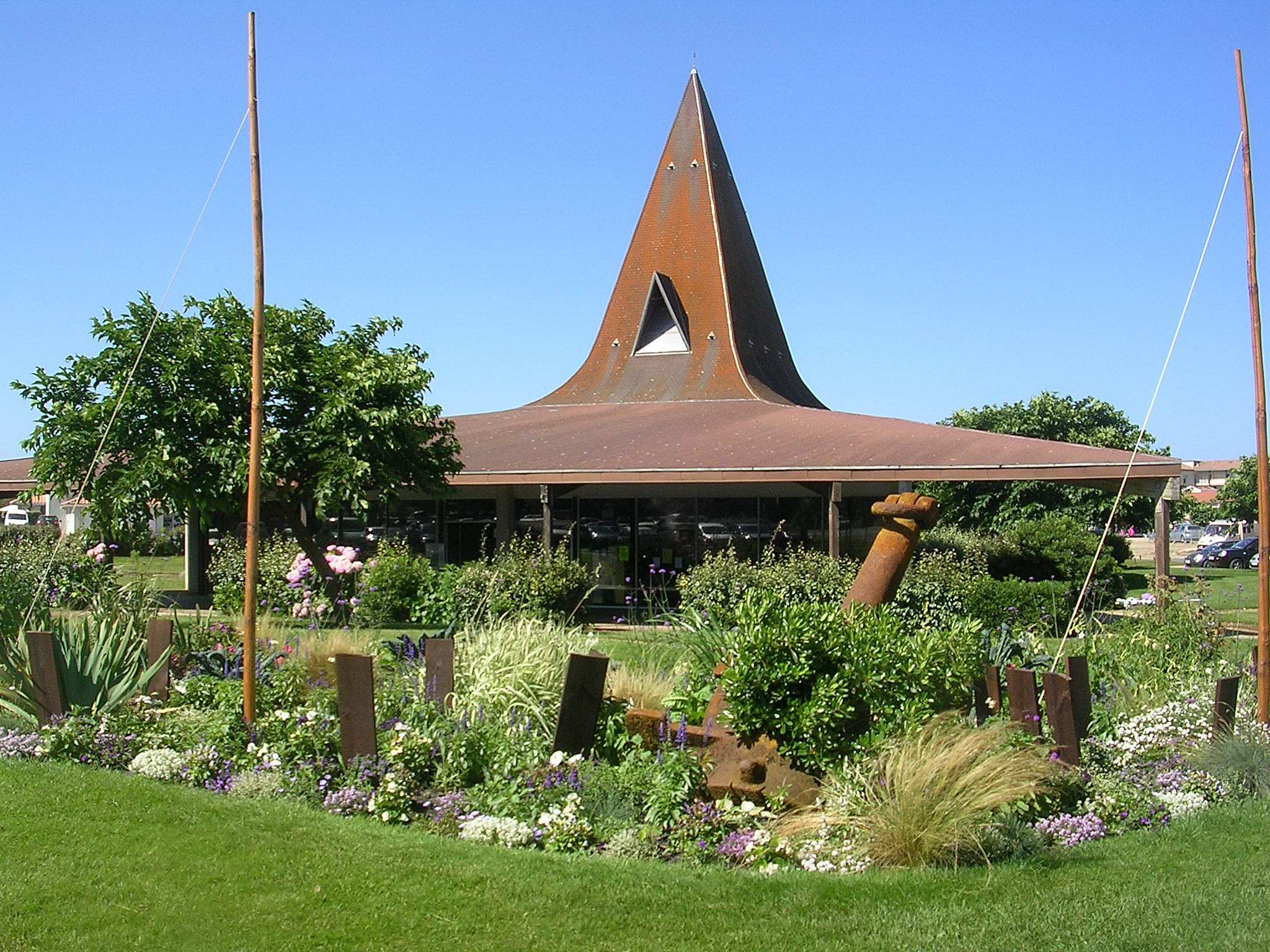
Église Notre-Dame-des-Dunes.
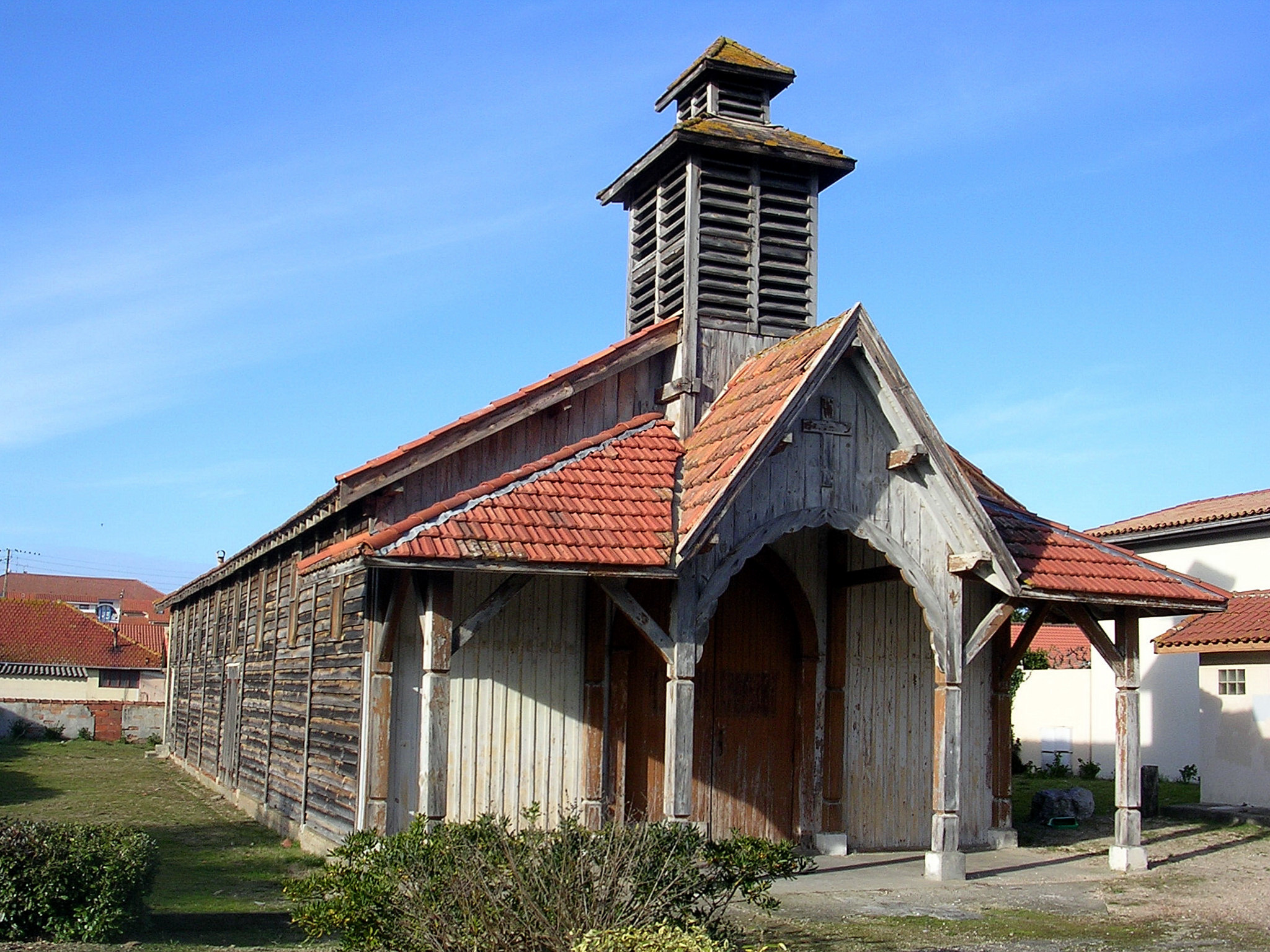
Ancienne chapelle en bois construite en 1896 dite chapelle à la Mer.
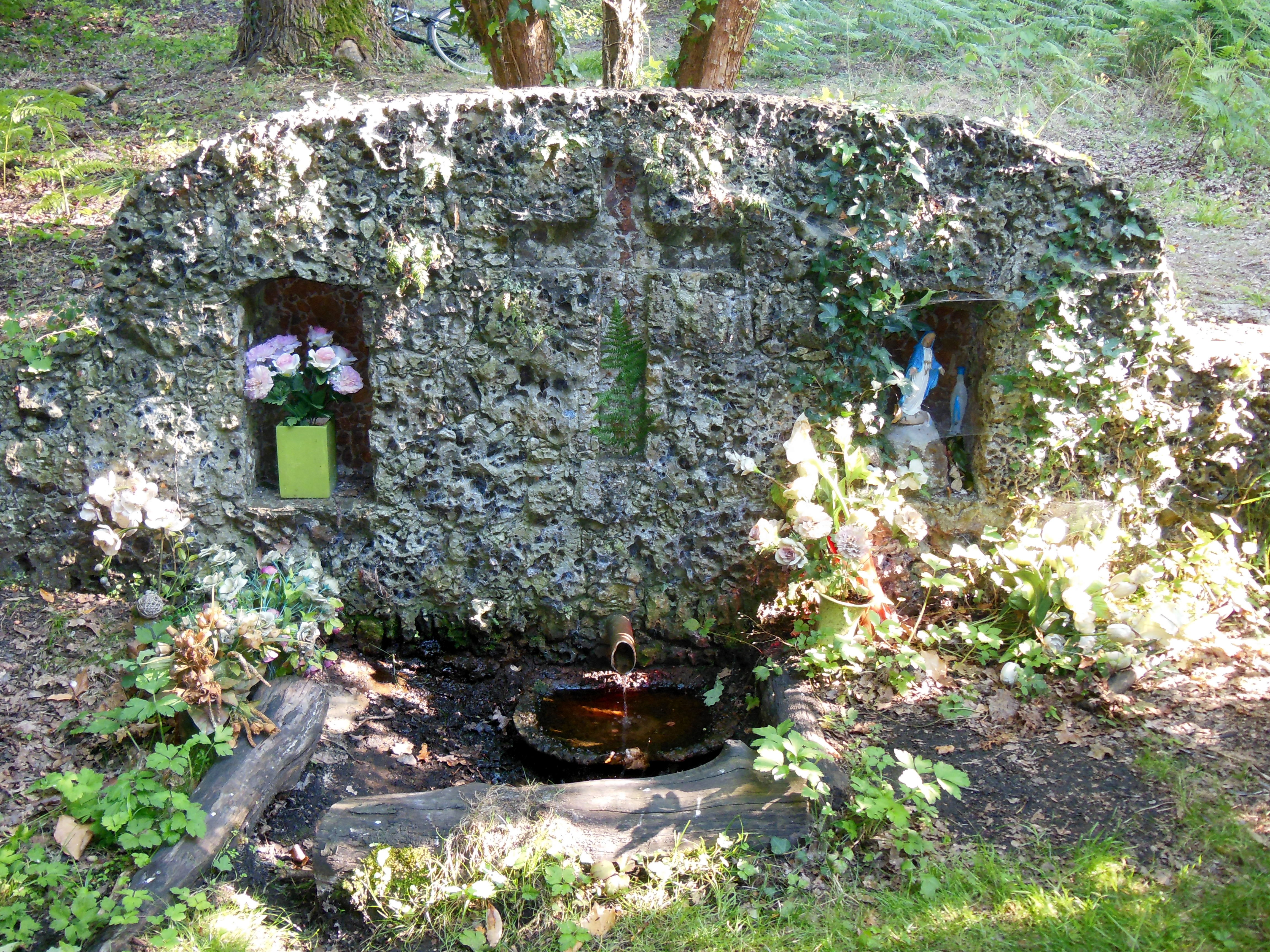
Source Notre-Dame.

### Patrimoine civil
- Château Woolsack, pavillon de chasse construit en 1911 par Hugues Richard Arthur Grosvenor, deuxième duc de Westminster, le quartier anglais et ses dépendances.
- Les cinq pyramides de sauveté restantes, construites en garluche et datant de 1009, inscrites aux Monuments historiques par arrêté du 13 juin 1941[85].
- Le monument des Ailes : trônant devant l'océan, face à la plage des Ailes, le monument commémore un fait divers qui s'est transformé en exploit : l'atterrissage forcé de l’Oiseau Canari sur cette plage de Mimizan, le 16 juin 1929. L'équipage, parti trente heures plus tôt de Old Orchard Beach, avec la volonté de traverser l'Atlantique Nord, a dû se poser à cet endroit à la suite d'une panne de carburant, causée notamment par la présence à bord d'un passager clandestin. Érigé à l’initiative d'Henri Farbos, pionnier de l’aviation dans les Landes, le monument est dessiné par l’architecte Pierre Despruneaux, et inauguré le 21 juin 1931[86].

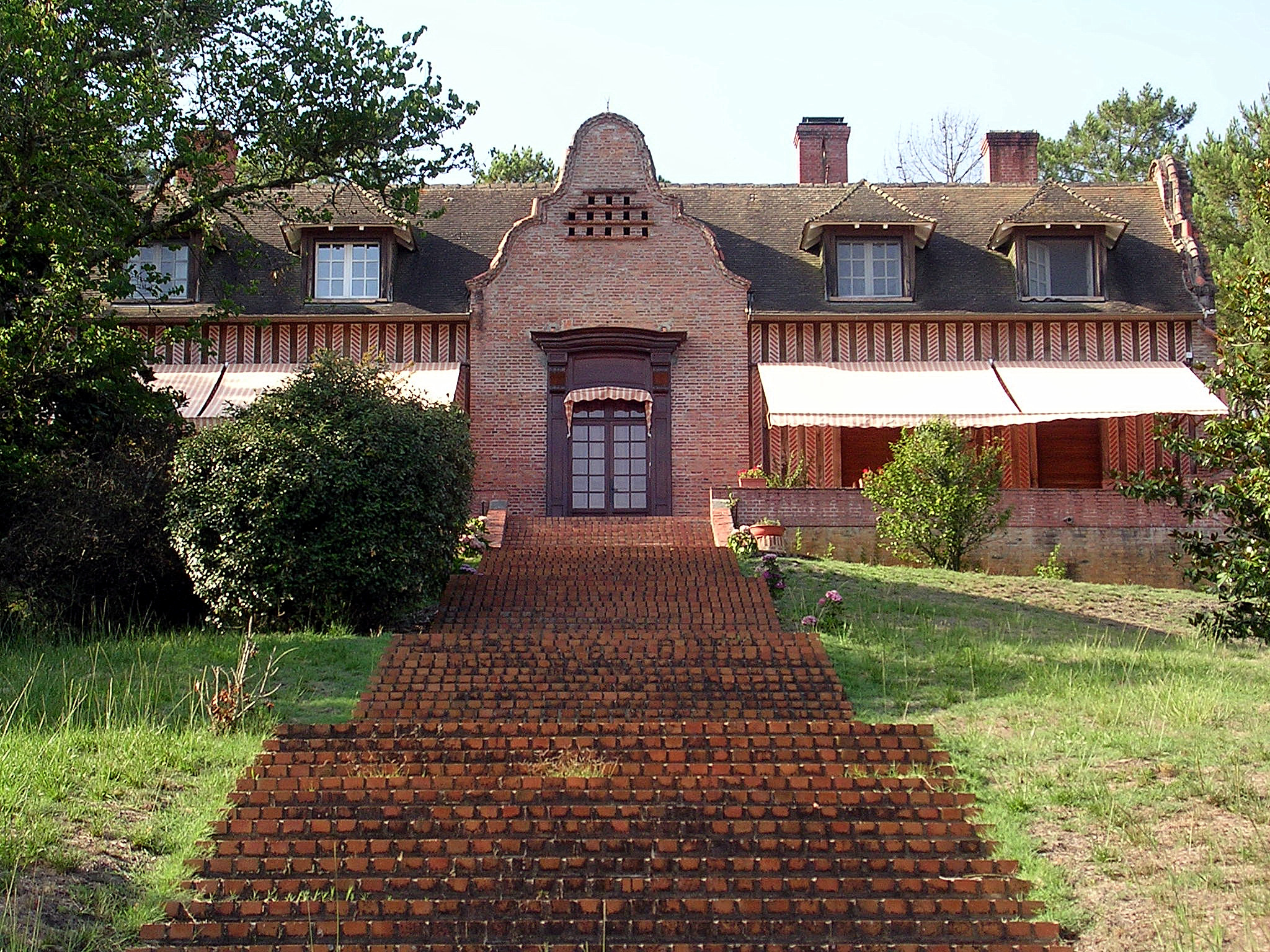
Woolsack, site classé.
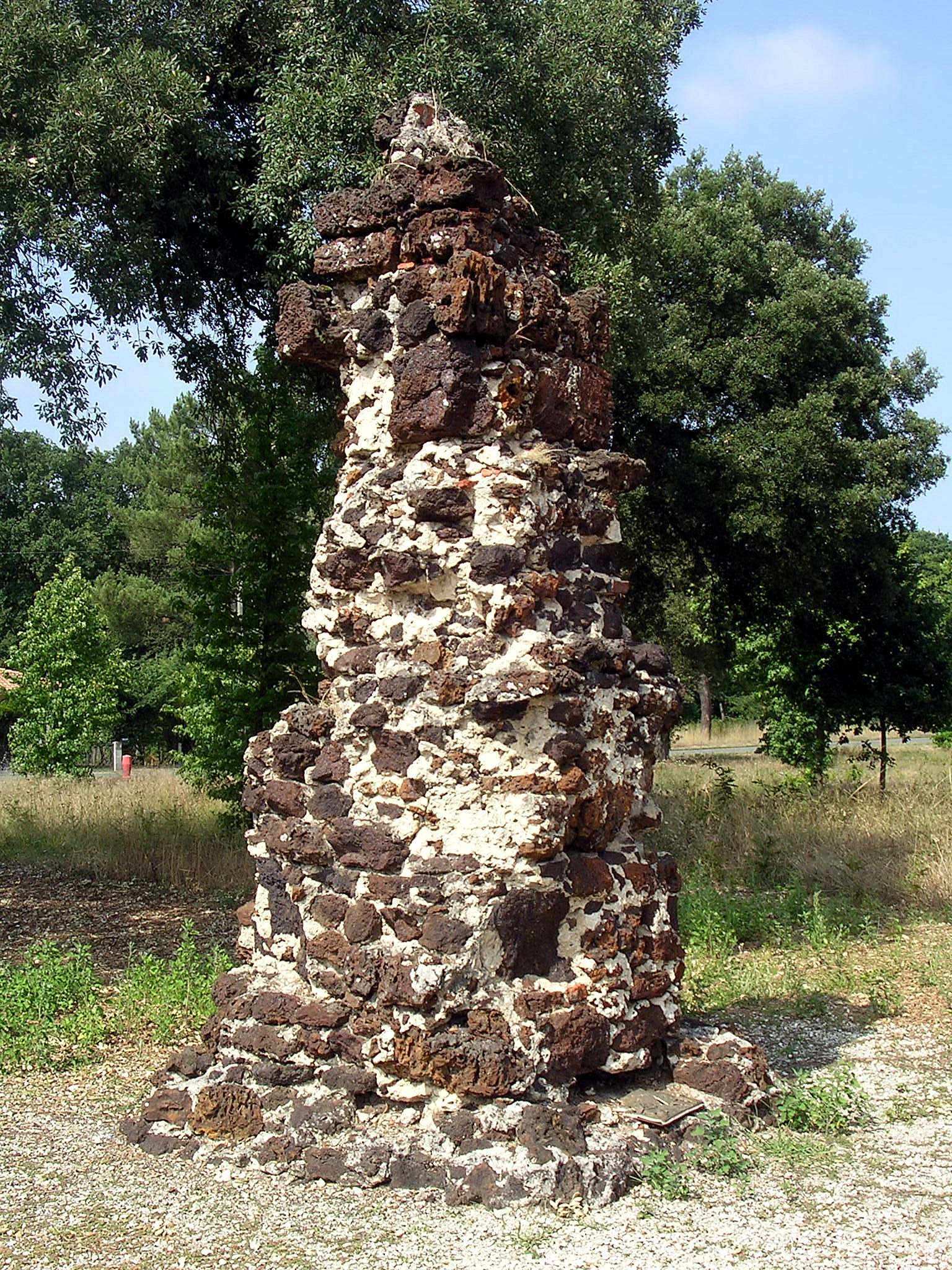
Borne de sauveté en garluche.
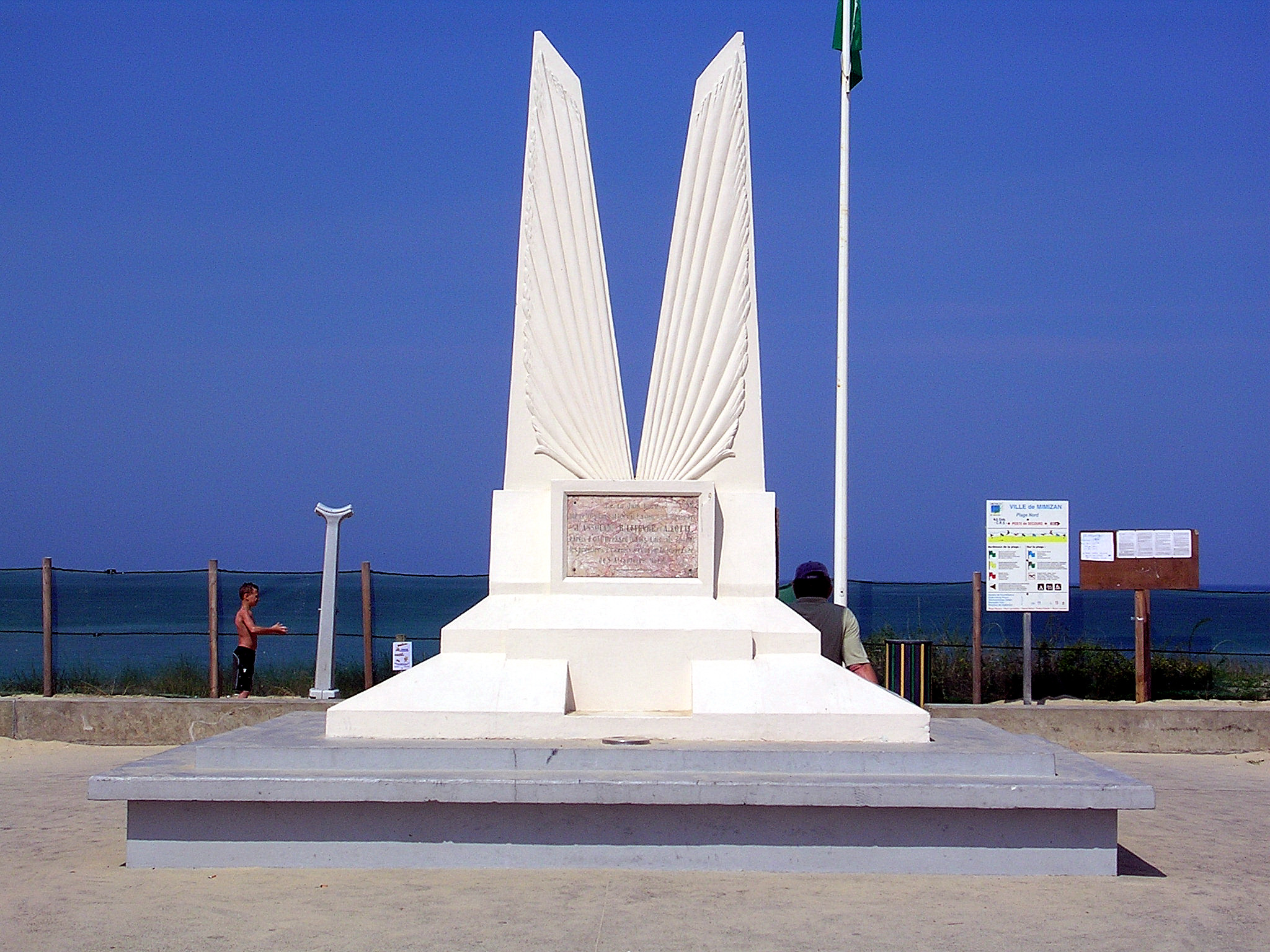
Les ailes, inaugurées le 21 juin 1931.
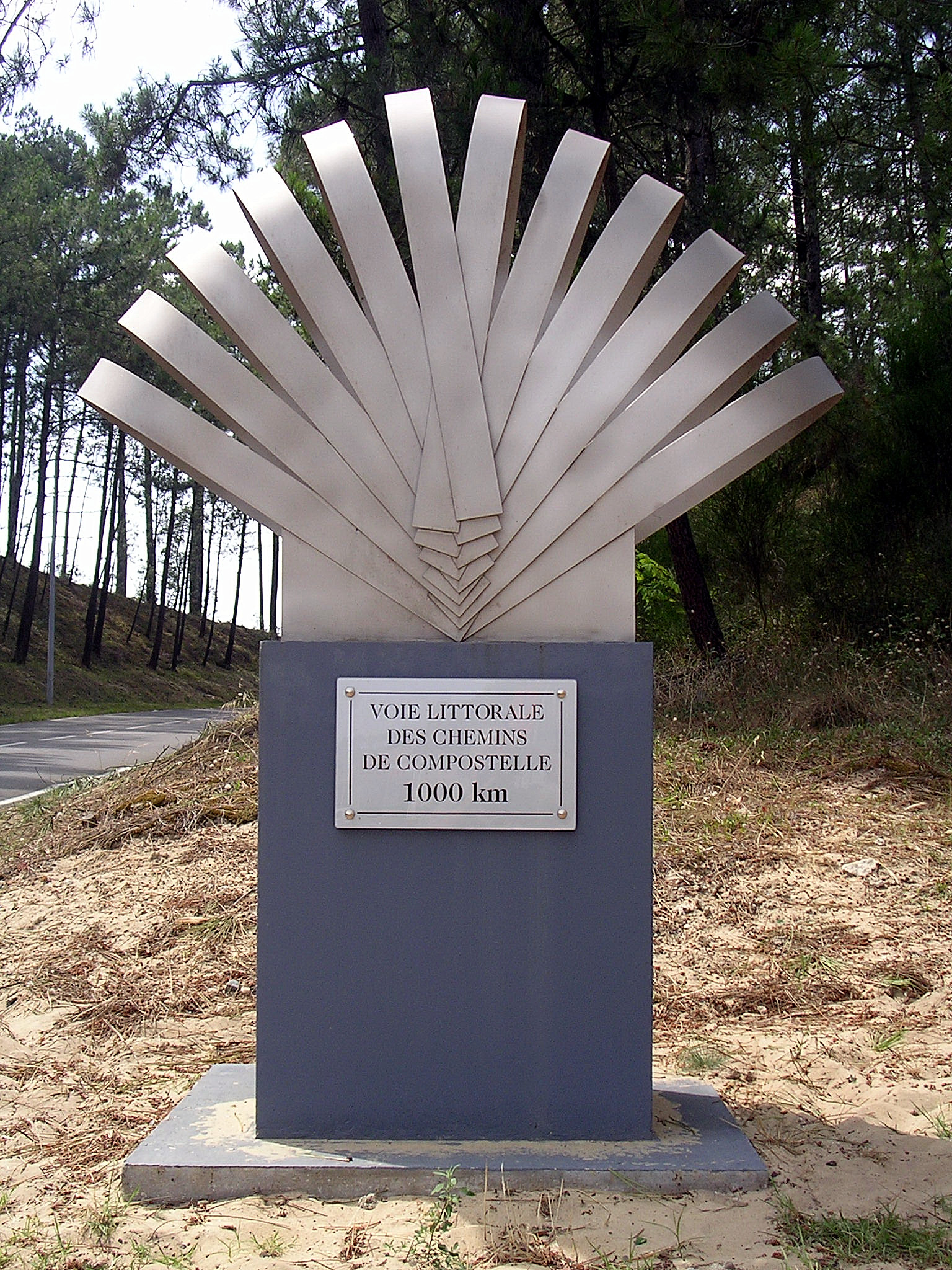
Borne des 1 000 km de Saint-Jacques.

- À noter le bureau de poste Art déco de Mimizan-Bourg, construit dès 1889. Le bâtiment d'origine comporte un bureau avec guichets, une salle d'accueil du public et le logement de fonction du receveur. Toujours situé au même endroit, sur un terrain offert par la famille Marrast, le bureau subit des modifications et aménagements au cours des années.
- Le marché couvert de 1931 et celui de 1905.
- Selon la tradition, la dune d'Udos était un lieu de sabbat[87].
- L'ancien centre d'hydrothérapie, construit en 1923.
- Villa La Vigie, à l'angle du courant et de la plage de la Garluche au Nord (une des plus anciennes de Mimizan-Plage).
- La plus vieille maison de Mimizan est une bâtisse du XVIe siècle située à l'est de la place de l'ancien prieuré. Il s'agit de l'ancien dortoir des moines et de la cantine de l'armée d'occupation pendant la Seconde Guerre mondiale
- Lavoirs de Cadette (jadis appelé lavoir de Quinine, ou lavoir Courbin) et du Petit-Bourg (également dit de Bel-Air ou lavoir du cimetière) : les lavoirs sont introduits en France à la faveur du courant hygiéniste du XVIIIe siècle et se développent principalement au XIXe siècle. Construits le long des ruisseaux, en aval des prises d'eau des villages, ils offrent un confort de vie et un lieu de sociabilisation aux femmes qui viennent y faire leur lessive. Les communes sont majoritairement équipées à partir des années 1850. Le lavoir de Cadette est construit en 1828 à Mimizan-Bourg sur le ruisseau de Notre-Dame, le lavoir du Petit-Bourg (ou de Bel-Air) entre 1828 et 1829 sur le ruisseau de Tirelagüe. De construction simple en planches de pin, ils offrent un abri aux femmes du village[88].

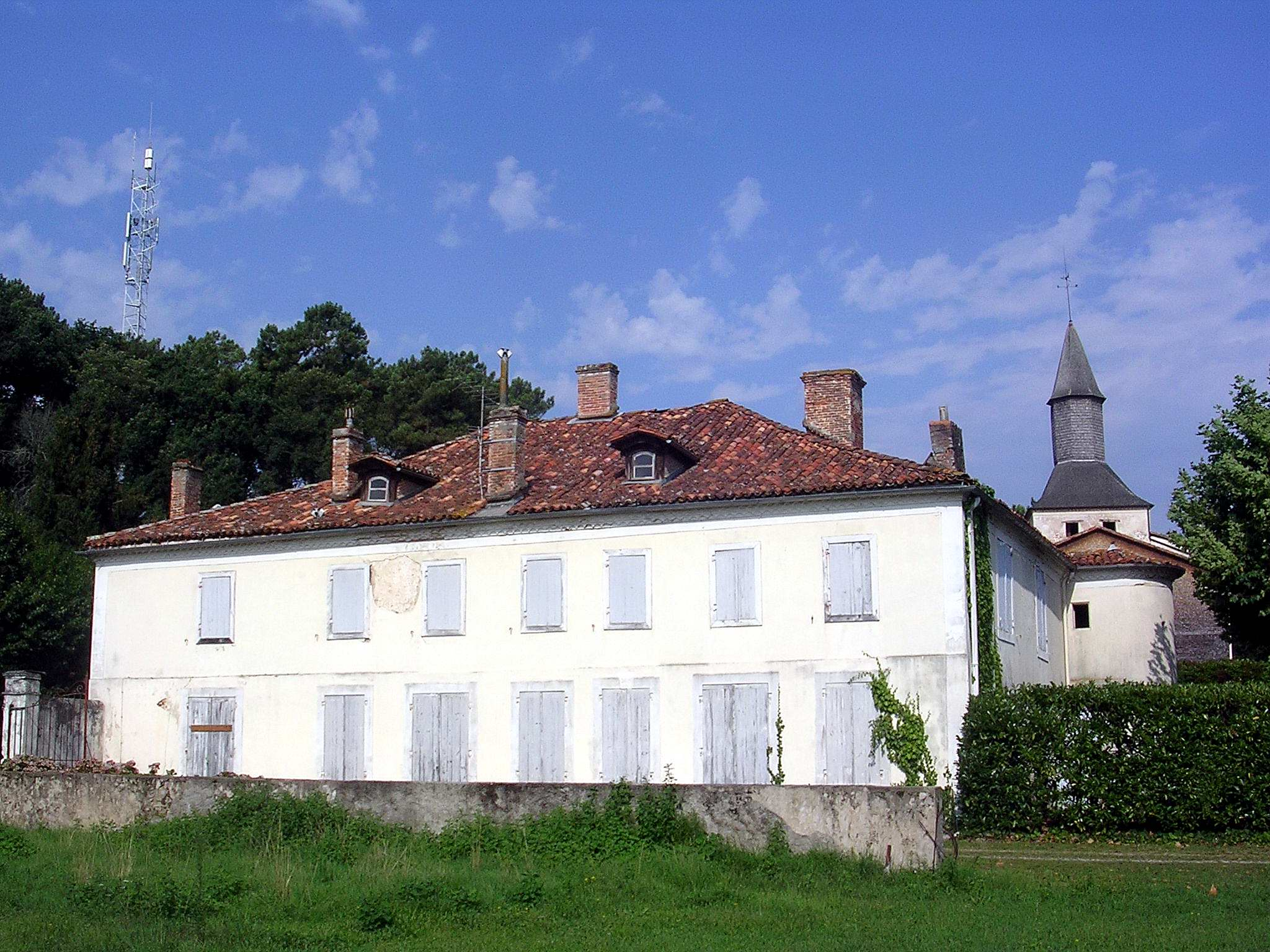
Maison noble du XVIe siècle, la plus ancienne de Mimizan, ayant certainement servi à loger les moines du prieuré bénédictin.
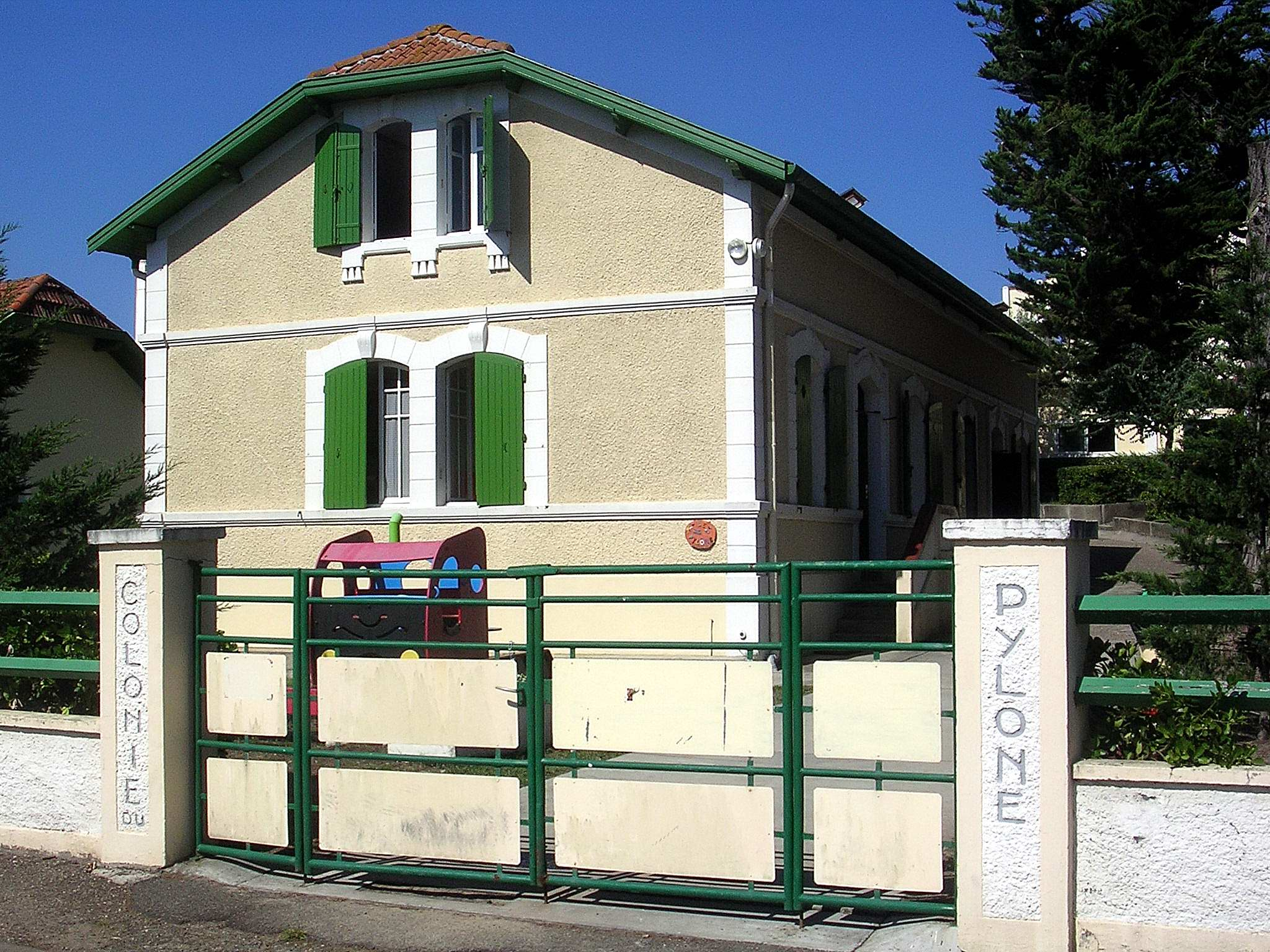
Colonie du Pylône, louée par Coco Chanel de 1924 à 1930 pour y loger ses couturières et mannequins en vacances.
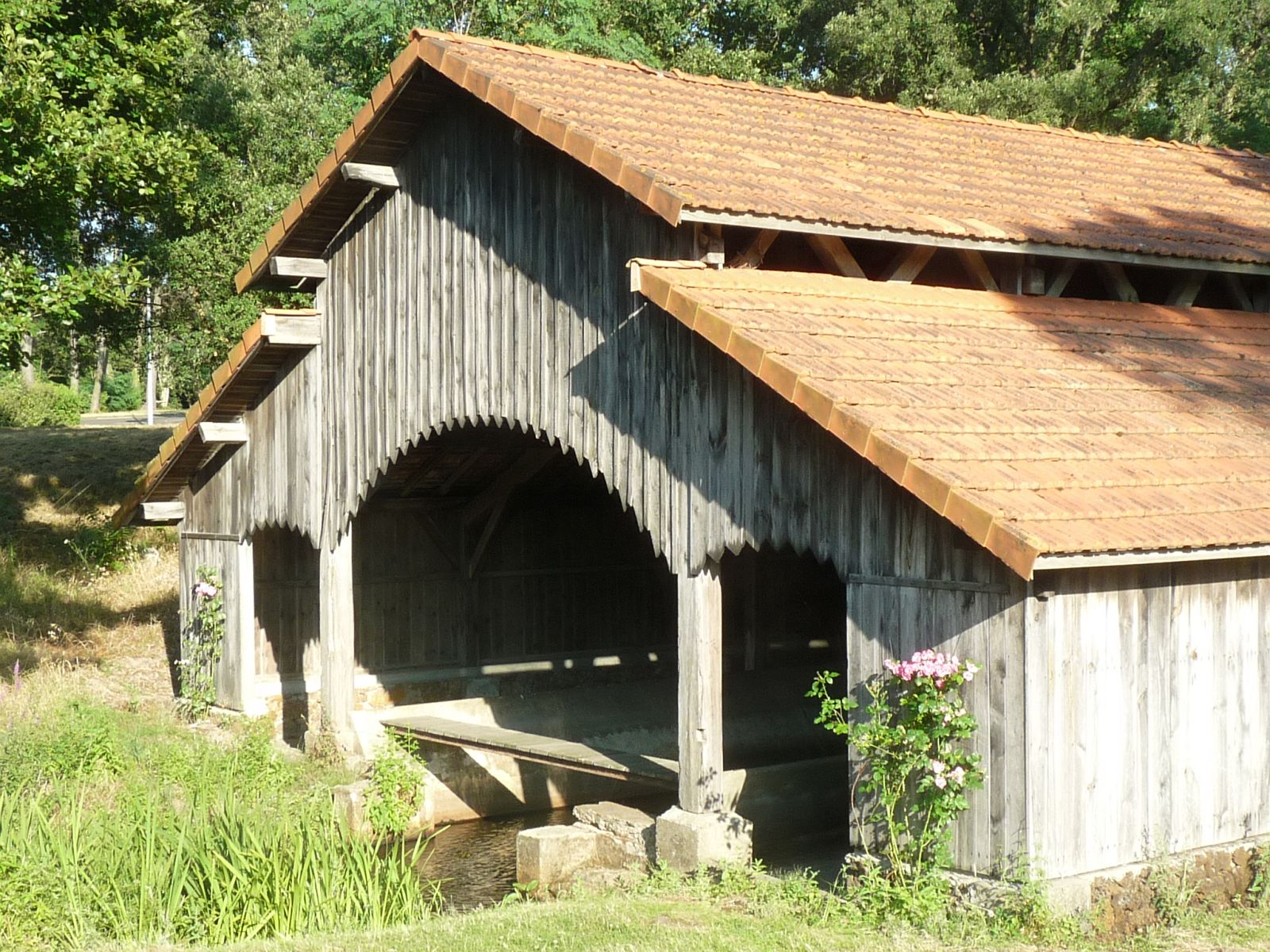
Lavoir du Petit-Bourg (également dit de Bel-Air), en planches de pin (1828-29 - face à l'ancien cimetière) alimenté par les eaux du Tirelagüe.
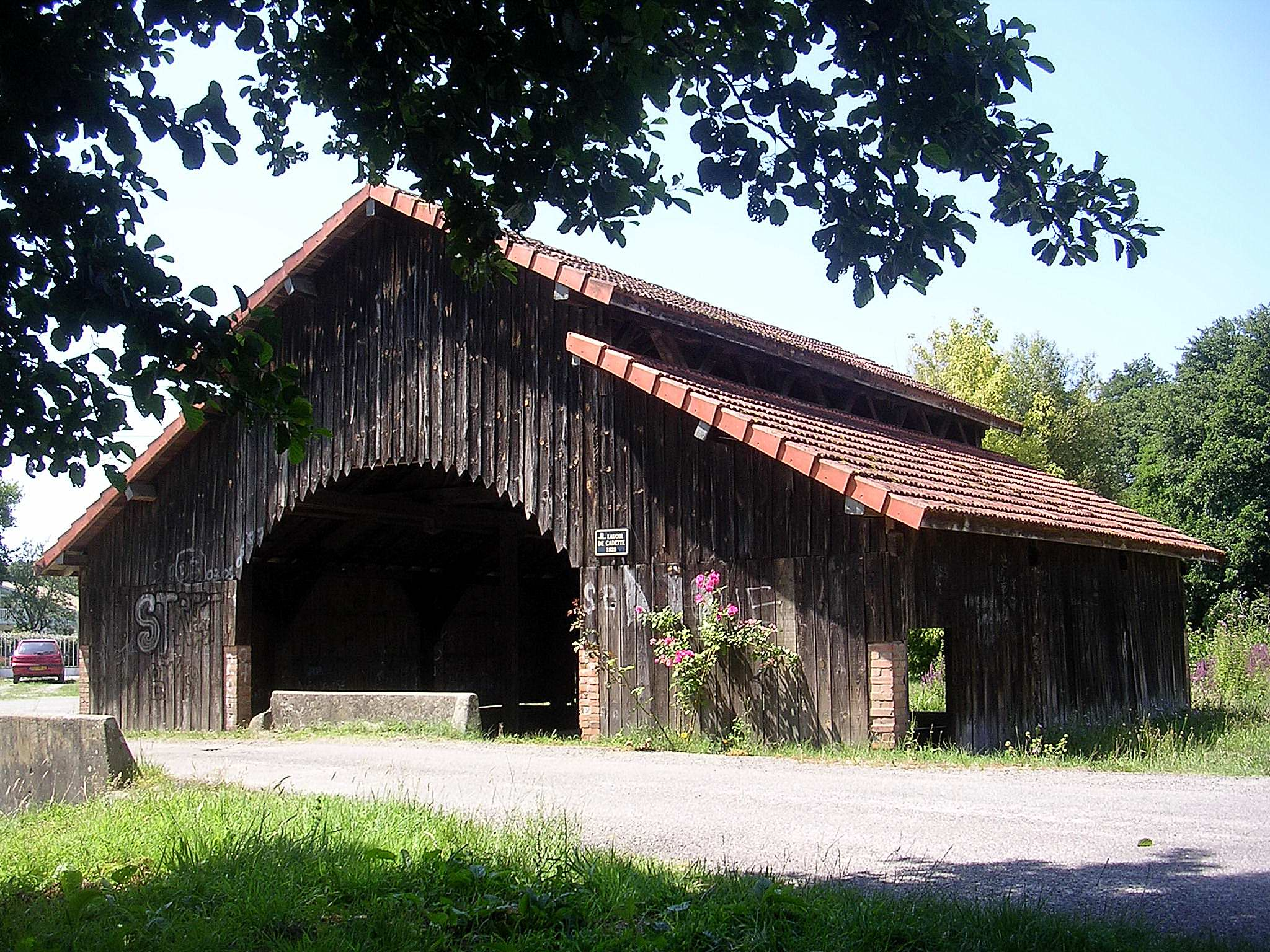
Lavoir de Cadette (1828 - rue du Lavoir), alimenté par le ruisseau Notre-Dame.

## Sports

### Clubs
- l'Union athlétique mimizannaise, club de rugby à XV.

### Équipements sportifs
- Fronton de Mimizan-Bourg (1985)
- Piste de rampeau
- Sept pistes cyclables desservant 60 km passent par la commune. La véloroute EuroVelo 1 (Vélodysée) traverse Mimizan
- 40 km de sentiers pédestres, parmi lesquels le sentier de 3,6 km des étangs de la Malloueyre, celui de 12 km faisant le tour complet du lac d'Aureilhan ou encore le sentier de l'Aigrette, formant une boucle de 4 km au bord du Courant
- Base de loisirs du lac d'Aureilhan avec un centre nautique
- Le golf de Mimizan, construit en 1986 en commençant par le practice (pour l'entrainement), suivi par l'aménagement du club-house et terminé par le parcours final de 9 trous, est un ensemble communal géré et entretenu par la municipalité. Ce parcours de 3,5 km se joue théoriquement en 2 heures avec un « par » à 36 (score idéal 72 sur 18 trous). Le Golf-Club de Mimizan l'utilise sportivement pour ses adhérents et différentes compétitions qu'il organise tout au long de l’année sur une dizaine de golfs landais
- Gymnase
- Dojo
- Complexe tennistique Pierre Boyau : 10 courts dont 2 couverts (synthétique) et 8 découverts (terre battue et béton poreux).
- Terrains de rugby et de football
- Skate park
- Pas de tir à l’arc
- Terrains de pétanque au Bourg et à la Plage
- Arènes de Mimizan (inaugurées le 28 juin 1970, elles comptent 3000 places). Depuis 2011, des corridas ont eu lieu
- Mimizan compte en plus six écoles de surf : Maeva Surf Club, Mimizan Surf Avademy, École de Surf Silver Coast, École de Surf de la Garluche, École de Surf de Lespecier, Watu Surf School

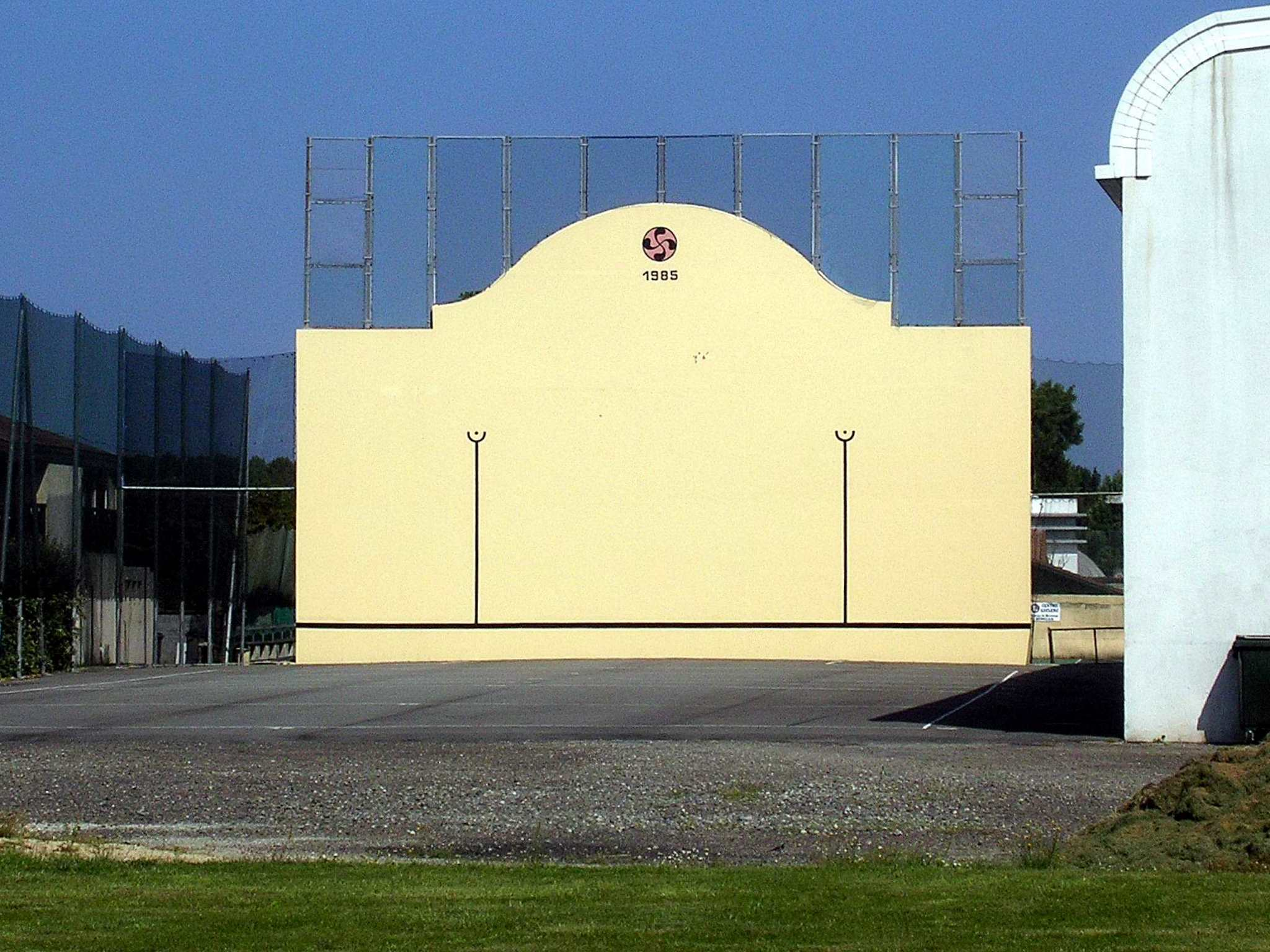
Fronton de Mimizan-Bourg (1985).
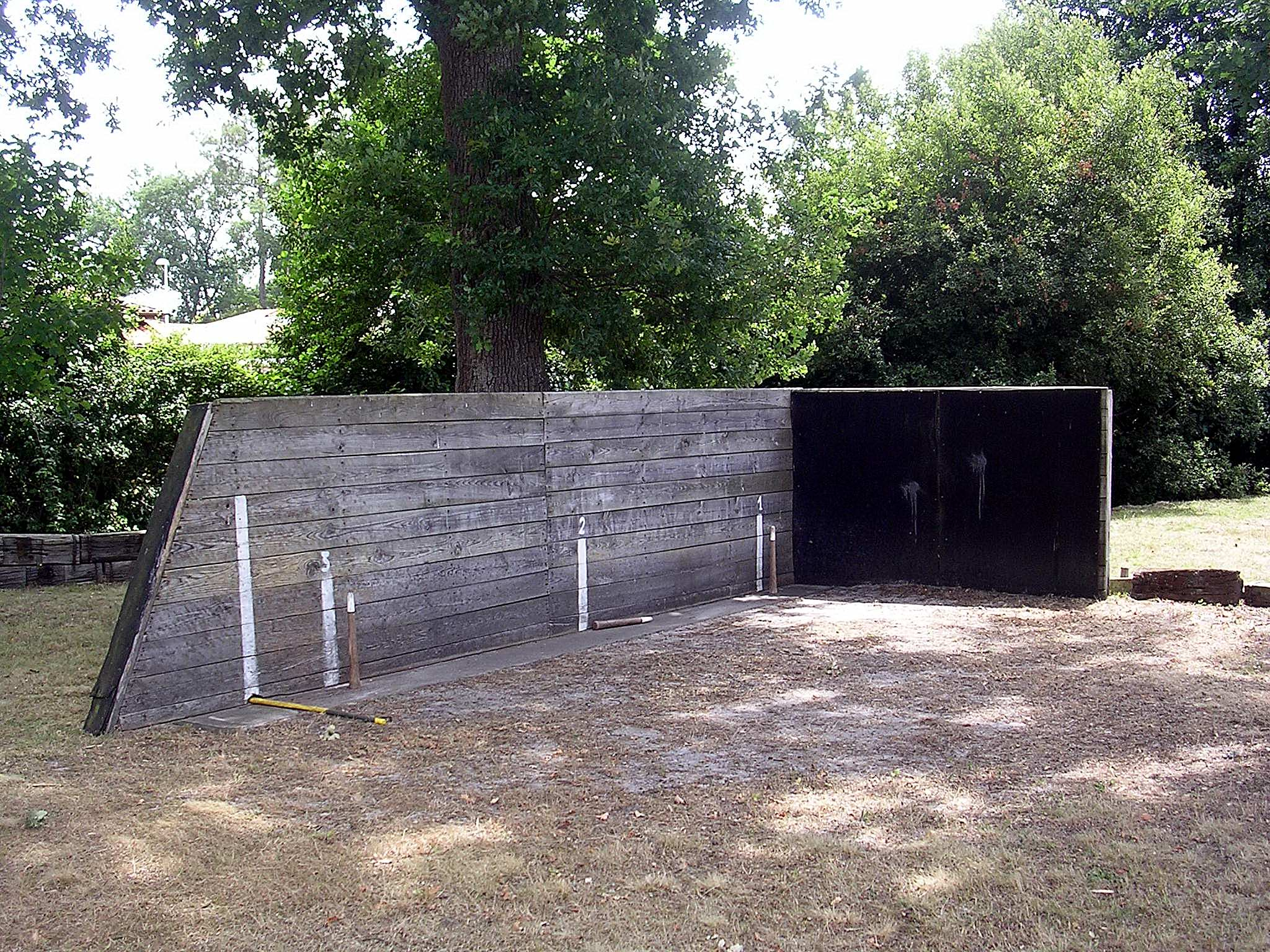
Piste de rampeau, jeu de quilles landais (chemin du Tuc).
Arènes de Mimizan, vue intérieure sur le ruedo et les gradins.

## La Promenade Fleurie

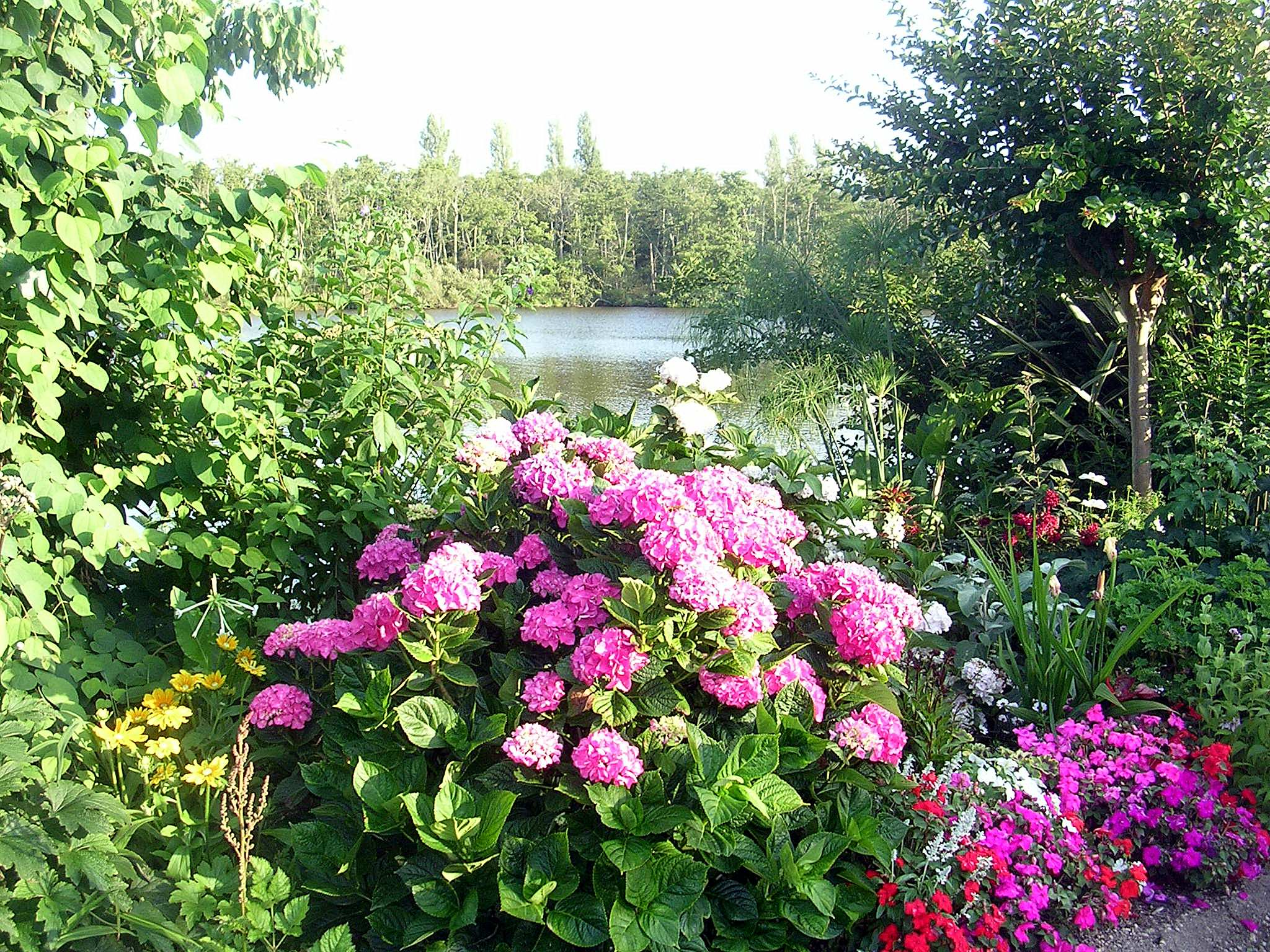
Promenade fleurie du lac d'Aureilhan.

La Promenade Fleurie est un site floral créé par la municipalité dans les années 1970-72, situé au bord du lac d'Aureilhan (côté Mimizan bourg) ouvert au public toute l’année. Cette promenade aménagée sur 800 m permet la découverte de plus de 400 espèces de végétaux. Elle est qualifiée en 2001 comme l’un des plus beaux sites fleuris de France et permet dès 1994 à Mimizan d’obtenir sa 4e fleur au Concours des Villes et Villages Fleuris (renouvelée en 2024). En 2020, elle obtient le trophée "Fleur d'Or" des Villes et Villages Fleuris.

## Événements

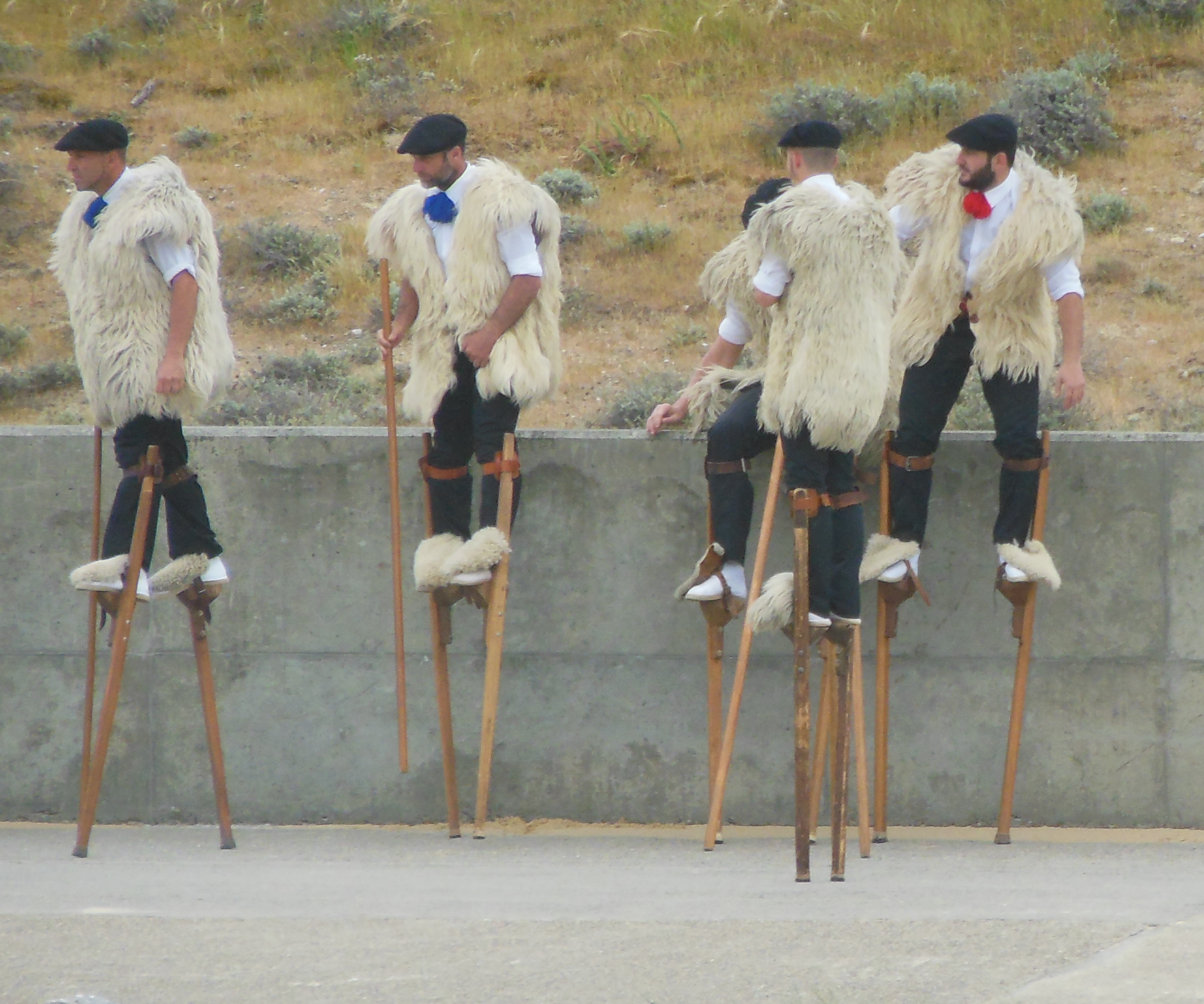
Echassiers landais lors de la fête de la Mer.

- Fête de la mer de Mimizan, chaque année le 1er mai
- Le National de pétanque fin août/début septembre, qui réunit sur trois jours de compétition quelque 250 compétiteurs
- Triathlon de Mimizan
- Tournoi Open d'été organisé par le Tennis Club Mimizan
- Compétitions de surfs et de bodyboards importantes tel que la coupe de France de surf, la coupe de France de bodyboard et le championnat d'Europe de bobyboard.
- Festival « Les Mouvementées »
- Tous les ans, à la fin du mois d'août, ont lieu les fêtes de la ville. C'est l'occasion pour tous les habitants de se retrouver pendant quatre à cinq jours. De nombreuses manifestations ont lieu à cette occasion : bodega, élection de la reine des fêtes et de son bouffon, feux d'artifice, animation pour les enfants.
- Mimizan possède une arène qui accueille des courses landaises et depuis août 2011, également des corridas.

## Cinéma
Des scènes du film Sous le sable, réalisé par François Ozon et sorti en 2000, ont été tournées à Mimizan-Plage. En 2006, des scènes de Villa belle France, téléfilm de Karim Soumaila, sont également tournées à Mimizan.
Une scène du film Le secret (avec Jean-Louis Trintignant, Marlène Jobert, Philippe Noiret, vers 1 h 33) se déroule devant la poste de Mimizan.

## Personnalités liées à la commune
- Saint Galactoire, évêque de Lescar, mort en martyr à Mimizan vers 507.
- La créatrice de mode Coco Chanel est venue de 1924 à 1930 séjourner au château Woolsack de Mimizan. Le château a également accueilli Salvador Dalí, Charlie Chaplin, Lloyd George, Georges Carpentier, Suzanne Lenglen, le dessinateur Sem, Sir Anthony Eden, le roi d'Espagne Alphonse XIII et Winston Churchill, qui posait son chevalet pour peindre sur les bords du lac d'Aureilhan.
- Le groupe Beirut a écrit une chanson homonyme en hommage à la ville. Elle apparaît sur la compilation Dark was the night.
- Lucien Lamoureux habitait à la villa La Vigie.
- Maurice Martin baptisa le littoral Atlantique « Côte d'Argent » à Mimizan.
- Gabriele D'Annunzio vint à Mimizan et baptisa une coupe de champagne « Côte d'argent ».
- Armand Lotti, Jean Assollant, René Lefèvre et le passager clandestin Arthur Schreiber atterrirent à bord de leur avion l'« Oiseau Canari » à Mimizan-plage à la plage des Ailes.
- Alain Mimoun, Michel Jazy et Colette Besson s'entraînaient à Mimizan où ils étaient logés à la villa « Le Home Des Quatre-Vents ».
- Nicolas de Staël a séjourné à la villa La Vigie, qui était face à l'océan et au courant. Les paysages lui ont inspiré de nombreux tableaux, exposés au Centre Georges-Pompidou.
- Le peintre Youla Chapoval a séjourné également plusieurs étés à Mimizan dans cette villa, qui a reçu aussi la visite de Hans Hartung.
- Étienne Dupouy, né le 5 septembre 1907 à Mimizan. Joueur de rugby à XV. Champion de France de rugby à XV en 1930 avec le SU Agen et finaliste en 1936 et 1937 avec l'AS Montferrand. Deuxième ligne (1,82 m, 87 kg).
- Georges Bergé (1909-1997), général français, Compagnon de la Libération, a vécu les dernières années de sa vie à Mimizan et y est mort.
- Xenia Dénikine (1892-1973), réfugiée à Mimizan avec son mari le général Anton Dénikine (1872-1947) de mai 1940 à avril 1945. Les notes qu'elle prend pendant son séjour sont traduites en français et publiées par sa fille Marina Grey en 1976 sous le titre Mimizan-sur-Guerre, Le Journal de ma mère sous l'Occupation, préfacé par l'académicien Alain Decaux
- Pierre-Alain de Garrigues né le 24 janvier 1959, comédien de doublage y est né.